# ADO Den Haag in het seizoen 2019/20 (mannen)
Het seizoen 2019/20 is het 115e jaar in het bestaan van de Haagse voetbalclub ADO Den Haag. De Hagenezen nemen deel aan de Eredivisie en het toernooi om de KNVB Beker. Naast het eerste elftal komt dit seizoen ook 'Jong ADO Den Haag' uit in de voetbalpiramide, namelijk in de Derde Divisie Zondag. Het team stond onder leiding van hoofdtrainer Alfons Groenendijk, tot hij op 2 december 2019 zijn taken neerlegde na tegenvallende resultaten. Hij werd in de winterstop opgevolgd door de Engelsman Alan Pardew. Vanwege de coronacrisis werd dit seizoen niet uitgespeeld.

## Samenvatting seizoen

### Voorafgaand aan het seizoen
- Verschillende spelers kregen geen vernieuwd contract aangeboden. Dit gold voor verdediger Trevor David en aanvaller Melvyn Lorenzen. Ook jeugdspelers Samuel Chromek (ADO O-19), Chovanie Amatkarijo en Timon Fikkert moesten vertrekken. De geblesseerde Ricardo Kishna keerde na zijn huurperiode terug naar Lazio Roma. Ook de gehuurde verdediger Giovanni Troupée verliet Den Haag.
- Verdediger Nick Kuipers keerde terug van zijn huurperiode bij FC Emmen. Hennos Asmelash en Delano Ladan waren verhuurd aan TOP Oss en sloten weer aan bij de selectie in Den Haag.
- Verdediger Milan van Ewijk kwam over van Excelsior Maassluis. In de Tweede Divisie werd hij met zijn club tweede in de rangschikking. Van Ewijk tekende een contract tot 2022.
- Op 14 juni verlengde John Goossens zijn contract tot 2021, met een optie voor nog een seizoen.
- Donderdag 20 juni liet doelman Mike Havekotte weten dat ook hij zijn aflopende contract tot 2021 had verlengd.
- Een dag later deed Erik Falkenburg exact hetzelfde; ook hij bleef in Den Haag.
- Met randje 30 graden beleefde ADO de eerste training van dit seizoen. Op maandag 24 juni ging de ploeg onder leiding van Alfons Groenendijk van start. Dit gebeurde met de nieuwe/teruggekeerde spelers, maar zonder Elson Hooi (Gold Cup met Curaçao), Wilfried Kanon (Afrika Cup met Ivoorkust) en Abdenasser El Khayati (nog vakantie).
- Sheraldo Becker vertrok na drie seizoenen uit Den Haag; de aanvaller tekende een vierjarig contract bij 1. FC Union Berlin. Eerder vertrok middenvelder Kyle Ebecilio naar SBV Excelsior. Beide spelers hadden een aflopend contract.
- Na een rumoerige oefenperiode, met afzeggingen en transferperikelen, tekende op woensdag 31 juli Michiel Kramer een contract voor twee seizoenen. De spits speelde van 2013 tot 2015 ook al in het groen-gele shirt.
- Diezelfde dag vertrok tweede doelman Indy Groothuizen bij ADO, wegens zijn reserverol. Hij vertrok na twee Haagse seizoenen naar Vejle BK.

### Augustus 2019
- ADO verloor op zondag 4 augustus de eerste competitiewedstrijd van het seizoen. Ondanks een 2-0 voorsprong ging FC Utrecht er na vier treffers met de winst vandoor.
- Een dag later werd bekend dat Delano Ladan transfervrij vertrok naar SC Cambuur. De spits kwam bij ADO niet verder dan vier duels. Ook werd Hennos Asmelash opnieuw verhuurd aan TOP Oss, de club waar hij het voorgaande seizoen samen met Ladan speelde.
- Woensdag 7 augustus maakte de club bekend dat Bilal Ould-Chikh een tweejarig contract zou tekenen in Den Haag. Hiermee werd de aanvaller de derde aankoop van deze zomer.
- ADO speelde de eerste zondagavondwedstrijd sinds tijden, maar die ging wel verloren. PSV was met 3-1 te sterk, net als vorig seizoen.
- 15 Augustus werd 'eindelijk' de transfer van Abdenasser El Khayati naar Qatar SC wereldkundig. Na weken onderhandelen over de transfersom kon de topscorer van het voorgaande seizoen tekenen bij de club van onder andere Samuel Eto'o. Het bedrag waarvoor hij verkaste, werd niet bekendgemaakt. Schattingen waren tussen de 0,7 en 1,7 miljoen euro.
- Een dag later vertrok verdediger Nick Kuipers naar het Indonesische Persib Bandung.
- Ook de derde wedstrijd van het seizoen ging verloren. Sparta Rotterdam won in Den Haag met 1-2.
- Luuk Koopmans tekende 20 augustus een contract bij ADO. De doelman werd eerst één jaar gehuurd van PSV en daarna voor drie extra jaren vastgelegd.
- Diezelfde dag werd bekend dat Mohammed Hamdi, na lang gesteggel tussen de club en de Chinese eigenaar, werd voorgedragen als de nieuwe algemeen directeur. Frans van Steenis werd benoemd als nieuw lid van de Raad van Commissarissen. Kees Jansma werd gevraagd om bij de club toe te treden als bestuursadviseur.
- Nog geen 24 uur later huurde ADO Paweł Cibicki van Leeds United AFC. De Zweed, met Poolse ouders, werd voor één seizoen gehuurd met een optie tot koop.
- Zondag de 25ste pakte ADO de eerste drie punten van het seizoen. Promovendus RKC Waalwijk werd verslagen met 0-3, mede door twee treffers van Tomáš Necid.
- Vrijdag 30 augustus begon de dag met het nieuws dat de jonge buitenspeler Crysencio Summerville voor één seizoen werd gehuurd van Feyenoord.
- Een dag later pakte ADO de tweede winstpartij op rij. Shaquille Pinas schoot ADO voorbij VVV-Venlo.

### September 2019
- Op 'Transfer Deadline Day', dit jaar op maandag 2 september, werd Thijmen Goppel verhuurd aan MVV Maastricht. Daar tegenover stond de tijdelijke komst van Aleksandar Bjelica. De Nederlandse verdediger met een Servisch paspoort, die eerder al in de jeugd van ADO speelde, werd één seizoen gehuurd van het Poolse Korona Kielce.
- Donderdag 12 september kon ADO toch nog een nieuwe speler bijschrijven. Middenvelder Thom Haye ontbond zijn contract bij het Italiaanse US Lecce en tekende een contract voor twee seizoenen in Den Haag.
- De wedstrijd Feyenoord - ADO Den Haag op zondag 15 september stond voor de tweede keer in het teken van de knuffelregen. Door ADO-fans werden knuffelberen gegooid naar zieke kinderen uit het Sophia Kinderziekenhuis, die op de tribune onder het uitvak zaten. De wedstrijd eindigde voor ADO wel in mineur; het werd 3-2.
- Verdediger Wilfried Kanon vertrok op dinsdag 17 september bij ADO. Na 131 officiële wedstrijden voor de Haagse club verkaste de Ivoriaans international naar het Egyptische Pyramids FC.
- Van de eerste zeven competitiewedstrijden gingen er maar liefst vijf verloren. Tegen AZ speelde ADO met vijf nieuwe namen ten opzichte van het voorgaande duel. Toch wonnen de Alkmaarders, die dit seizoen verschillende thuiswedstrijden in Den Haag speelden, met 0-1.
- De wedstrijd in Drenthe tegen FC Emmen leidde tot een kansloze 3-0 nederlaag.

### Oktober 2019
- Op 1 oktober tekende Dehninio Muringen zijn eerste profcontract. De verdediger stond hierdoor tot de zomer van 2022 (met een optie voor nog een jaar) bij ADO op de loonlijst.
- Zondag 6 oktober leed ADO de zevende nederlaag in de eerste negen competitiewedstrijden. Een kanttekening hierbij is dat de Haagse equipe opnieuw een sterke tegenstander had, namelijk AFC Ajax. In een nagenoeg uitverkocht Cars Jeans Stadion werd het pas laat in de wedstrijd 0-2.
- ADO leed daarna zelfs de vijfde nederlaag op rij. In Zwolle werd van PEC Zwolle verloren met 3-1, ondanks de openingsgoal van Michiel Kramer.
- De Chinese aandeelhouder verzocht Ad Melkert, de voorzitter van de Raad van Commissarissen, te vertrekken. Ook RvC-lid John van Ringelenstein stapte op.
- Op de laatste dag van de zomertijd wist ADO weer eens een wedstrijd te winnen. In Arnhem werd Vitesse, op dat moment gedeeld tweede op de ranglijst, knap verslagen door twee vroege goals.
- Ook dit seizoen werd ADO al vroeg uit het bekertoernooi geknikkerd. Ditmaal was Eredivisionist Fortuna Sittard met 3-0 te sterk.

### November 2019
- Op de derde dag van november speelde ADO weer een sterke wedstrijd, maar liet het vlak voor tijd een zege uit handen glippen. Tegen SC Heerenveen werd het 1-1.
- Net als 10 dagen eerder verslikte ADO zich in Fortuna Sittard. Ditmaal werd het in Limburg 1-0.
- Thuis tegen Willem II kwam ADO met de schrik vrij. Door twee late doelpunten, waaronder een wereldgoal van afstand van John Goossens, wisten de Hagenaars toch nog een punt te pakken: 3-3.
- Zaterdag 30 november werd geen goed vervolg gegeven. Heracles Almelo was zeer effectief en walste over een zwak ADO heen: 4-0.

### December 2019
- Na 10 nederlagen in 15 Eredivisie-duels en de uitschakeling in de beker stapte hoofdtrainer Alfons Groenendijk op bij ADO. Hij was tot die tijd met bijna 100 wedstrijden als ADO-trainer de langstzittende Eredivisie-coach. Zijn taken werden de dagen daarna waargenomen door assistent Dirk Heesen.
- Onder leiding van assistent-trainer Dirk Heesen pakte ADO een punt in het thuisduel tegen FC Twente: Het werd 0-0.
- Een vechtpartij tussen voetballer Donny Gorter en assistent-trainer Edwin de Graaf na een oefenwedstrijd tegen Telstar was voor ADO aanleiding om De Graaf op non-actief te stellen. Hij keerde niet meer terug in Den Haag.
- Heesen bleef ongeslagen, want tegen FC Groningen werd ook een punt gepakt: 1-1. Voor de vierde thuiswedstrijd op rij werd het gelijkspel in Den Haag. Het betekende dat ADO uit de eerste 17 wedstrijden maar 13 punten wist te behalen.
- Sem Steijn stond op 16 december weer op het Haagse trainingsveld. De middenvelder vertrok op huurbasis, met zijn vader Maurice Steijn, naar het Midden-Oosten, maar keerde na een half jaar weer terug in Nederland.
- In de 18de wedstrijd van het seizoen ging ADO hard onderuit in Amsterdam: 6-1. Het was het einde van een roerige week waarin zowel van directieleden Jeffrey van As, Henrik Jan Rinner als van Remco van der Veen (vrijwillig) afscheid werd genomen. Ook adviseur Kees Jansma vertrok bij ADO.
- Het contract van interim-trainer Dirk Heesen (+1 jaar), keeperstrainer Raymond Mulder (+3) en fysiek trainer John Nieuwenburg (+3) werd wel verlengd.
- Op dinsdag 24 december werd Engelsman Alan Pardew aangesteld als de nieuwe trainer van ADO Den Haag. Hij tekende een contract voor een half jaar en nam Chris Powell mee als assistent-trainer.

### Januari 2020
- Op donderdag 2 januari begon ADO met de eerste training onder leiding van Alan Pardew. Diezelfde dag werd doelman Mike Havekotte voor een half jaar uitgeleend aan FC Dordrecht.
- Daarnaast werd oud-speler Martin Jol technisch adviseur van de directie en staf.
- Op trainingskamp in Spanje sloot centrale verdediger Sam Stubbs aan. De Engelsman werd voor een half jaar gehuurd van Middlesbrough FC.
- Frans Danen, de Hoofd Jeugdopleiding, verlengde zijn aflopende contract tot 2021. Aan de staf werd ook Paul Butler toegevoegd. De Engelsman werd de nieuwe assistent- en video-trainer rond hoofdtrainer Pardew.
- De Haagse club nam afscheid van Paweł Cibicki. De aanvaller kwam tot vier officiële duels en keerde terug naar Leeds United AFC, waarvan hij gehuurd was.
- Maandag 13 januari werden drie versterkingen gepresenteerd. Middenvelder en vleugelaanvaller George Thomas werd voor een half jaar gehuurd van Leicester City FC. Ook verdediger Laurens De Bock werd, met optie tot koop, tijdelijk naar Den Haag gehaald. De Belg werd 'geruild' voor de in eerste instantie gehuurde aanvaller Paweł Cibicki, beide spelers waren namelijk eigendom van Leeds United AFC. Aanvaller Mick van Buren werd daarnaast gehuurd van Slavia Praag.
- Later die week werd Robin Polley verhuurd aan FC Dordrecht. Daar tegenover stond de tijdelijke komst van verdedigende middenvelder Tudor Băluță. De Roemeens international werd gehuurd van Brighton & Hove Albion FC.
- De eerste Eredivisiewedstrijd onder leiding van Alan Pardew was meteen een belangrijke: nummer 17 ADO speelde tegen nummer 18 RKC Waalwijk. Tot grote opluchting van staf en spelers won ADO met 2-0.
- Woensdag 22 januari tekende rechtsback Jordan Spence een contract voor een half jaar in Den Haag. De Brit was clubloos.
- De daaropvolgende vrijdag was ADO kansloos tegen FC Utrecht: 4-0.
- De 19-jarige spits Keyennu Lont kwam over van Jong AZ. Hij tekende een contract voor een half jaar en ging spelen voor Jong ADO Den Haag. Ook verlengde middenvelder Sem Steijn zijn contract tot 2022.
- Middenvelder Thom Haye werd tijdelijk verhuurd aan NAC Breda. Zowel onder Alfons Groenendijk als Alan Pardew kon hij nog geen potten breken; hij mocht maar eenmaal de 90 minuten volmaken.
- Op 31 januari, 'Transfer Deadline Day', was het druk in Den Haag. Spits Omar Bogle werd gehuurd van Cardiff City FC. Middenvelder Mark Duffy werd gehuurd van Sheffield United FC. Rechtsback Milan van Ewijk werd voor een half jaar uitgeleend aan SC Cambuur. Het contract van Donny Gorter werd in goed overleg ontbonden. De middenvelder kwam de laatste jaren nauwelijks meer in de opstellingen voor.

### Februari 2020
- Ondanks de vele kansen op de openingstreffer eindigde de wedstrijd tegen Vitesse in 0-0.
- Het duel tegen Sparta Rotterdam werd vanwege een storm een aantal dagen uitgesteld. Het mocht niet baten voor ADO; het werd 4-2.
- De thuiswedstrijd tegen PSV eindigde in een 0-3 nederlaag.
- Een effectief ADO hield dankzij twee vrije trappen een punt over aan het uitduel met SC Heerenveen: 2-2.
- Ook het thuisduel met Heracles Almelo krijgt geen winnaar, zelfs geen doelpunten.
- Op maandag 10 februari werd Hagenees en voormalig ADO-middenvelder én interim-trainer Piet de Zoete, namens de HFC ADO Den Haag, uitgeroepen tot erelid van de club. Ook kreeg hij een zilveren ster op de Wall of Fame in de Sportcampus Zuiderpark.
- De uitwedstrijd tegen Sparta Rotterdam werd een dag later eveneens verloren: 4-2.
- Doelman Luuk Koopmans deed wat hij kon, maar kon niet voorkomen dat PSV met 0-3 te sterk was op 15 februari.
- De thuiswedstrijd tegen Heracles Almelo bleef zonder doelpunten: 0-0.
- Amine Essabri tekende zijn eerste profcontract bij ADO. De 18-jarige Belgische aanvaller tekende een contract tot de zomer van 2022.

### Maart 2020
- Ook tegen mede-koploper AZ was ADO niet opgewassen en kwam het wederom niet tot scoren: 4-0.
- Vanwege de coronacrisis die Nederland bereikte werd dit Eredivisie-seizoen in maart stilgelegd en uiteindelijk ook vroegtijdig beëindigd. ADO bleef voorlopig na 26 van de 34 wedstrijden met 19 punten steken op de 17de plaats. Een plek die normaal gesproken, en dit seizoen voor het eerst weer, tot degradatie zou leiden.
- Dit betekende ook dat Jong ADO Den Haag uiteindelijk een knappe tweede plek behaalde in de Derde Divisie Zondag.
- Op 13 maart tekende jeugdspeler Zakaria Amallah zijn eerste profcontract. De 17-jarige verdediger tekende een contract tot de zomer van 2023.
- Jaarlijks moeten voor 1 april aflopende contracten formeel worden opgezegd. Dit seizoen overkwam dit: Elson Hooi, Dion Malone, Tomáš Necid, Jordan Spence, Hugo Botermans, Mats van Kins, Keyennu Lont en de verhuurde spelers Hennos Asmelash en Thijmen Goppel.

### April 2020
- Per 1 april keerde Albert van der Dussen terug bij de Haagse jeugdopleiding, ditmaal als Performance & Operational Director Youth in samenwerking met Hoofd Jeugdopleidingen Frans Danen.
- Op 6 april werden verschillende contracten ondertekend. Doelman Youri Schoonderwaldt en verdediger Danté Roethof tekenden een contract tot de zomer van 2022. Beide spelers zaten dit seizoen al op de reservebank van het eerste elftal. Ook streken de gebroeders Mulder neer in Den Haag: Michaël Mulder kwam over van Maccabi Petah Tikva, zijn broer Jonathan Mulder kwam over van Jong AZ. De beide middenvelders tekenden een contract tot de zomer van 2021, met een optie op nog een seizoen.
- De 69-jarige Frans van Steenis werd benoemd tot nieuwe voorzitter van de Raad van Commissarissen. Hij volgde de eerder vertrokken Ad Melkert op.
- De parkeerplaats van het Cars Jeans Stadion werd vanwege de coronacrisis omgedoopt tot onder andere zorglocatie voor dak- en thuislozen en een corona-teststraat voor zorgpersoneel.
- Eind april besloot minister-president Mark Rutte om alle evenementen tot 1 september 2020 te verbieden in Nederland. Hierdoor besloot de KNVB om dit voetbalseizoen vroegtijdig te beëindigen, zowel voor de jeugd- als de vrouwen- en de mannencompetities. Na veel discussie werd besloten om bij de mannen de nummer 17 (ADO Den Haag) en de nummer 18 (RKC Waalwijk) ook volgend seizoen in de Eredivisie uit te laten komen, ondanks dat deze plekken op de ranglijst na een gehele gespeelde competitie uiteindelijk zouden leiden tot degradatie naar de Keuken Kampioen Divisie. Dit betekende dus dat ADO Den Haag na een moeizaam jaar zich alsnog mocht richten op Eredivisie-voetbal in het hierop volgende seizoen.
- Vanwege het vroegtijdig beëindigen van dit seizoen werden veel voetbalprijzen niet uitgereikt. Toch mocht ADO-middenvelder John Goossens er een in ontvangst nemen. Zijn knallende afstandsschot, en tevens de 3-3, tegen Willem II op 23 november 2019 werd door de kijkers van NOS Studio Sport verkozen tot 'Doelpunt van het Jaar'.
- Op 28 april werd bekendgemaakt dat trainer Alan Pardew na een paar maanden alweer vertrok uit Den Haag. De Engelsman wist maar 1 van de 8 Eredivisie-wedstrijden onder zijn leiding winnend af te sluiten. Ook zijn assistenten Chris Powell en Paul Butler keerden terug naar Engeland.
- Op woensdag 29 april hervatte ADO na anderhalve maand binnen blijven, vanwege de coronacrisis, de trainingen weer in kleine groepen.
- Eind april werd ook de kunstgrasmat uit het Cars Jeans Stadion gehaald. Het nepgras, dat sinds 2013 in Den Haag lag, werd weer vervangen door echt gras.

### Mei 2020
- Jeugdspelers, en tevens aanvallers, Evan Rottier en Hugo Botermans kregen eveneens een contract aangeboden. Rottier, dit seizoen vooral uitkomend in de Onder-19, tekende een contract tot de zomer van 2022. Botermans verlengde zijn aflopende contract met een jaar, hierdoor lag de spits van Jong ADO tot medio 2022 vast in Den Haag.
- Op 12 mei werd Emilio Estevez Tsai vastgelegd voor het komende seizoen. De Taiwanese middenvelder kwam over van het Canadese York9 FC en tekende een contract voor een jaar, met een optie op nog een seizoen.
- Op 13 mei werd bekend dat Dirk Heesen vertrok als assistent-trainer. Vanaf de zomer stonden Aleksandar Ranković, Richard Knopper, Michele Santoni en Rick Hoogendorp voor de groep. Keeperstrainer Raymond Mulder en beloftentrainer Virgilio Teixeira bleven wel; zij namen het nieuwe 'Onder 21-elftal' onder hun hoede.
- Op 15 mei werd Mark Schenkels benoemd tot nieuw RvC-lid.
- Op 19 mei tekende Cain Seedorf zijn eerste profcontract. De jonge aanvaller bleef hierdoor tot zeker 2021 in Den Haag.

## Selectie en staf ADO Den Haag

### Selectie 2019/20
| #   | Naam                  | Land      | Positie      | Bij ADO sinds  | Contract tot | E. | Voetbal | Kreeg geel | Kreeg voor de tweede keer geel en dus rood | Weggestuurd | B. | Voetbal | Kreeg geel | Kreeg voor de tweede keer geel en dus rood | Weggestuurd | T. | Voetbal | Kreeg geel | Kreeg voor de tweede keer geel en dus rood | Weggestuurd |
| --- | --------------------- | --------- | ------------ | -------------- | ------------ | -- | ------- | ---------- | ------------------------------------------ | ----------- | -- | ------- | ---------- | ------------------------------------------ | ----------- | -- | ------- | ---------- | ------------------------------------------ | ----------- |
| 1   | Luuk Koopmans         | Nederland | Doelman      | Zomer 2019     | Zomer 2023   | 20 | 0       | 0          | 0                                          | 0           | 1  | 0       | 0          | 0                                          | 0           | 21 | 0       | 0          | 0                                          | 0           |
| 2   | Dion Malone           | Nederland | Middenvelder | Zomer 2018     | Zomer 2020   | 20 | 0       | 7          | 0                                          | 0           | 1  | 0       | 1          | 0                                          | 0           | 21 | 0       | 8          | 0                                          | 0           |
| 3   | Aleksandar Bjelica    | Servië    | Verdediger   | Zomer 2019     | Zomer 2020   | 2  | 0       | 0          | 0                                          | 0           | 0  | 0       | 0          | 0                                          | 0           | 2  | 0       | 0          | 0                                          | 0           |
| 4   | Tom Beugelsdijk       | Nederland | Verdediger   | Zomer 2015     | Zomer 2021   | 19 | 1       | 4          | 1                                          | 0           | 1  | 0       | 0          | 0                                          | 0           | 20 | 1       | 4          | 1                                          | 0           |
| 5   | Tudor Băluță          | Roemenië  | Middenvelder | Winter 2019/20 | Zomer 2020   | 4  | 0       | 2          | 0                                          | 0           | 0  | 0       | 0          | 0                                          | 0           | 4  | 0       | 2          | 0                                          | 0           |
| 7   | Bilal Ould-Chikh      | Nederland | Aanvaller    | Zomer 2019     | Zomer 2021   | 13 | 0       | 2          | 0                                          | 0           | 0  | 0       | 0          | 0                                          | 0           | 13 | 0       | 2          | 0                                          | 0           |
| 8   | Aaron Meijers         | Nederland | Verdediger   | Zomer 2012     | Zomer 2022   | 26 | 2       | 5          | 0                                          | 0           | 1  | 0       | 0          | 0                                          | 0           | 27 | 2       | 5          | 0                                          | 0           |
| 9   | Tomáš Necid           | Tsjechië  | Aanvaller    | Zomer 2018     | Zomer 2020   | 21 | 6       | 4          | 0                                          | 0           | 1  | 0       | 0          | 0                                          | 0           | 22 | 6       | 4          | 0                                          | 0           |
| 10  | Lex Immers            | Nederland | Middenvelder | Zomer 2017     | Zomer 2022   | 23 | 2       | 2          | 0                                          | 0           | 1  | 0       | 0          | 0                                          | 0           | 24 | 2       | 2          | 0                                          | 0           |
| 11  | John Goossens         | Nederland | Middenvelder | Winter 2017/18 | Zomer 2021   | 22 | 2       | 4          | 0                                          | 0           | 1  | 0       | 0          | 0                                          | 0           | 23 | 2       | 4          | 0                                          | 0           |
| 12  | Jordan Spence         | Engeland  | Verdediger   | Winter 2019/20 | Zomer 2020   | 4  | 0       | 1          | 0                                          | 0           | 0  | 0       | 0          | 0                                          | 0           | 4  | 0       | 1          | 0                                          | 0           |
| 14  | Crysencio Summerville | Nederland | Aanvaller    | Zomer 2019     | Zomer 2020   | 21 | 2       | 2          | 0                                          | 0           | 1  | 0       | 0          | 0                                          | 0           | 22 | 2       | 2          | 0                                          | 0           |
| 15  | Dehninio Muringen     | Nederland | Verdediger   | Zomer 2019     | Zomer 2021   | 1  | 0       | 0          | 0                                          | 0           | 0  | 0       | 0          | 0                                          | 0           | 1  | 0       | 0          | 0                                          | 0           |
| 16  | Lorenzo van Kleef     | Nederland | Middenvelder | Zomer 2019     | Zomer 2021   | 2  | 0       | 0          | 0                                          | 0           | 0  | 0       | 0          | 0                                          | 0           | 2  | 0       | 0          | 0                                          | 0           |
| 17  | Danny Bakker          | Nederland | Middenvelder | Winter 2012/13 | Zomer 2021   | 22 | 0       | 3          | 2                                          | 0           | 1  | 0       | 0          | 0                                          | 0           | 23 | 0       | 3          | 2                                          | 0           |
| 19  | Shaquille Pinas       | Nederland | Verdediger   | Zomer 2017     | Zomer 2021   | 25 | 3       | 2          | 1                                          | 0           | 1  | 0       | 0          | 0                                          | 0           | 26 | 3       | 2          | 1                                          | 0           |
| 20  | Mark Duffy            | Engeland  | Middenvelder | Winter 2019/20 | Zomer 2020   | 5  | 0       | 2          | 0                                          | 0           | 0  | 0       | 0          | 0                                          | 0           | 5  | 0       | 2          | 0                                          | 0           |
| 21* | Maarten Rieder        | Nederland | Middenvelder | Zomer 2019     | Zomer 2021   | 0  | 0       | 0          | 0                                          | 0           | 0  | 0       | 0          | 0                                          | 0           | 0  | 0       | 0          | 0                                          | 0           |
| 21  | George Thomas         | Wales     | Middenvelder | Winter 2019/20 | Zomer 2020   | 3  | 0       | 0          | 0                                          | 0           | 0  | 0       | 0          | 0                                          | 0           | 3  | 0       | 0          | 0                                          | 0           |
| 22  | Robert Zwinkels       | Nederland | Doelman      | Zomer 2005     | Zomer 2020   | 5  | 0       | 0          | 0                                          | 0           | 0  | 0       | 0          | 0                                          | 0           | 5  | 0       | 0          | 0                                          | 0           |
| 23  | Mick van Buren        | Nederland | Aanvaller    | Winter 2019/20 | Zomer 2020   | 4  | 0       | 0          | 0                                          | 0           | 0  | 0       | 0          | 0                                          | 0           | 4  | 0       | 0          | 0                                          | 0           |
| 24  | Omar Bogle            | Engeland  | Aanvaller    | Winter 2019/20 | Zomer 2020   | 5  | 1       | 0          | 0                                          | 0           | 0  | 0       | 0          | 0                                          | 0           | 5  | 1       | 0          | 0                                          | 0           |
| 26  | Sam Stubbs            | Engeland  | Verdediger   | Winter 2019/20 | Zomer 2020   | 8  | 0       | 1          | 0                                          | 0           | 0  | 0       | 0          | 0                                          | 0           | 8  | 0       | 1          | 0                                          | 0           |
| 28* | Mats van Kins         | Nederland | Middenvelder | Zomer 2017     | Zomer 2021   | 0  | 0       | 0          | 0                                          | 0           | 0  | 0       | 0          | 0                                          | 0           | 0  | 0       | 0          | 0                                          | 0           |
| 28  | Laurens De Bock       | België    | Verdediger   | Winter 2019/20 | Zomer 2020   | 8  | 0       | 1          | 0                                          | 0           | 0  | 0       | 0          | 0                                          | 0           | 8  | 0       | 1          | 0                                          | 0           |
| 29  | Michiel Kramer        | Nederland | Aanvaller    | Zomer 2019     | Zomer 2021   | 13 | 2       | 5          | 0                                          | 0           | 0  | 0       | 0          | 0                                          | 0           | 13 | 2       | 5          | 0                                          | 0           |
| 30  | Erik Falkenburg       | Nederland | Middenvelder | Zomer 2017     | Zomer 2021   | 16 | 1       | 1          | 0                                          | 0           | 1  | 0       | 0          | 0                                          | 0           | 17 | 1       | 1          | 0                                          | 0           |
| 34* | Yahya Boussakou       | Nederland | Aanvaller    | Zomer 2018     | Zomer 2022   | 0  | 0       | 0          | 0                                          | 0           | 0  | 0       | 0          | 0                                          | 0           | 0  | 0       | 0          | 0                                          | 0           |
| 34  | Sem Steijn            | Nederland | Middenvelder | Winter 2019/20 | Zomer 2022   | 0  | 0       | 0          | 0                                          | 0           | 0  | 0       | 0          | 0                                          | 0           | 0  | 0       | 0          | 0                                          | 0           |
| 77  | Elson Hooi            | Curaçao   | Aanvaller    | Zomer 2017     | Zomer 2020   | 13 | 0       | 0          | 0                                          | 0           | 1  | 0       | 0          | 0                                          | 0           | 14 | 0       | 0          | 0                                          | 0           |

### Verhuurde spelers
| #  | Naam            | Land      | Positie      | Bij ADO sinds  | Contract tot | E. | Voetbal | Kreeg geel | Kreeg voor de tweede keer geel en dus rood | Weggestuurd | B. | Voetbal | Kreeg geel | Kreeg voor de tweede keer geel en dus rood | Weggestuurd | T. | Voetbal | Kreeg geel | Kreeg voor de tweede keer geel en dus rood | Weggestuurd |
| -- | --------------- | --------- | ------------ | -------------- | ------------ | -- | ------- | ---------- | ------------------------------------------ | ----------- | -- | ------- | ---------- | ------------------------------------------ | ----------- | -- | ------- | ---------- | ------------------------------------------ | ----------- |
| 24 | Hennos Asmelash | Nederland | Middenvelder | Winter 2016/17 | Zomer 2020   | 0  | 0       | 0          | 0                                          | 0           | 0  | 0       | 0          | 0                                          | 0           | 0  | 0       | 0          | 0                                          | 0           |
| 27 | Milan van Ewijk | Nederland | Verdediger   | Zomer 2019     | Zomer 2022   | 12 | 0       | 0          | 0                                          | 0           | 0  | 0       | 0          | 0                                          | 0           | 12 | 0       | 0          | 0                                          | 0           |
| 26 | Thijmen Goppel  | Nederland | Aanvaller    | Zomer 2017     | Zomer 2020   | 4  | 0       | 0          | 0                                          | 0           | 0  | 0       | 0          | 0                                          | 0           | 4  | 0       | 0          | 0                                          | 0           |
| 18 | Mike Havekotte  | Nederland | Doelman      | Zomer 2018     | Zomer 2021   | 1  | 0       | 0          | 0                                          | 0           | 0  | 0       | 0          | 0                                          | 0           | 1  | 0       | 0          | 0                                          | 0           |
| 20 | Thom Haye       | Nederland | Middenvelder | Zomer 2019     | Zomer 2021   | 9  | 0       | 1          | 0                                          | 0           | 0  | 0       | 0          | 0                                          | 0           | 9  | 0       | 1          | 0                                          | 0           |
| 25 | Robin Polley    | Nederland | Verdediger   | Zomer 2018     | Zomer 2021   | 2  | 0       | 0          | 0                                          | 0           | 1  | 0       | 0          | 0                                          | 0           | 3  | 0       | 0          | 0                                          | 0           |

### Tussentijds vertrokken spelers
| #  | Naam           | Land      | Positie      | Bij ADO sinds  | Contract tot | E. | Voetbal | Kreeg geel | Kreeg voor de tweede keer geel en dus rood | Weggestuurd | B. | Voetbal | Kreeg geel | Kreeg voor de tweede keer geel en dus rood | Weggestuurd | T. | Voetbal | Kreeg geel | Kreeg voor de tweede keer geel en dus rood | Weggestuurd |
| -- | -------------- | --------- | ------------ | -------------- | ------------ | -- | ------- | ---------- | ------------------------------------------ | ----------- | -- | ------- | ---------- | ------------------------------------------ | ----------- | -- | ------- | ---------- | ------------------------------------------ | ----------- |
| 23 | Paweł Cibicki  | Zweden    | Aanvaller    | Zomer 2019     | Zomer 2020   | 3  | 0       | 0          | 0                                          | 0           | 1  | 0       | 0          | 0                                          | 0           | 4  | 0       | 0          | 0                                          | 0           |
| 6  | Donny Gorter   | Nederland | Middenvelder | Winter 2016/17 | Zomer 2020   | 0  | 0       | 0          | 0                                          | 0           | 0  | 0       | 0          | 0                                          | 0           | 0  | 0       | 0          | 0                                          | 0           |
| 5  | Wilfried Kanon | Ivoorkust | Verdediger   | Zomer 2013     | Zomer 2022   | 4  | 0       | 0          | 0                                          | 0           | 0  | 0       | 0          | 0                                          | 0           | 4  | 0       | 0          | 0                                          | 0           |
| 20 | Nick Kuipers   | Nederland | Verdediger   | Zomer 2017     | Zomer 2021   | 1  | 0       | 0          | 0                                          | 0           | 0  | 0       | 0          | 0                                          | 0           | 1  | 0       | 0          | 0                                          | 0           |

### Spelers per positie
| Naam                  | Geboortedatum     | Doelman | Verdediging | Verdediging | Verdediging | Middenveld | Middenveld | Aanval | Aanval | Aanval |
| Naam                  | Geboortedatum     | GK      | RA          | CV          | LA          | VM         | AM         | RV     | LV     | SP     |
| --------------------- | ----------------- | ------- | ----------- | ----------- | ----------- | ---------- | ---------- | ------ | ------ | ------ |
| Luuk Koopmans         | 18 november 1993  | x       |             |             |             |            |            |        |        |        |
| Robert Zwinkels       | 4 mei 1983        | x       |             |             |             |            |            |        |        |        |
| Mike Havekotte (*v)   | 12 september 1995 | x       |             |             |             |            |            |        |        |        |
| Jordan Spence         | 24 mei 1990       |         | x           |             |             |            |            |        |        |        |
| Milan van Ewijk (*v)  | 8 september 2000  |         | x           |             |             |            |            |        |        |        |
| Robin Polley          | 28 december 1998  |         | x           |             |             |            |            | x      |        |        |
| Shaquille Pinas       | 19 maart 1998     |         |             | x           | x           | x          |            |        |        |        |
| Sam Stubbs            | 20 november 1998  |         |             | x           |             |            |            |        |        |        |
| Tom Beugelsdijk       | 7 augustus 1990   |         |             | x           |             |            |            |        |        |        |
| Aleksandar Bjelica    | 7 januari 1994    |         |             | x           | x           | x          |            |        |        |        |
| Dehninio Muringen     | 1 februari 1999   |         |             | x           |             |            |            |        |        |        |
| Laurens De Bock       | 7 november 1992   |         |             | x           | x           |            |            |        |        |        |
| Aaron Meijers         | 28 oktober 1987   |         |             |             | x           | x          |            |        | x      |        |
| Lex Immers            | 8 juni 1986       |         |             |             |             | x          | x          |        |        | x      |
| Dion Malone           | 13 februari 1989  |         | x           | x           |             | x          |            |        |        |        |
| Danny Bakker          | 16 januari 1995   |         |             | x           |             | x          |            |        |        |        |
| Tudor Băluță          | 27 maart 1999     |         |             | x           |             | x          |            |        |        |        |
| Sem Steijn            | 12 november 2001  |         |             |             |             | x          |            |        |        |        |
| Hennos Asmelash (*v)  | 1 juli 1999       |         | x           |             |             | x          |            |        |        |        |
| John Goossens         | 25 juli 1988      |         |             |             |             | x          | x          |        | x      |        |
| George Thomas         | 24 maart 1997     |         |             |             |             |            | x          | x      | x      |        |
| Mark Duffy            | 7 oktober 1985    |         |             |             |             |            | x          | x      |        |        |
| Erik Falkenburg       | 5 mei 1988        |         |             |             |             |            | x          |        | x      | x      |
| Lorenzo van Kleef     | 26 januari 2001   |         |             |             |             | x          | x          |        |        |        |
| Mats van Kins         | 17 december 1998  |         |             |             |             |            | x          |        |        |        |
| Maarten Rieder        | 29 september 1999 |         |             |             |             | x          | x          |        |        |        |
| Thom Haye (*v)        | 9 februari 1995   |         |             |             |             | x          | x          |        |        |        |
| Crysencio Summerville | 30 oktober 2001   |         |             |             |             |            |            | x      | x      |        |
| Bilal Ould-Chikh      | 28 juli 1997      |         |             |             |             |            |            | x      | x      |        |
| Yahya Boussakou       | 4 maart 2000      |         |             |             |             |            |            | x      | x      |        |
| Thijmen Goppel (*v)   | 16 februari 1997  |         | x           |             |             |            |            | x      |        |        |
| Elson Hooi            | 1 oktober 1991    |         |             |             |             |            |            | x      | x      |        |
| Tomáš Necid           | 13 augustus 1989  |         |             |             |             |            |            |        |        | x      |
| Mick van Buren        | 24 augustus 1992  |         |             |             |             |            |            | x      | x      | x      |
| Omar Bogle            | 26 juli 1992      |         |             |             |             |            |            |        |        | x      |
| Michiel Kramer        | 3 december 1988   |         |             |             |             |            |            |        |        | x      |

### Transfers
Zomer 2019: aangetrokken:
- Aleksandar Bjelica → Korona Kielce (gehuurd)
- Paweł Cibicki → Leeds United AFC (gehuurd)
- Lance Duijvestijn → N.E.C. (* sluit aan bij beloften)
- Milan van Ewijk → Excelsior Maassluis
- Thom Haye → US Lecce
- Lorenzo van Kleef → eigen gelederen
- Luuk Koopmans → PSV
- Michiel Kramer → FC Utrecht
- Dehninio Muringen → eigen gelederen
- Bilal Ould-Chikh → Denizlispor
- Segun Owobowale → geen club (* sluit aan bij beloften)
- Maarten Rieder → eigen gelederen
- Crysencio Summerville → Feyenoord (gehuurd)

Zomer 2019: vertrokken:
- Chovanie Amatkarijo → TOP Oss
- Hennos Asmelash → TOP Oss (opnieuw verhuurd)
- Sheraldo Becker → 1. FC Union Berlin
- Trevor David → nnb.
- Kyle Ebecilio → Excelsior
- Abdenasser El Khayati → Qatar SC
- Thijmen Goppel → MVV Maastricht (verhuurd)
- Indy Groothuizen → Vejle BK
- Wilfried Kanon → Pyramids FC
- Ricardo Kishna → Lazio Roma (was gehuurd)
- Nick Kuipers → Persib Bandung (was verhuurd aan FC Emmen)
- Delano Ladan → SC Cambuur (was verhuurd aan TOP Oss)
- Melvyn Lorenzen → Karpaty Lviv
- Sem Steijn → Al-Wahda FC (verhuurd, was verhuurd aan VVV-Venlo)
- Giovanni Troupée → FC Utrecht (was gehuurd)

Winter 2019/20: aangetrokken:
- Tudor Băluță → Brighton & Hove Albion FC (gehuurd)
- Omar Bogle → Cardiff City FC (gehuurd)
- Laurens De Bock → Leeds United AFC (gehuurd)
- Mick van Buren → Slavia Praag (gehuurd)
- Mark Duffy → Sheffield United FC (gehuurd)
- Keyennu Lont → AZ (* sluit aan bij beloften)
- Jordan Spence → clubloos
- Sem Steijn → Al-Wahda FC (was verhuurd)
- Sam Stubbs → Middlesbrough FC (gehuurd)
- George Thomas → Leicester City FC (gehuurd)
- Robin Zwartjens → FC Utrecht (* sluit aan bij beloften)

Winter 2019/20: vertrokken:
- Paweł Cibicki → Leeds United AFC (was gehuurd)
- Milan van Ewijk → SC Cambuur (verhuurd)
- Donny Gorter → nnb.
- Mike Havekotte → FC Dordrecht (verhuurd)
- Thom Haye → NAC Breda (verhuurd)
- Robin Polley → FC Dordrecht (verhuurd)

### Technische staf
| Functie                  | Naam                             | Bij ADO sinds    | Contract tot   |
| ------------------------ | -------------------------------- | ---------------- | -------------- |
| Hoofdtrainer             | (1) Alfons Groenendijk           | Februari 2016/17 | December 2019  |
| Hoofdtrainer             | (2) Interim: Dirk Heesen         | December 2019    | December 2019  |
| Hoofdtrainer             | (3) Alan Pardew                  | Januari 2020     | Zomer 2020     |
| Assistent-trainer        | Dirk Heesen                      | Februari 2016/17 | Zomer 2021     |
| Assistent-trainer        | (1) Edwin de Graaf               | Zomer 2017       | December 2019  |
| Assistent-trainer        | (2) Tijdelijk: Virgilio Teixeira | December 2019    | December 2019  |
| Assistent-trainer        | (3) Chris Powell                 | Januari 2020     | Zomer 2020     |
| Assistent-(video)trainer | Paul Butler                      | Januari 2020     | Zomer 2020     |
| Keeperstrainer           | Raymond Mulder                   | Zomer 2016       | Zomer 2023     |
| Loop- en hersteltrainer  | John Nieuwenburg                 | Zomer 2016       | Zomer 2023     |
| Verzorger                | Dino Nunes                       |                  |                |
| Materiaalman/Logistiek   | Rob Ravestein                    |                  |                |
| Teammanager              | Jillis Zevenbergen               | Zomer 2007       |                |
| Fysiotherapeut           | Edwin Coret                      | Zomer 2003       |                |
| Clubarts                 | Bas Bulder                       | Zomer 2015       |                |
| Spelersbegeleider        | Philip Nijgh                     | Zomer 2009       |                |
| Videoanalist             | Marvin van der Valk              | Zomer 2014       |                |
| Stagiair                 | Levi Schwiebbe                   | Zomer 2019       | Zomer 2020     |
| Perschef                 | (1) Ronald van der Geer          | Zomer 2015       | September 2019 |
| Perschef                 | (2) Koen Jans                    | Oktober 2019     |                |

### Directie
| Functie                                            | Naam                   | Bij ADO sinds | Contract tot  |
| -------------------------------------------------- | ---------------------- | ------------- | ------------- |
| Eigenaar                                           | Wang Hui/ Felix Wu     | Januari 2015  |               |
| Algemeen directeur                                 | / Mohammed Hamdi       | Augustus 2019 |               |
| Financieel directeur                               | (1) Henrik-Jan Rinner  | Zomer 2017    | December 2019 |
| Financieel directeur                               | (2) Jachin Wildemans   | Januari 2020  |               |
| Manager Voetbalzaken                               | (1) Jeffrey van As     | Januari 2017  | December 2019 |
| Manager Voetbalzaken                               | (2) nnb.               |               |               |
| Commercieel manager/directeur                      | (1) Remco van der Veen |               | December 2019 |
| Commercieel manager/directeur                      | (2) Gert-Jan Bunt      | Maart 2020    |               |
| Technisch adviseur                                 | Martin Jol             | Januari 2020  |               |
| Manager Stadion, Veiligheid & Wedstrijdorganisatie | Marcel van der Holst   |               |               |
| Voorzitter Raad van Commissarissen                 | (1) Ad Melkert         | Februari 2018 | Oktober 2019  |
| Voorzitter Raad van Commissarissen                 | (2) Frans van Steenis  | April 2020    |               |

## Statistieken ADO Den Haag 2019/20

### Clubtopscorers 2019/20
| #   | Naam                        | Doelpunten | Doelpunten | Doelpunten | Assists    | Assists    | Assists |
| #   | Naam                        | Eredivisie | KNVB Beker | Totaal     | Eredivisie | KNVB Beker | Totaal  |
| --- | --------------------------- | ---------- | ---------- | ---------- | ---------- | ---------- | ------- |
| 1.  | Tomáš Necid                 | 6          | 0          | 6          | 1          | 0          | 1       |
| 2.  | Shaquille Pinas             | 3          | 0          | 3          | 0          | 0          | 0       |
| 3.  | John Goossens               | 2          | 0          | 2          | 5          | 0          | 5       |
| 4.  | Aaron Meijers               | 2          | 0          | 2          | 2          | 0          | 2       |
| 5.  | Lex Immers                  | 2          | 0          | 2          | 1          | 0          | 1       |
| 6.  | Crysencio Summerville       | 2          | 0          | 2          | 1          | 0          | 1       |
| 7.  | Michiel Kramer              | 2          | 0          | 2          | 0          | 0          | 0       |
| 8.  | Tom Beugelsdijk             | 1          | 0          | 1          | 1          | 0          | 1       |
| 9.  | Omar Bogle                  | 1          | 0          | 1          | 0          | 0          | 0       |
| 10. | Erik Falkenburg             | 1          | 0          | 1          | 0          | 0          | 0       |
| 11. | Danny Bakker                | 0          | 0          | 0          | 1          | 0          | 1       |
| 12. | Elson Hooi                  | 0          | 0          | 0          | 1          | 0          | 1       |
| 13. | Dion Malone                 | 0          | 0          | 0          | 1          | 0          | 1       |
| 14. | eigen doelpunt tegenstander | 3          | 0          | 3          | -          | -          | -       |

### Doelmannen 2019/20
| #  | Naam            | Eredivisie  | Eredivisie       | Eredivisie      | Eredivisie                 | KNVB Beker  | KNVB Beker       | KNVB Beker      | KNVB Beker                 |
| #  | Naam            | Wedstrijden | Doelpunten tegen | De nul gehouden | Strafschoppen niet in doel | Wedstrijden | Doelpunten tegen | De nul gehouden | Strafschoppen niet in doel |
| -- | --------------- | ----------- | ---------------- | --------------- | -------------------------- | ----------- | ---------------- | --------------- | -------------------------- |
| 1. | Luuk Koopmans   | 20          | 42               | 5x              | 0/3                        | 1           | 3                | 0×              | 0/1                        |
| 2. | Robert Zwinkels | 5           | 9                | 2×              | 0/0                        | 0           | 0                | 0×              | 0/0                        |
| 3. | Mike Havekotte  | 1           | 3                | 0x              | 0/2                        | 0           | 0                | 0×              | 0/0                        |

### Tussenstand ADO Den Haag in Nederlandse Eredivisie 2019/20
| Stand | Gespeeld | Gewonnen | Gelijk | Verloren | Punten | Doelpunten voor | Doelpunten tegen | Gele kaarten | 2× Geel > Rood | Rode kaarten |
| ----- | -------- | -------- | ------ | -------- | ------ | --------------- | ---------------- | ------------ | -------------- | ------------ |
| 17e   | 26       | 4        | 7      | 15       | 19     | 25              | 54               | 48           | 4              | 0            |

### Stand, punten en doelpunten per speelronde 2019/20
| Speelronde              | 1                  | 2                  | 3                  | 4                  | 5                  | 6                  | 7                  | 8                  | 9                  | 10                 | 11                 | 12                 | 13                 | 14                 | 15                 | 16          | 17          | 18          | 19          | 20          | 21          | 22          | 23          | 24          | 25          | 26          | 27          | 28          | 29          | 30          | 31          | 32          | 33          | 34          |
| ----------------------- | ------------------ | ------------------ | ------------------ | ------------------ | ------------------ | ------------------ | ------------------ | ------------------ | ------------------ | ------------------ | ------------------ | ------------------ | ------------------ | ------------------ | ------------------ | ----------- | ----------- | ----------- | ----------- | ----------- | ----------- | ----------- | ----------- | ----------- | ----------- | ----------- | ----------- | ----------- | ----------- | ----------- | ----------- | ----------- | ----------- | ----------- |
| Trainer                 | Alfons Groenendijk | Alfons Groenendijk | Alfons Groenendijk | Alfons Groenendijk | Alfons Groenendijk | Alfons Groenendijk | Alfons Groenendijk | Alfons Groenendijk | Alfons Groenendijk | Alfons Groenendijk | Alfons Groenendijk | Alfons Groenendijk | Alfons Groenendijk | Alfons Groenendijk | Alfons Groenendijk | Dirk Heesen | Dirk Heesen | Dirk Heesen | Alan Pardew | Alan Pardew | Alan Pardew | Alan Pardew | Alan Pardew | Alan Pardew | Alan Pardew | Alan Pardew | Alan Pardew | Alan Pardew | Alan Pardew | Alan Pardew | Alan Pardew | Alan Pardew | Alan Pardew | Alan Pardew |
| Punten per speelronde   | 0                  | 0                  | 0                  | 3                  | 3                  | 0                  | 0                  | 0                  | 0                  | 0                  | 3                  | 1                  | 0                  | 1                  | 0                  | 1           | 1           | 0           | 3           | 0           | 1           | 0           | 0           | 1           | 1           | 0           | x           | x           | x           | x           | x           | x           | x           | x           |
| Punten na speelronde    | 0                  | 0                  | 0                  | 3                  | 6                  | 6                  | 6                  | 6                  | 6                  | 6                  | 9                  | 10                 | 10                 | 11                 | 11                 | 12          | 13          | 13          | 16          | 16          | 17          | 17          | 17          | 18          | 19          | 19          | x           | x           | x           | x           | x           | x           | x           | x           |
| Stand na speelronde     | 14e                | 15e                | 17e                | 13e                | 11e                | 14e                | 15e                | 16e                | 16e                | 16e                | 15e                | 14e                | 15e                | 17e                | 17e                | 17e         | 17e         | 17e         | 16e         | 17e         | 17e         | 17e         | 17e         | 17e         | 17e         | 17e         | x           | x           | x           | x           | x           | x           | x           | x           |
| Goals per speelronde    | 2                  | 1                  | 1                  | 3                  | 1                  | 2                  | 0                  | 0                  | 0                  | 1                  | 2                  | 1                  | 0                  | 3                  | 0                  | 0           | 1           | 1           | 2           | 0           | 0           | 2           | 0           | 2           | 0           | 0           | x           | x           | x           | x           | x           | x           | x           | x           |
| Goals na speelronde     | 2                  | 3                  | 4                  | 7                  | 8                  | 10                 | 10                 | 10                 | 10                 | 11                 | 13                 | 14                 | 14                 | 17                 | 17                 | 17          | 18          | 19          | 21          | 21          | 21          | 23          | 23          | 25          | 25          | 25          | x           | x           | x           | x           | x           | x           | x           | x           |
| Doelsaldo na speelronde | -2                 | -4                 | -5                 | -2                 | -1                 | -2                 | -3                 | -6                 | -8                 | -10                | -8                 | -8                 | -9                 | -9                 | -13                | -13         | -13         | -18         | -16         | -20         | -20         | -22         | -25         | -25         | -25         | -29         | x           | x           | x           | x           | x           | x           | x           | x           |

### Thuis/uit-verhouding 2019/20
| Tegenstander | Ajax  | AZ    | FC Emmen | Feyenoord | Fortuna Sittard | FC Groningen | sc Heerenveen | Heracles Almelo | PEC Zwolle | PSV   | RKC Waalwijk | Sparta Rotterdam | FC Twente | FC Utrecht | Vitesse | VVV-Venlo | Willem II | Punten totaal |
| ------------ | ----- | ----- | -------- | --------- | --------------- | ------------ | ------------- | --------------- | ---------- | ----- | ------------ | ---------------- | --------- | ---------- | ------- | --------- | --------- | ------------- |
| ADO thuis    | 0 - 2 | 0 - 1 | (5/4)    | (22/4)    | (13/3)          | 1 - 1        | 1 - 1         | 0 - 0           | (10/5)     | 0 - 3 | 2 - 0        | 1 - 2            | 0 - 0     | 2 - 4      | 0 - 0   | 1 - 0     | 3 - 3     | 12            |
| ADO uit      | 6 - 1 | 4 - 0 | 3 - 0    | 3 - 2     | 1 - 0           | (3/5)        | 2 - 2         | 4 - 0           | 3 - 1      | 3 - 1 | 0 - 3        | 4 - 2            | (21/3)    | 4 - 0      | 0 - 2   | (26/4)    | (11/4)    | 7             |
| Punten       | 0     | 0     | 0        | 0         | 0               | 1            | 2             | 1               | 0          | 0     | 6            | 0                | 1         | 0          | 4       | 3         | 1         | 19            |

### Toeschouwersaantallen 2019/20
| Tegenstander | Ajax        | AZ           | FC Emmen    | Feyenoord      | Fortuna Sittard | FC Groningen | sc Heerenveen | Heracles Almelo | PEC Zwolle   | PSV          | RKC Waalwijk | Sparta Rotterdam | FC Twente    | FC Utrecht   | Vitesse      | VVV-Venlo    | Willem II    | Totaal (Gem.) |
| ------------ | ----------- | ------------ | ----------- | -------------- | --------------- | ------------ | ------------- | --------------- | ------------ | ------------ | ------------ | ---------------- | ------------ | ------------ | ------------ | ------------ | ------------ | ------------- |
| ADO thuis    | 14.733 (0*) | 12.091 (302) | x           | x              | x               | 11.049 (360) | 12.681 (190)  | 11.207 (?)      | x            | 13.370 (500) | 12.433 (500) | 12.479 (500)     | 11.439 (500) | 10.633 (307) | 12.387 (162) | 10.617 (100) | 10.889 (500) | -             |
| ADO uit      | 53.976 (0*) | 16.117 (?)   | 8.002 (192) | 40.000 (1.050) | 8.223 (237)     | x            | 16.640 (153)  | 10.150 (166)    | 12.943 (280) | 32.000 (87)  | 5.034 (375)  | 8.083 (583)      | x            | 17.319 (440) | 12.663 (280) | x            | x            | -             |

(*: Bij deze wedstrijden mochten er geen uitsupporters aanwezig zijn.)

(Dikgedrukt betekent dat het gehele stadion en/of het uitvak was uitverkocht tijdens deze wedstrijd.)

### Kaarten per speelronde 2019/20
| Speelronde              | 1   | 2   | 3   | 4   | 5   | 6   | 7   | 8   | 9   | 10  | 11  | 12  | 13  | 14  | 15  | 16  | 17  | 18  | 19  | 20  | 21  | 22  | 23  | 24  | 25  | 26  | 27 | 28 | 29 | 30 | 31 | 32 | 33 | 34 |
| ----------------------- | --- | --- | --- | --- | --- | --- | --- | --- | --- | --- | --- | --- | --- | --- | --- | --- | --- | --- | --- | --- | --- | --- | --- | --- | --- | --- | -- | -- | -- | -- | -- | -- | -- | -- |
| Gele kaarten per duel   | 2   | 0   | 1   | 0   | 3   | 3   | 0   | 4   | 3   | 2   | 1   | 3   | 6   | 1   | 0   | 2   | 1   | 2   | 1   | 3   | 2   | 0   | 1   | 3   | 1   | 3   | x  | x  | x  | x  | x  | x  | x  | x  |
| Gele kaarten in totaal  | 2   | 2   | 3   | 3   | 6   | 9   | 9   | 13  | 16  | 18  | 19  | 22  | 28  | 29  | 29  | 31  | 32  | 34  | 35  | 38  | 40  | 40  | 41  | 44  | 45  | 48  | x  | x  | x  | x  | x  | x  | x  | x  |
| Rode kaarten per duel   | 0   | 0   | 0   | 1   | 0   | 0   | 0   | 0   | 0   | 0   | 0   | 0   | 0   | 0   | 0   | 0   | 1   | 1   | 0   | 0   | 0   | 0   | 0   | 0   | 1   | 0   | x  | x  | x  | x  | x  | x  | x  | x  |
| Rode kaarten in totaal  | 0   | 0   | 0   | 1   | 1   | 1   | 1   | 1   | 1   | 1   | 1   | 1   | 1   | 1   | 1   | 1   | 2   | 3   | 3   | 3   | 3   | 3   | 3   | 3   | 4   | 4   | x  | x  | x  | x  | x  | x  | x  | x  |
| Scheidsrechter per duel | Blo | Mak | Hig | Gra | Mul | Göz | Lin | Bla | Blo | Göz | Man | Eij | Ker | Lin | Man | Mul | Koo | Hig | Man | Nij | Koo | Mak | Boe | Ker | Bax | Hig | x  | x  | x  | x  | x  | x  | x  | x  |

(* 2× geel wordt in dit schema gezien als één rode kaart.)

### Eredivisie-doelpunten per kwartier 2019/20
| Minuut       | 0-15 | 16-30 | 31-45 | 46-60 | 61-75 | 76-90 Haags Kwartiertje | Totaal |
| ------------ | ---- | ----- | ----- | ----- | ----- | ----------------------- | ------ |
| ADO          | 3    | 5     | 5     | 3     | 1     | 8                       | 25     |
| Tegenstander | 6    | 11    | 12    | 6     | 9     | 10                      | 54     |
| Totaal       | 9    | 16    | 17    | 9     | 10    | 18                      | 79     |

### Strafschoppen 2019/20
| Penalty's    | Penalty's gescoord | Penalty's gemist | Penalty's totaal | Gescoord door: | Gemist door: Gepakt door:                                   |
| ------------ | ------------------ | ---------------- | ---------------- | --- | ----------------------------------------------------------- |
| ADO Den Haag | 3                  | 2                | 5                | 1: John Goossens, Michiel Kramer, Tomáš Necid                                                                                           | 1: John Goossens (Jeroen Zoet), Tomáš Necid (Remko Pasveer) |
| Tegenstander | 6                  | 0                | 6                | 2x Feyenoord (1: Rick Karsdorp, Leroy Fer), 2x AZ (2: Teun Koopmeiners), 1x Fortuna Sittard (Mark Diemers, beker), 1x PSV (Sam Lammers) | -                                                           |

### Bekertoernooi 2019/20
| Ronde   | Eerste kwalificatieronde | Tweede kwalificatieronde | Eerste ronde    | Tweede ronde | Achtste finale | Kwartfinale | Halve finale | Finale |
| ------- | ------------------------ | ------------------------ | --------------- | ------------ | -------------- | ----------- | ------------ | ------ |
| Thuis   | nvt.                     | nvt.                     | Fortuna Sittard | x            | x              | x           | x            | x      |
| Uit     | nvt.                     | nvt.                     | ADO Den Haag    | x            | x              | x           | x            | x      |
| Uitslag | nvt.                     | nvt.                     | 3 - 0           | x            | x              | x           | x            | x      |

### Statistieken aller tijden voor ADO (huidige selectie)
| #   | Naam                  | Wedstrijden | Wedstrijden | Wedstrijden | Wedstrijden | Wedstrijden | Doelpunten | Doelpunten | Doelpunten | Doelpunten | Doelpunten |
| #   | Naam                  | Competitie  | Beker       | Play-offs   | Europa      | Totaal      | Competitie | Beker      | Play-offs  | Europa     | Totaal     |
| --- | --------------------- | ----------- | ----------- | ----------- | ----------- | ----------- | ---------- | ---------- | ---------- | ---------- | ---------- |
| 1.  | Lex Immers            | 239         | 13          | 13          | 4           | 269         | 40         | 5          | 5          | 2          | 52         |
| 2.  | Aaron Meijers         | 237         | 11          | 2           | 0           | 250         | 7          | 0          | 0          | 0          | 7          |
| 3.  | Tom Beugelsdijk       | 179         | 11          | 2           | 0           | 192         | 14         | 1          | 0          | 0          | 15         |
| 4.  | Dion Malone           | 178         | 9           | 0           | 0           | 187         | 6          | 0          | 0          | 0          | 6          |
| 5.  | Danny Bakker          | 176         | 5           | 2           | 0           | 183         | 10         | 0          | 0          | 0          | 10         |
| 6.  | Robert Zwinkels       | 155         | 14          | 3           | 0           | 172         | 0          | 0          | 0          | 0          | 0          |
| 7.  | Michiel Kramer        | 71          | 3           | 0           | 0           | 74          | 26         | 0          | 0          | 0          | 26         |
| 8.  | Erik Falkenburg       | 70          | 2           | 2           | 0           | 74          | 11         | 0          | 0          | 0          | 11         |
| 9.  | / Elson Hooi          | 63          | 4           | 1           | 0           | 68          | 3          | 0          | 0          | 0          | 3          |
| 10. | Shaquille Pinas       | 49          | 3           | 0           | 0           | 52          | 3          | 0          | 0          | 0          | 3          |
| 11. | Tomáš Necid           | 47          | 3           | 0           | 0           | 50          | 15         | 2          | 0          | 0          | 17         |
| 12. | John Goossens         | 43          | 3           | 0           | 0           | 46          | 3          | 0          | 0          | 0          | 3          |
| 13. | Thijmen Goppel        | 40          | 0           | 1           | 0           | 41          | 0          | 0          | 0          | 0          | 0          |
| 14. | Crysencio Summerville | 21          | 1           | 0           | 0           | 22          | 2          | 0          | 0          | 0          | 2          |
| 15. | Luuk Koopmans         | 20          | 1           | 0           | 0           | 21          | 0          | 0          | 0          | 0          | 0          |
| 16. | Bilal Ould-Chikh      | 13          | 0           | 0           | 0           | 13          | 0          | 0          | 0          | 0          | 0          |
| 17. | Milan van Ewijk       | 12          | 0           | 0           | 0           | 12          | 0          | 0          | 0          | 0          | 0          |
| 18. | Thom Haye             | 9           | 0           | 0           | 0           | 9           | 0          | 0          | 0          | 0          | 0          |
| 19. | Laurens De Bock       | 8           | 0           | 0           | 0           | 8           | 0          | 0          | 0          | 0          | 0          |
| 20. | Sam Stubbs            | 8           | 0           | 0           | 0           | 8           | 0          | 0          | 0          | 0          | 0          |
| 21. | Omar Bogle            | 5           | 0           | 0           | 0           | 5           | 1          | 0          | 0          | 0          | 1          |
| 22. | Mark Duffy            | 5           | 0           | 0           | 0           | 5           | 0          | 0          | 0          | 0          | 0          |
| 23. | Tudor Băluță          | 4           | 0           | 0           | 0           | 4           | 0          | 0          | 0          | 0          | 0          |
| 24. | Mick van Buren        | 4           | 0           | 0           | 0           | 4           | 0          | 0          | 0          | 0          | 0          |
| 25. | Robin Polley          | 2           | 2           | 0           | 0           | 4           | 0          | 0          | 0          | 0          | 0          |
| 26. | Jordan Spence         | 4           | 0           | 0           | 0           | 4           | 0          | 0          | 0          | 0          | 0          |
| 27. | Hennos Asmelash       | 3           | 0           | 0           | 0           | 3           | 0          | 0          | 0          | 0          | 0          |
| 28. | George Thomas         | 3           | 0           | 0           | 0           | 3           | 0          | 0          | 0          | 0          | 0          |
| 29. | Aleksandar Bjelica    | 2           | 0           | 0           | 0           | 2           | 0          | 0          | 0          | 0          | 0          |
| 30. | Mike Havekotte        | 2           | 0           | 0           | 0           | 2           | 0          | 0          | 0          | 0          | 0          |
| 31. | Lorenzo van Kleef     | 2           | 0           | 0           | 0           | 2           | 0          | 0          | 0          | 0          | 0          |
| 32. | Yahya Boussakou       | 1           | 0           | 0           | 0           | 1           | 0          | 0          | 0          | 0          | 0          |
| 33. | Mats van Kins         | 1           | 0           | 0           | 0           | 1           | 0          | 0          | 0          | 0          | 0          |
| 34. | Dehninio Muringen     | 1           | 0           | 0           | 0           | 1           | 0          | 0          | 0          | 0          | 0          |

### Opmerkelijkheden
Winterstop:
- Topscorer na 18 wedstrijden was Tomáš Necid (6 goals). De speler met de meeste assists was John Goossens (3 assists).
- De enige speler in de ADO-selectie die nog geen minuut speeltijd had gemist, was Aaron Meijers.
- ADO had gemiddeld 44,4% balbezit in de eerste 18 wedstrijden. Alleen Fortuna Sittard en Sparta Rotterdam scoorden lager.

Einde seizoen:
- Aaron Meijers was de enige speler die in alle gespeelde wedstrijden (26 in de competitie en 1 in de beker) heeft meegespeeld.
- Spits Tomáš Necid werd met 6 treffers ADO-topscorer van dit seizoen.
- Middenvelder John Goossens gaf dit seizoen 5 assists. Het meeste van iedereen in het geel-groene shirt.
- Dit seizoen maakten maar liefst 17 spelers hun ADO-debuut in de Eredivisie.
- Het doelpunt van John Goossens tegen Willem II op 23 november 2019 werd door de kijkers van NOS Studio Sport verkozen tot 'Doelpunt van het Jaar'.

## Uitslagen ADO Den Haag

### Juni/Juli
| Oefenwedstrijd | SV Honselersdijk (1e klasse) | 1 - 8 (0 - 6)                                         | ADO Den Haag | Selectie ADO Den Haag: (Trainer: Alfons Groenendijk) |
| za. 29 juni 2019 Aanvangstijd: 14:30 uur Plaats: Honselersdijk Sportpark De Strijphorst Toeschouwers: 558 Scheidsrechter: Stanley van Lith Wedstrijdverslagen: Verslag ADO Verslag Omroep West | Riepe (vrije trap) 70'       | 0 - 1 0 - 2 0 - 3 0 - 4 0 - 5 0 - 6 1 - 6 1 - 7 1 - 8 | 7' Necid (Goppel) 10' Necid (El Khayati) 16' Van Ewijk 22' Falkenburg (Immers) 23' El Khayati (Goppel) 25' Necid (Goppel) 72' Ladan (Van Kleef) 86' Boussakou (Asmelash) | OPSTELLING 1e HELFT: Zwinkels - Van Ewijk, Kuipers, Pinas, Meijers - Immers, El Khayati, Bakker - Goppel, Necid, Falkenburg OPSTELLING 2e HELFT: Havekotte - Malone, Beugelsdijk , Muringen, Polley - Van Kleef, Asmelash, Rieder - Van Kins, Ladan, Boussakou |
| |                              |                                                       | | |

Afwezig: Hooi (Gold Cup met Curaçao), Kanon (Afrika Cup met Ivoorkust), Goossens, Gorter (blessure)

Opmerkelijk: De drie keepers (Groothuizen, Havekotte en Zwinkels) werden onderling gewisseld gedurende de oefenperiode.
| Oefenwedstrijd | SVV Scheveningen (Tweede Divisie) | 0 - 2 (0 - 2) | ADO Den Haag                      | Selectie ADO Den Haag: (T: Alfons Groenendijk) | Selectie SVV Scheveningen: (T: John Blok) |
| ma. 1 juli 2019 Aanvangstijd: 19:19 uur Plaats: Scheveningen Sportpark Houtrust Toeschouwers: ? Scheidsrechter: Luca Cantineau Wedstrijdverslagen: Verslag ADO Verslag Omroep West |                                   | 0 - 1 0 - 2   | 17' Immers 32' Necid (El Khayati) | OPSTELLING 1e HELFT: Groothuizen - Malone, Beugelsdijk, Pinas, Polley - Immers , El Khayati, Asmelash - Goppel, Necid, Boussakou WISSEL: 23' Gorter Malone OPSTELLING 2e HELFT: Havekotte - Van Ewijk, Kuipers, Muringen, Meijers - Van Kleef, Bakker, Rieder - Van Kins, Ladan, Falkenburg | BASISOPSTELLING: Zonneveld - Koorndijk, Van Koesveld, El Moussaoui , Ogidi Nwankwo - Schwiebbe, Rog, De Jong - Martijn, Van der Putten, De Winter RESERVEBANK: Bénard, Van Dorp, Kaffa, Van Ree, Gula, Haddadi, Van Otterloo, Aldogan, Bouras |
| |                                   |               |                                   | | |

Afwezig: Hooi (vakantie), Kanon (Ivoorkust), Goossens (blessure)

Opmerkelijk: Voormalig ADO-spelers Samir El Moussaoui en Levi Schwiebbe speelden mee bij Scheveningen. De wedstrijd begon om 19:19 uur, speciaal om het honderdjarig bestaan van de amateurclub te vieren.
| Oefenwedstrijd | HVV Laakkwartier (2e klasse) | 0 - 10 (0 - 7)                                               | ADO Den Haag | Selectie ADO Den Haag: (T: Alfons Groenendijk) |
| za. 6 juli 2019 Aanvangstijd: 17:00 uur Plaats: Den Haag Sportpark Laakkwartier Toeschouwers: ? Scheidsrechter: Rob Wassink Wedstrijdverslagen: Verslag ADO Verslag Omroep West |                              | 0 - 1 0 - 2 0 - 3 0 - 4 0 - 5 0 - 6 0 - 7 0 - 8 0 - 9 0 - 10 | 6' Necid (El Khayati) 17' Necid (Immers) 21' Necid (El Khayati) 27' El Khayati (Necid) 34' Necid (El Khayati) 36' Immers (El Khayati) 45' Falkenburg (Immers) 58' El Khayati 85' Ladan (Rieder) 90' Van Kins (Asmelash) | OPSTELLING 1e HELFT: Zwinkels - Van Ewijk, Beugelsdijk, Pinas, Meijers - Immers , Bakker - Goossens, El Khayati, Falkenburg - Necid WISSELS: 46' Groothuizen Zwinkels 46' Van Kleef Bakker 46' Goppel Goossens OPSTELLING NA 61 MIN: Groothuizen - Polley, Kuipers, Muringen, Gorter - Asmelash, Van Kleef - Goppel, Van Kins, Boussakou - Ladan WISSEL: 69' Rieder Van Kleef |
| |                              |                                                              | | |

Afwezig: Hooi (vakantie), Kanon (Ivoorkust), Malone (blessure)
| Oefenwedstrijd | VV Serooskerke (2e klasse) | 0 - 5 (0 - 4)                 | ADO Den Haag | Selectie ADO Den Haag: (T: Alfons Groenendijk) |
| ma. 8 juli 2019 Aanvangstijd: 19:30 uur Plaats: Serooskerke Sportpark Noordhout Toeschouwers: ? Scheidsrechter: Matthijs Jobse Wedstrijdverslagen: Verslag ADO Verslag Omroep West |                            | 0 - 1 0 - 2 0 - 3 0 - 4 0 - 5 | 11' Ladan (Polley) 17' Van Kleef (Boussakou) 20' Simonse (eigen doelpunt) 35' Gorter (penalty) 81' Falkenburg (Goppel) | OPSTELLING 1e HELFT: Havekotte - Polley, Kuipers, Muringen, Gorter - Van Kleef, Rieder - Goossens , Van Kins, Boussakou - Ladan WISSELS: 34' Asmelash Muringen 46' Groothuizen Havekotte 46' Goppel Goossens OPSTELLING NA 61 MIN: Groothuizen - Van Ewijk, Beugelsdijk, Pinas, Meijers - Immers, Bakker - Goppel, El Khayati, Boussakou - Falkenburg |
| |                            |                               | | |

Afwezig: Hooi (vakantie), Kanon (Ivoorkust), Malone, Necid (rust/blessure)
| Oefenwedstrijd | KV Kortrijk (, Eerste Klasse A) | 0 - 0 (0 - 0) | ADO Den Haag | Selectie ADO Den Haag: (T: Alfons Groenendijk) |
| vr. 12 juli 2019 Aanvangstijd: 14:00 uur Plaats: Burgh-Haamstede Sportpark Van Zuijen Toeschouwers: N.v.t. (besloten) Scheidsrechter: Tim Visser Wedstrijdverslagen: Verslag ADO Verslag Omroep West |                                 |               |              | OPSTELLING: Zwinkels - Asmelash, Beugelsdijk, Pinas, Meijers - Goossens, Immers, Bakker - Goppel, Necid, Falkenburg WISSELS: 68' El Khayati Goossens 86' Ladan Necid |
| |                                 |               |              | |

Afwezig: Hooi, Kanon (vakantie), Van Ewijk, Kuipers, Malone (rust/blessure)

Opmerkelijk: Deze wedstrijd werd gespeeld op het terrein van FC De Westhoek. De opstelling van KV Kortrijk is niet bekendgemaakt. Op deze dag werden twee duels gespeeld. De spelers die niet tijdens deze wedstrijd in actie kwamen, deden dat wel in onderstaand duel.
| Oefenwedstrijd | VV RCS (3e klasse) | 1 - 10 (0 - 4)                                                     | ADO Den Haag | Selectie ADO Den Haag: (T: Alfons Groenendijk) |
| vr. 12 juli 2019 Aanvangstijd: 19:30 uur Plaats: Oost-Souburg Sportpark De Alblas Toeschouwers: ? Scheidsrechter: Matthijs Jobse Wedstrijdverslagen: Verslag ADO Verslag Omroep West | Bobouh 48'         | 0 - 1 0 - 2 0 - 3 0 - 4 1 - 4 1 - 5 1 - 6 1 - 7 1 - 8 1 - 9 1 - 10 | 26' Amofa 29' Ladan (Polley) 41' Ladan (Van Kins) 45' Amofa (Ladan) 55' Muringen (Rieder) 60' Van Kleef (penalty) 75' Van Kleef (Polley) 77' Ladan 79' Ladan (Van Mil) 86' Polley | OPSTELLING: Havekotte - Polley, Amofa, Muringen, Gorter - Rieder, Van Kins, Van Kleef - Van Mil, Ladan, Boussakou WISSELS: 67' Van den Ende Gorter 67' Van Wetten Rieder 81' Rieder Amofa |
| |                    |                                                                    | | |

Afwezig: Hooi, Kanon (vakantie), Van Ewijk, Kuipers, Malone (rust/blessure)
| Oefenwedstrijd | ADO Den Haag           | 1 - 1 (1 - 1) | Al-Wahda FC (, UAE Liga) | Selectie ADO Den Haag: (T: Alfons Groenendijk) |
| do. 18 juli 2019 Aanvangstijd: 16:00 uur Plaats: Gilze Sportpark Verhoven Toeschouwers: ± 250 Scheidsrechter: Sam Dröge Wedstrijdverslagen: Verslag ADO Verslag Omroep West | Van Kleef (Polley) 17' | 1 - 0 1 - 1   | 21' Matar                | OPSTELLING: Havekotte - Malone, Kuipers, Muringen, Polley - Rieder, Asmelash, Van Kleef - Van Kins, Ladan, Hooi WISSELS: 46' Van Ewijk Malone 46' Boussakou Hooi 75' Amofa Rieder 75' Van Wetten Van Kins 75' Van Mil Ladan 90+1' Rieder Asmelash |
| |                        |               |                          | |

Afwezig: El Khayati (bezig met transfer), Kanon (vakantie), Bakker, Beugelsdijk, Falkenburg, Goossens, Goppel, Gorter, Immers, Meijers, Necid, Pinas (rust)

Opmerkelijk: Bij Al-Wahda FC was Maurice Steijn, voormalig coach van ADO, de trainer. De door ADO verhuurde Sem Steijn speelde mee in deze wedstrijd.
| Oefenwedstrijd | ADO Den Haag                   | 1 - 1 (0 - 1) | Oud-Heverlee Leuven (, Eerste Klasse B) | Selectie ADO Den Haag: (T: Alfons Groenendijk) | Selectie Oud-Heverlee Leuven: (T: Vincent Euvrard) |
| vr. 26 juli 2019 Aanvangstijd: 19:30 uur Plaats: Honselersdijk Sportpark De Strijphorst Toeschouwers: ? Scheidsrechter: Rob Souwen Wedstrijdverslagen: Verslag ADO Verslag Omroep West | Goppel 32' Goppel (Immers) 51' | 0 - 1 1 - 1   | 23' Maertens (Aguemon)                  | OPSTELLING: Zwinkels - Van Ewijk, Beugelsdijk, Pinas, Meijers - Immers, Falkenburg, Bakker - Goppel, Necid, Hooi WISSELS: 61' Asmelash Van Ewijk 61' Kramer Necid 72' Kuipers Hooi 85' Van Kleef Goppel | OPSTELLING: Henkinet - Duplus , Hubert, Schuermans, Kotysch, Tshimanga - Maertens, Keita, Mercier - Aguemon, Henry WISSELS: 46' Kehli Henry 75' Van Hyfte Maertens 75' Myny Aguemon |
| |                                |               |                                         | | |

Afwezig: El Khayati (bezig met transfer), Kanon (vakantie), Goossens, Gorter, Malone (blessure)

Opmerkelijk: Spits Michiel Kramer was op proef, op zoek naar een contract en mogelijke terugkomst bij de Haagse ploeg. Een wedstrijd tegen PAOK Saloniki werd door de Griekse tegenstander afgelast. Dit duel kwam tot stand als vervanging. Abdenasser El Khayati werd buiten de selectie gehouden vanwege zijn 'transfersoap'.

### Augustus
| Eredivisie 1e speelronde | ADO Den Haag                                                                  | 2 - 4 (2 - 2)                       | FC Utrecht                                                                                     | Selectie ADO Den Haag: (T: Alfons Groenendijk) | Selectie FC Utrecht: (T: John van den Brom) |
| zo. 4 augustus 2019 Aanvangstijd: 16:45 uur Plaats: Den Haag Cars Jeans Stadion Toeschouwers: 10.633 Scheidsrechter: Kevin Blom Assistenten: De Nas, Kleinjan, Nagtegaal VAR: Pérez, Ketting Wedstrijdverslagen: ADO Den Haag, Omroep West, FCUpdate xG (TDL): 1,36 vs 2,21 | Necid 8' Meijers (vrije trap) 21' Falkenburg (Meijers, corner) 25' Bakker 55' | 1 - 0 2 - 0 2 - 1 2 - 2 2 - 3 2 - 4 | 30' Černý 36' Zwinkels (eigen doelpunt) 44' Kerk 52' Immers (eigen doelpunt) 63' Venema (Kerk) | BASISOPSTELLING: Zwinkels - Van Ewijk, Beugelsdijk, Kanon, Meijers - Pinas, Immers, Bakker - Goppel, Necid, Falkenburg RESERVEBANK: Havekotte, Schoonderwaldt, Kuipers, Muringen, Asmelash, Van Kleef, Hooi, Boussakou, Kramer WISSELS: 61' Kramer Immers 68' Kuipers Kanon 71' Hooi Necid MOTM in het stadion: Milan van Ewijk | BASISOPSTELLING: Paes - Klaiber, Bergström, Janssen , Guwara - Maher, Van de Streek, Gustafson - Kerk, Lonwijk, Černý RESERVEBANK: Nijhuis, Van der Maarel, Troupée, Hoogma, Strieder, Emanuelson, Boussaid, Abass, Venema WISSELS: 38' Abass Lonwijk 52' Venema Černý 73' Strieder Van de Streek |

Afwezig: El Khayati (bezig met transfer), Goossens, Gorter, Malone (blessure)

Opmerkelijk: Milan van Ewijk maakte voor ADO zijn Eredivisie-debuut. Spits Michiel Kramer tekende een contract en mocht deze wedstrijd invallen. Lex Immers en Wilfried Kanon konden vanwege hun fitheid en pijntjes nog geen 90 minuten volmaken. Tussen minuut 61 en 71 speelde ADO in een 4-4-2 opstelling. Twee keer dit duel werd een goal van FC Utrecht veranderd in een eigen doelpunt van ADO, omdat in beide gevallen de bal van richting werd veranderd door een Haagse speler. Shaquille Pinas speelde zijn 25ste Eredivisie-wedstrijd.
| Eredivisie 2e speelronde | PSV                                                               | 3 - 1 (1 - 1)           | ADO Den Haag | Selectie ADO Den Haag: (T: Alfons Groenendijk) | Selectie PSV: (T: Mark van Bommel) |
| zo. 11 augustus 2019 Aanvangstijd: 20:00 uur Plaats: Eindhoven Philips Stadion Toeschouwers: 32.000 Scheidsrechter: Danny Makkelie Assistenten: Diks, Steegstra, Martens VAR: Van Boekel, Beijer Wedstrijdverslagen: ADO Den Haag, Omroep West, FCUpdate xG (TDL): 4,35 vs 0,18 | Bruma (Bergwijn) 44' Bergwijn 45' Malen (Sadílek) 52' Gakpo 90+1' | 0 - 1 1 - 1 2 - 1 3 - 1 | 33' Necid    | BASISOPSTELLING: Zwinkels - Polley, Beugelsdijk, Kanon, Meijers - Pinas, Hooi, Bakker - Goppel, Necid, Falkenburg RESERVEBANK: Havekotte, Schoonderwaldt, Muringen, Van Kleef, Rieder, Ould-Chikh, Boussakou, Kramer WISSELS: 62' Ould-Chikh Goppel 74' Van Kleef Falkenburg 81' Kramer Bakker | BASISOPSTELLING: Zoet - Dumfries, Baumgartl, Viergever, Sadílek - Rosario , Bergwijn, Gutiérrez - Lozano, Malen, Bruma RESERVEBANK: Ruiter, Koopmans, Teze, Boscagli, Hendrix, Ihattaren, Aboukhlal, Gakpo WISSELS: 50' Gakpo Lozano |

Afwezig: El Khayati, Kuipers (bezig met transfer), Van Ewijk, Goossens, Gorter, Immers, Malone (blessure)

Opmerkelijk: Robin Polley en Lorenzo van Kleef maakten hun Eredivisie-debuut. Bilal Ould-Chikh speelde zijn eerste wedstrijd voor ADO. De 1-1 viel, net als twee doelpunten uit de vorige wedstrijd, uit een door een ADO-speler van richting veranderd schot. Net als het voorgaande seizoen verloor ADO de eerste twee wedstrijden van de competitie.
| Oefenwedstrijd | Quick Boys (Tweede Divisie) | 1 - 2 (0 - 1)     | (Jong) ADO Den Haag                       | Selectie (Jong) ADO Den Haag: (T: Virgilio Teixeira) | Selectie Quick Boys: (T: Edwin Grünholz) |
| di. 13 augustus 2019 Aanvangstijd: 20:00 uur Plaats: Katwijk aan Zee Sportpark Nieuw Zuid Toeschouwers: ? Scheidsrechter: Danny Korbee Wedstrijdverslagen: Verslag ADO Verslag ADOFans | Kaars (Mahmoed) 52'         | 0 - 1 1 - 1 1 - 2 | 19' Ould-Chikh 53' Boussakou (Ould-Chikh) | BASISOPSTELLING: Havekotte - Malone, Muringen, Amofa, Gorter - Rieder, Van Kleef, Goossens - Ould-Chikh, Kramer, Boussakou WISSELS: 46' Van Ewijk Malone 46' Van den Ende Amofa 46' Achahbar Gorter 46' Duijvestijn Goossens 70' Owobowale Ould-Chikh 70' Botermans Kramer 78' Reemst Van Kleef | BASISOPSTELLING: Van der Helm - Gomez Nieto, Bosman, Tesselaar, Ravensbergen - Mahmoed, De Vré, Ket - De Waard, Kaars, De Kruijs INGEVALLEN IN 62e MINUUT: P. van der Plas, Bloemendaal, D. van der Plas, Staal, Kamp, Baten, Steltenpool |
| |                             |                   |                                           | | |

Afwezig: El Khayati, Kuipers (bezig met transfer), Immers (blessure), Bakker, Beugelsdijk, Falkenburg, Goppel, Hooi, Kanon, Meijers, Necid, Pinas, Polley, Zwinkels (rust)

Opmerkelijk: Ook Alfons Groenendijk en Rick Hoogendorp waren aandachtig toeschouwer bij dit duel.
| Eredivisie 3e speelronde | ADO Den Haag                    | 1 - 2 (0 - 2)     | Sparta Rotterdam                                                     | Selectie ADO Den Haag: (T: Alfons Groenendijk) | Selectie Sparta Rotterdam: (T: Henk Fraser) |
| za. 17 augustus 2019 Aanvangstijd: 18:30 uur Plaats: Den Haag Cars Jeans Stadion Toeschouwers: 12.479 Scheidsrechter: Dennis Higler Assistenten: Hoekstra, Janson, Van der Eijk VAR: Gözübüyük, De Nas Wedstrijdverslagen: ADO Den Haag, Omroep West, FCUpdate xG (TDL): 1,98 vs 1,08 | Immers 76' Immers (Meijers) 79' | 0 - 1 0 - 2 1 - 2 | 27' Rayhi (Dervişoğlu) 30' Coremans 43' Rayhi (Dervişoğlu) 65' Rayhi | BASISOPSTELLING: Zwinkels - Van Ewijk, Beugelsdijk, Kanon, Meijers - Pinas, Immers, Bakker - Goppel, Necid, Falkenburg RESERVEBANK: Havekotte, Schoonderwaldt, Malone, Polley, Muringen, Van Kleef, Goossens, Ould-Chikh, Hooi, Kramer WISSELS: 46' Ould-Chikh Falkenburg 46' Hooi Goppel 75' Kramer Bakker MOTM in het stadion: Lex Immers | BASISOPSTELLING: Coremans - Abels, Vriends, Mattheij, Faye - Harroui, Auassar , Smeets, Rayhi - Ache, Dervişoğlu RESERVEBANK: Harush, Fabrie, Karami, Aberkane, Rigo, L. Duarte, D. Duarte, Veldwijk WISSELS: 59' L. Duarte Harraoui 76' Veldwijk Ache 87' Rigo Dervişoğlu |

Afwezig: Gorter (blessure)

Opmerkelijk: De laatste keer dat ADO de eerste drie competitiewedstrijden verloor, was in het seizoen 2017/18.
| Eredivisie 4e speelronde | RKC Waalwijk | 0 - 3 (0 - 1)     | ADO Den Haag                                                                                 | Selectie ADO Den Haag: (T: Alfons Groenendijk) | Selectie RKC Waalwijk: (T: Fred Grim) |
| zo. 25 augustus 2019 Aanvangstijd: 12:15 uur Plaats: Waalwijk Mandemakers Stadion Toeschouwers: 5.034 Scheidsrechter: Edwin van de Graaf Assistenten: Honig, Goossens, Hensgens VAR: Bijl, Boonman Wedstrijdverslagen: ADO Den Haag, Omroep West, FCUpdate xG (TDL): 0,73 vs 1,69 | Sow 60'      | 0 - 1 0 - 2 0 - 3 | 12' Bakker 19' Beugelsdijk (Goossens, c) 57' Necid (Bakker) 83' Necid (penalty) 90+3' Bakker | BASISOPSTELLING: Zwinkels - Van Ewijk, Beugelsdijk, Pinas, Meijers - Bakker, Immers, Goossens - Ould-Chikh, Necid, Hooi RESERVEBANK: Koopmans, Havekotte, Malone, Polley, Kanon, Van Kleef, Goppel, Cibicki, Falkenburg, Kramer WISSELS: 66' Goppel Ould-Chikh 77' Kanon Pinas 78' Malone Goossens | BASISOPSTELLING: Heemskerk - Van Weert, Meulensteen, Delcroix, Quasten - Spierings, Rienstra , Tahiri - Maatsen, Bilate, Bakari RESERVEBANK: Grim, Timmers, Drost, Van der Sluys, Mulder, Vermeulen, Seys, Daneels, Vente, Sow WISSELS: 55' Sow Maatsen 67' Seys Bakari 79' Vente Quasten |

Afwezig: Gorter (blessure)

Opmerkelijk: Tot en met de 0-1 van Tom Beugelsdijk maakte ADO dit seizoen vijf doelpunten, waarvan vier (rechtstreeks) uit een standaardsituatie. Met de tweede helft meegenomen scoorde ADO vijf van de zeven goals uit een corner, vrije trap of strafschop. De 0-1 was ook het twaalfde ADO-doelpunt met het hoofd in het jaar 2019. Geen enkele Eredivisie-club evenaarde dat aantal tot deze speelronde.
| Eredivisie 5e speelronde | ADO Den Haag                                                        | 1 - 0 (1 - 0) | VVV-Venlo                              | Selectie ADO Den Haag: (T: Alfons Groenendijk) | Selectie VVV-Venlo: (T: Robert Maaskant) |
| za. 31 augustus 2019 Aanvangstijd: 20:45 uur Plaats: Den Haag Cars Jeans Stadion Toeschouwers: 10.617 Scheidsrechter: Siemen Mulder Assistenten: Dobre, Bexkens, Gansner VAR: Bax, Krijt Wedstrijdverslagen: ADO Den Haag, Omroep West, FCUpdate xG (TDL): 1,97 vs 0,98 | Pinas (Goossens, vt) 45+1' Falkenburg 53' Malone 81' Goossens 90+1' | 1 - 0         | 53' Post 70' Post 72' Sinclair 85' Kum | BASISOPSTELLING: Zwinkels - Van Ewijk, Beugelsdijk, Pinas, Meijers - Immers, Falkenburg, Goossens - Ould-Chikh, Necid, Hooi RESERVEBANK: Koopmans, Havekotte, Malone, Polley, Kanon, Van Kleef, Goppel, Summerville, Cibicki, Kramer WISSELS: 64' Summerville Ould-Chikh 65' Malone Falkenburg 78' Cibicki Hooi MOTM in het stadion: Shaquille Pinas | BASISOPSTELLING: Kirschbaum - Pachonik, Röseler, Kum, Janssen - Linthorst, Post , Neudecker - Sinclair, Soriano, Van Ooijen RESERVEBANK: Van Crooij, Craenmehr, Van Bruggen, Schäfer, Van Dijck, Scheimann, Cattermole, Wright WISSELS: 61' Wright Neudecker 73' Cattermole Van Ooijen 84' Scheimann Janssen |

Afwezig: Bakker (schorsing), Gorter (blessure)

Opmerkelijk: Crysencio Summerville en Paweł Cibicki maakten hun ADO-debuut. John Goossens speelde zijn 25ste officiële wedstrijd voor ADO Den Haag. Shaquille Pinas maakte zijn eerste Eredivisie-goal. Zijn treffer was de zesde van acht treffers in totaal die uit een standaardsituatie werden gemaakt. Vanwege een kapotte geluidsinstallatie in het stadion was er geen muziek en stadionspeaker rond en tijdens de wedstrijd.

### September
| Oefenwedstrijd | NAC Breda (Eerste Divisie) | 0 - 1 (0 - 1) | ADO Den Haag       | Selectie ADO Den Haag: (T: Alfons Groenendijk) | Selectie NAC Breda: (T: Ruud Brood) |
| di. 5 september 2019 Aanvangstijd: 13:00 uur Plaats: Breda Rat Verlegh Stadion Toeschouwers: Nvt. (besloten) Scheidsrechter: Jannick van der Laan Wedstrijdverslagen: Verslag ADO Verslag Omroep West | Stokkers                   | 0 - 1         | 45' Pinas (Bakker) | BASISOPSTELLING: Havekotte - Polley, Beugelsdijk , Pinas, Bjelica - Malone, Goossens, Bakker - Ould-Chikh, Kramer, Cibicki WISSELS: 46' Muringen Beugelsdijk 46' Rieder Pinas 46' Gorter Bjelica 46' Van Kleef Goossens 68' Boussakou Ould-Chikh 76' Van Kins Malone 76' Van Mil Cibicki | BASISOPSTELLING: Kramer - Schouten, Van Hecke, Rösler, Noblejas - Filipović, Verschueren, Van der Gaag, Boussaid - Van Hooijdonk, Kudimbana WISSELS: 46' Olij Kramer 46' Mashart Noblejas 46' El Allouchi Van der Gaag 46' Stokkers Kudimbana 81' Van Anholt Filipović |
| |                            |               |                    | | |

Afwezig: Hooi (Curaçao), Kanon (Ivoorkust), Summerville (Nederland O-19), Van Ewijk, Falkenburg, Immers, Koopmans, Meijers, Necid, Zwinkels (rust/blessure)
| Eredivisie 6e speelronde | Feyenoord                                                                       | 3 - 2 (3 - 0)                 | ADO Den Haag                                                                                | Selectie ADO Den Haag: (T: Alfons Groenendijk) | Selectie Feyenoord: (T: Jaap Stam) |
| zo. 15 september 2019 Aanvangstijd: 14:30 uur Plaats: Rotterdam De Kuip Toeschouwers: 40.000 Scheidsrechter: Serdar Gözübüyük Assistenten: Schaap, De Vries, Blank VAR: Mulder, Langeland Wedstrijdverslagen: ADO Den Haag, Omroep West, FCUpdate xG (TDL): 3,25 vs 0,38 | Karsdorp (penalty) 6' Narsingh (Sinisterra) 21' Fer (penalty) 33' Botteghin 36' | 1 - 0 2 - 0 3 - 0 3 - 1 3 - 2 | 5' Ould-Chikh 34' Beugelsdijk 50' Malone 77' Ié (eigen doelpunt) 83' Tapia (eigen doelpunt) | BASISOPSTELLING: Havekotte - Van Ewijk, Beugelsdijk, Pinas, Meijers - Bakker, Immers, Goossens - Ould-Chikh, Necid, Falkenburg RESERVEBANK: Koopmans, Malone, Bjelica, Muringen, Van Kleef, Haye, Summerville, Cibicki, Hooi, Kramer WISSELS: 46' Malone Bakker 46' Cibicki Ould-Chikh 79' Summerville Falkenburg | BASISOPSTELLING: Vermeer - Karsdorp, Botteghin , Ié, Haps - Fer, Kökcü, Tapia - Sinisterra, Narsingh, Larsson RESERVEBANK: Bijlow, Marsman, Geertruida, Senesi, Malacia, Burger, Kelly, Toornstra, Azarkan, Jørgensen, Bannis WISSELS: 62' Jørgensen Larsson 72' Azarkan Sinisterra 76' Toornstra Fer |

Afwezig: Gorter, Zwinkels (blessure)

Opmerkelijk: Net als in 2016 hielden ADO-fans een grote knuffelactie. Vanuit het uitvak gooiden zij in de twaalfde minuut van de wedstrijd knuffels naar het Feyenoord-vak eronder. In dat vak zaten kinderen uit het Sophia Kinderziekenhuis (Verslag Omroep West). Lex Immers speelde dit duel wel zijn 250ste officiële wedstrijd voor ADO.
| Eredivisie 7e speelronde | ADO Den Haag | 0 - 1 (0 - 0) | AZ                        | Selectie ADO Den Haag: (T: Alfons Groenendijk) | Selectie AZ: (T: Arne Slot) |
| zo. 22 september 2019 Aanvangstijd: 16:45 uur Plaats: Den Haag Cars Jeans Stadion Toeschouwers: 12.091 Scheidsrechter: Allard Lindhout Assistenten: Honig, Nanninga, Oostrom VAR: Bos, Zeinstra Wedstrijdverslagen: ADO Den Haag, Omroep West, FCUpdate xG (TDL): 0,33 vs 2,10 |              | 0 - 1         | 75' Koopmeiners (penalty) | BASISOPSTELLING: Koopmans - Van Ewijk, Beugelsdijk, Pinas, Meijers - Malone, Immers, Goossens - Summerville, Kramer, Hooi RESERVEBANK: Havekotte, Schoonderwaldt, Polley, Bjelica, Bakker, Haye, Falkenburg, Ould-Chikh, Necid WISSELS: 61' Ould-Chikh Hooi 72' Bakker Goossens 83' Necid Ould-Chikh MOTM in het stadion: Luuk Koopmans | BASISOPSTELLING: Bizot - Svensson, Hatzidiakos, Wuytens, Wijndal - Clasie, De Wit, Koopmeiners - Stengs, Boadu, Idrissi RESERVEBANK: De Boer, Schendelaar, Sugawara, Kramer, Ouwejan, Midtsjø, Reijnders, Gudmundsson, Aboukhlal, Druijf WISSELS: 22' Gudmundsson De Wit 60' Aboukhlal Boadu 82' Midtsjø Clasie |

Afwezig: Cibicki, Gorter, Zwinkels (blessure)

Opmerkelijk: Doelman Luuk Koopmans maakte zijn Eredivisie-debuut. Invaller Bilal Ould-Chikh veroorzaakte, net als in de voorgaande wedstrijd tegen Feyenoord, een strafschop. Het was de reden voor trainer Alfons Groenendijk om de jonge aanvaller na ruim 20 minuten alweer naar de kant te halen. AZ speelde gek genoeg ook een thuiswedstrijd dit duel. Vanwege het instorten van het dak van het AFAS Stadion werkte AZ haar thuiswedstrijden in de eerste seizoenshelft van dit seizoen af in Den Haag.
| Eredivisie 8e speelronde | FC Emmen | 3 - 0 (1 - 0)     | ADO Den Haag                                      | Selectie ADO Den Haag: (T: Alfons Groenendijk) | Selectie FC Emmen: (T: Dick Lukkien) |
| vr. 27 september 2019 Aanvangstijd: 20:00 uur Plaats: Emmen De Oude Meerdijk Toeschouwers: 8.002 Scheidsrechter: Erwin Blank Assistenten: Janson, Goossens, Hensgens VAR: Gerrets, Van Roekel Wedstrijdverslagen: ADO Den Haag, Omroep West, FCUpdate xG (TDL): 1,81 vs 2,47 | Goossens (eigen doelpunt) 16' Bakker 23' Beste 38' De Leeuw (Slagveer) 69' Slagveer (Telgenkamp) 74' Slagveer 80' Burnet 90' | 1 - 0 2 - 0 3 - 0 | 18' Beugelsdijk 59' Meijers 61' Malone 61' Kramer | BASISOPSTELLING: Koopmans - Van Ewijk, Beugelsdijk, Pinas, Meijers - Malone, Immers, Goossens - Summerville, Kramer, Cibicki RESERVEBANK: Havekotte, Schoonderwaldt, Polley, Bjelica, Bakker, Haye, Falkenburg, Ould-Chikh, Hooi, Necid WISSELS: 60' Hooi Cibicki 79' Haye Goossens 82' Bakker Beugelsdijk | BASISOPSTELLING: Telgenkamp - Bijl, Veendorp, Bakker, Beste - Hiariej, Chacón, Peña - Slagveer, De Leeuw , De Vos RESERVEBANK: Van der Lei, Jalving, Roosken, Sopić, Görgülü, Burnet, Marinus, Ugrinic, Quispel, Arias WISSELS: 29' Görgülü Bakker 49' Burnet Beste 90+1' Ugrinic Slagveer |

Afwezig: Gorter, Zwinkels (blessure)

Opmerkelijk: Na 60 minuten ging Crysencio Summerville alleen op de keeper van FC Emmen af. Echter schoot hij niet op doel, omdat iemand op de tribune bij Emmen op een scheidsrechtersfluitje blies. Hierdoor stopten verschillende spelers met lopen. Het leidde tot grote woede bij de spelers en staf van ADO. Verder maakte Thom Haye zijn ADO-debuut.

### Oktober
| Eredivisie 9e speelronde | ADO Den Haag                      | 0 - 2 (0 - 1) | AFC Ajax                                                            | Selectie ADO Den Haag: (T: Alfons Groenendijk) | Selectie AFC Ajax: (T: Erik ten Hag) |
| zo. 6 oktober 2019 Aanvangstijd: 12:15 uur Plaats: Den Haag Cars Jeans Stadion Toeschouwers: 14.733 Scheidsrechter: Kevin Blom Assistenten: Van Dongen, Boonman, Martens VAR: Nijhuis, Osseweijer Wedstrijdverslagen: ADO Den Haag, Omroep West, FCUpdate xG (TDL): 0,94 vs 2,55 | Meijers 37' Kramer 43' Bakker 62' | 0 - 1 0 - 2   | 10' Huntelaar (Ziyech) 35' Promes 56' Tagliafico 86' Neres (Ziyech) | BASISOPSTELLING: Koopmans - Van Ewijk, Beugelsdijk, Pinas, Meijers - Malone, Immers, Bakker - Summerville, Kramer, Goossens RESERVEBANK: Havekotte, Schoonderwaldt, Polley, Bjelica, Haye, Falkenburg, Ould-Chikh, Hooi, Cibicki, Necid WISSELS: 70' Haye Goossens 78' Ould-Chikh Bakker 84' Necid Van Ewijk MOTM in het stadion: Crysencio Summerville | BASISOPSTELLING: Onana - Dest, Veltman, Blind, Tagliafico - Van de Beek, Promes, Martínez - Ziyech, Huntelaar, Tadić RESERVEBANK: Varela, Kotarski, Schuurs, Álvarez, Marin, De Jong, Labyad, Gravenberch, Neres, Traoré WISSELS: 80' Neres Promes 89' Álvarez Ziyech |

Afwezig: Gorter, Zwinkels (blessure)

Opmerkelijk: Uit de beelden bleek dat de 0-2 in buitenspelpositie werd gemaakt. Echter greep de VAR niet in.
| Oefenwedstrijd | ADO Den Haag                                                 | 3 - 4 (3 - 1)                             | Sparta Rotterdam (Eredivisie)                                                                 | Selectie ADO Den Haag: (T: Alfons Groenendijk) | Selectie Sparta Rotterdam: (T: Henk Fraser) |
| do. 10 oktober 2019 Aanvangstijd: 14:00 uur Plaats: Den Haag Cars Jeans Stadion Toeschouwers: Nvt. (besloten) Scheidsrechter: Sander de Brito Roque Wedstrijdverslagen: Verslag ADO Verslag Omroep West | Necid (Cibicki) 4' Necid (penalty) ?' Necid (Ould-Chikh) 42' | 1 - 0 2 - 0 2 - 1 3 - 1 3 - 2 3 - 3 3 - 4 | 25' Piroe (Veldwijk) 52' Piroe (Duarte) 60' Havekotte (eigen doelpunt) 62' Veldwijk (Rigo, c) | BASISOPSTELLING: Havekotte - Polley, Muringen, Bjelica, Gorter - Haye, Falkenburg, Bakker - Ould-Chikh, Necid, Cibicki WISSELS: 46' Rieder Haye 46' Van Kleef Bakker 70' Boussakou Ould-Chikh 80' Van Wetten Falkenburg 80' Botermans Necid | BASISOPSTELLING: Fabrie - Karami, Dilrosun, Auassar , Van Hoeven - Reith, Rigo, Duarte, Mijnans - Veldwijk, Piroe WISSELS: 46' Bouwense Dilrosun 46' Heuvelman Van Hoeven 60' Meerstadt Mijnans 80' Tahiri Reith |
| |                                                              |                                           |                                                                                               | | |

Afwezig: Hooi (Curaçao), Summerville (Nederland O-19), Beugelsdijk, Van Ewijk, Goossens, Immers, Koopmans, Kramer, Malone, Meijers, Pinas (rust), Zwinkels (blessure)
| Eredivisie 10e speelronde | PEC Zwolle | 3 - 1 (1 - 1)           | ADO Den Haag                                      | Selectie ADO Den Haag: (T: Alfons Groenendijk) | Selectie PEC Zwolle: (T: John Stegeman) |
| zo. 20 oktober 2019 Aanvangstijd: 12:15 uur Plaats: Zwolle MAC³PARK stadion Toeschouwers: 12.943 Scheidsrechter: Serdar Gözübüyük Assistenten: Schaap, De Vries, Bos VAR: Bax, Van Kampen Wedstrijdverslagen: ADO Den Haag, Omroep West, FCUpdate xG (TDL): 3,03 vs 1,53 | Paal 12' Bel Hassani (Saymak) 38' Ghoochannejhad (Saymak) 74' Clement (Hamer) 89' Clement 90+4' Johnsen 90+6' | 0 - 1 1 - 1 2 - 1 3 - 1 | 8' Kramer (Malone) 31' Beugelsdijk 89' Ould-Chikh | BASISOPSTELLING: Koopmans - Van Ewijk, Beugelsdijk, Pinas, Meijers - Malone, Immers, Bakker - Summerville, Kramer, Goossens RESERVEBANK: Havekotte, Schoonderwaldt, Polley, Bjelica, Haye, Ould-Chikh, Hooi, Cibicki, Necid WISSELS: 64' Ould-Chikh Goossens 77' Necid Bakker 80' Haye Immers | BASISOPSTELLING: Mous - Van Wermeskerken, Lachman, Nakayama, Paal - Hamer, Saymak, Clement - Bel Hassani, Ghoochannejhad, Van Crooij RESERVEBANK: Zetterer, Hauptmeijer, Kersten, Lam, Bajselmani, Dekono, Bruns, Dekker, Huiberts, Johnsen, Thy WISSELS: 13' Bajselmani Van Wermeskerken 77' Johnsen Bel Hassani 90' Kersten Ghoochannejhad |

Afwezig: Falkenburg, Gorter, Zwinkels (blessure)

Opmerkelijk: Michiel Kramer maakte zijn 25ste Eredivisie-doelpunt voor ADO. De beide aanvoerders droegen bij deze wedstrijd een band met de kleuren van de regenboogvlag, dit om lhbti-acceptatie in het voetbal te bevorderen.
| Eredivisie 11e speelronde | Vitesse                          | 0 - 2 (0 - 2) | ADO Den Haag                               | Selectie ADO Den Haag: (T: Alfons Groenendijk) | Selectie Vitesse: (T: Leonid Sloetski) |
| za. 26 oktober 2019 Aanvangstijd: 19:45 uur Plaats: Arnhem GelreDome Toeschouwers: 12.663 Scheidsrechter: Jeroen Manschot Assistenten: Zeinstra, Kleinjan, Teuben VAR: Van Roekel, Van der Laan Wedstrijdverslagen: ADO Den Haag, Omroep West, FCUpdate xG (TDL): 2,37 vs 1,30 | Bero 38' Buitink 79' Linssen 81' | 0 - 1 0 - 2   | 2' Summerville 6' Immers (Hooi) 56' Malone | BASISOPSTELLING: Koopmans - Malone, Beugelsdijk, Pinas, Meijers - Goossens, Immers, Bakker - Summerville, Kramer, Hooi RESERVEBANK: Zwinkels, Havekotte, Van Ewijk, Polley, Bjelica, Gorter, Haye, Falkenburg, Cibicki, Necid WISSELS: 57' Falkenburg Summerville 66' Necid Kramer 80' Polley Hooi | BASISOPSTELLING: Pasveer - Dasa, Doekhi, Obispo, Clark - Grot, Foor, Bero, Linssen - Dicko, Matavž RESERVEBANK: Lamprou, Bayazit, Lelieveld, Hájek, Vroegh, Darfalou, Buitink WISSELS: 64' Buitink Dicko 75' Darfalou Foor |

Afwezig: Ould-Chikh (blessure)

Opmerkelijk: Met 17 jaar en 361 dagen was Crysencio Summerville de jongste doelpuntenmaker ooit voor ADO in de Eredivisie. Daarnaast kwam ADO voor het eerst sinds 1965 in een Eredivisie-duel zo snel, namelijk binnen zes minuten, op een 2-0 voorsprong.
| KNVB Beker Eerste ronde | Fortuna Sittard                                                                                   | 3 - 0 (0 - 0)     | ADO Den Haag | Selectie ADO Den Haag: (T: Alfons Groenendijk) | Selectie Fortuna Sittard: (T: Sjors Ultee) |
| do. 31 oktober 2019 Aanvangstijd: 20:45 uur Plaats: Sittard Fortuna Sittard Stadion Toeschouwers: ? Scheidsrechter: Siemen Mulder Assistenten: Van Dongen, Hoekstra, Oostrom Wedstrijdverslagen: Verslag ADO Verslag FCUpdate | Harries 13' Damașcan 21' Diemers (penalty) 59' Damașcan (Diemers) 61' Niňaj 71' Zeka (Sambou) 76' | 1 - 0 2 - 0 3 - 0 | 75' Malone   | BASISOPSTELLING: Koopmans - Malone, Beugelsdijk, Pinas, Meijers - Goossens, Immers, Bakker - Summerville, Falkenburg, Hooi RESERVEBANK: Zwinkels, Havekotte, Van Ewijk, Polley, Bjelica, Gorter, Haye, Cibicki, Necid, Kramer WISSELS: 63' Necid Falkenburg 63' Polley Hooi 83' Cibicki Summerville | BASISOPSTELLING: Jug - Passlack, Niňaj, Harries, Essers - Carbonell, Diemers , Smeets - Zeka, Damașcan, Karjalainen RESERVEBANK: Koșelev, Koot, Angha, Cox, Tekie, Ugur, El Ablak, Ioannidis, Donkor, Sambou WISSELS: 73' Sambou Damaşcan 78' Tekie Carbonell 86' Donkor Zeka |
| |                                                                                                   |                   |              | | |

Afwezig: Ould-Chikh (blessure)

### November
| Eredivisie 12e speelronde | ADO Den Haag                                             | 1 - 1 (0 - 0) | SC Heerenveen       | Selectie ADO Den Haag: (T: Alfons Groenendijk) | Selectie SC Heerenveen: (T: Johnny Jansen) |
| zo. 3 november 2019 Aanvangstijd: 16:45 uur Plaats: Den Haag Cars Jeans Stadion Toeschouwers: 12.681 Scheidsrechter: Sander van der Eijk Assistenten: Van Zuilen, Honig, Blank VAR: Nijhuis, Langeland Wedstrijdverslagen: ADO Den Haag, Omroep West, FCUpdate xG (TDL): 1,19 vs 0,83 | Kramer (penalty) 60' Kramer 81' Necid 90' Goossens 90+1' | 1 - 0 1 - 1   | 88' Botman (Bruijn) | BASISOPSTELLING: Koopmans - Malone, Beugelsdijk, Pinas, Meijers - Goossens, Immers, Bakker - Summerville, Kramer, Hooi RESERVEBANK: Zwinkels, Havekotte, Bjelica, Gorter, Haye, Van Kleef, Falkenburg, Ould-Chikh, Cibicki, Necid WISSELS: 74' Falkenburg Hooi 83' Ould-Chikh Immers 88' Necid Kramer MOTM in het stadion: Crysencio Summerville | BASISOPSTELLING: Hahn - Van Rhijn, Drešević, Botman, Floranus - Kongolo, Faik , Veerman - Halilović, Odgaard, Ejuke RESERVEBANK: Bednarek, Doornbusch, Høegh, Skovgaard, Woudenberg, Đoàn, Akujobi, Bruijn, Van Bergen, Dreyer, Van der Heide WISSELS: 69' Dreyer Halilović 69' Bruijn Veerman 86' Woudenberg Floranus |

Afwezig: Polley (Ghana O-23), Van Ewijk (blessure)
| Eredivisie 13e speelronde | Fortuna Sittard            | 1 - 0 (1 - 0) | ADO Den Haag                                                          | Selectie ADO Den Haag: (T: Alfons Groenendijk) | Selectie Fortuna Sittard: (T: Sjors Ultee) |
| za. 9 november 2019 Aanvangstijd: 19:45 uur Plaats: Sittard Fortuna Sittard Stadion Toeschouwers: 8.223 Scheidsrechter: Van den Kerkhof Assistenten: De Nas, Ketting, Hensgens VAR: Manschot, Waleveld Wedstrijdverslagen: ADO Den Haag, Omroep West, FCUpdate xG (TDL): 0,97 vs 1,57 | Ciss (Angha) 40' Niňaj 47' |               | 38' Kramer 57' Necid 67' Bakker 84' Immers 85' Beugelsdijk 90' Malone | BASISOPSTELLING: Koopmans - Malone, Beugelsdijk, Pinas, Meijers - Goossens, Immers, Bakker - Summerville, Kramer, Hooi RESERVEBANK: Zwinkels, Havekotte, Muringen, Gorter, Haye, Van Kleef, Falkenburg, Ould-Chikh, Necid WISSELS: 46' Necid Kramer 63' Haye Hooi 78' Falkenburg Bakker | BASISOPSTELLING: Koșelev - Essers, Angha, Niňaj, Cox - Smeets, Tekie, Passlack - Diemers , Ciss, Sambou RESERVEBANK: Jug, Koot, Harries, Raitanen, Ugur, Carbonell, El Ablak, Zeka, Damașcan, Karjalainen WISSELS: 78' Carbonell Sambou |

Afwezig: Polley (Ghana O-23), Bjelica, Cibicki, Van Ewijk (blessure)

Opmerkelijk: ADO had pech in de afronding: Lex Immers (lat), Tom Beugelsdijk (paal) en wederom Immers (doelpunt afgekeurd) kregen de bal niet in de touwen.
| Oefenwedstrijd | Royal Antwerp FC (, Eerste Klasse A)         | 3 - 2 (1 - 1)                 | ADO Den Haag                                    | Selectie ADO Den Haag: (T: Alfons Groenendijk) | Selectie Royal Antwerp FC: (T: László Bölöni) |
| do. 14 november 2019 Aanvangstijd: 13:00 uur Plaats: Antwerpen Bosuilstadion Toeschouwers: Nvt. (besloten) Scheidsrechter: Quentin Pirard Wedstrijdverslagen: Verslag ADO Verslag Omroep West | Mirallas (Gano) 43' Coopman 81' Nsimba 90+3' | 0 - 1 1 - 1 1 - 2 2 - 2 3 - 2 | 36' Necid (Muringen) 59' Van Kleef (Ould-Chikh) | BASISOPSTELLING: Zwinkels - Van Ewijk, Muringen, Gorter, Bjelica - Van Kleef, Falkenburg, Haye - Ould-Chikh, Necid, Cibicki WISSELS: 46' Rieder Van Ewijk 67' Duijvestijn Falkenburg 75' Boussakou Ould-Chikh | BASISOPSTELLING: Teunckens - Seck, Batubinsika, Hoedt, De Laet - Buta, De Sart - Manuel, Refaelov, Mirallas - Gano WISSELS: 46' De Winter Teunckens 46' Juklerød De Laet 46' Coopman De Sart 46' Ivo Rodrigues Reith 60' Kakudji Hoedt 60' Baby Benson 65' Nsimba Reith |
| |                                              |                               |                                                 | | |

Afwezig: Polley (Ghana O-23), Hooi (Curaçao), Summerville (Nederland O-19), Bakker, Beugelsdijk, Goossens, Immers, Koopmans, Kramer, Malone, Meijers, Pinas (rust)
| Eredivisie 14e speelronde | ADO Den Haag                                                              | 3 - 3 (0 - 2)                       | Willem II                                                                | Selectie ADO Den Haag: (T: Alfons Groenendijk) | Selectie Willem II: (T: Adrie Koster) |
| za. 23 november 2019 Aanvangstijd: 20:45 uur Plaats: Den Haag Cars Jeans Stadion Toeschouwers: 10.889 Scheidsrechter: Allard Lindhout Assistenten: Inia, Fikkert, Nagtegaal VAR: Van den Kerkhof, Van Dongen Wedstrijdverslagen: ADO Den Haag, Omroep West, FCUpdate xG (TDL): 1,91 vs 4,22 | Necid (Summerville) 49' Necid (Goossens, c) 83' Goossens 89' Goossens 89' | 0 - 1 0 - 2 1 - 2 1 - 3 2 - 3 3 - 3 | 12' Heerkens 39' Pavlidis (Köhlert) 50' Llonch 55' Pavlidis 90' Pavlidis | BASISOPSTELLING: Koopmans - Muringen, Beugelsdijk, Pinas, Meijers - Goossens, Immers, Bakker - Summerville, Necid, Hooi RESERVEBANK: Zwinkels, Havekotte, Bjelica, Gorter, Haye, Rieder, Falkenburg, Ould-Chikh, Cibicki, Kramer WISSELS: 34' Haye Bakker 46' Falkenburg Hooi 55' Bjelica Muringen MOTM in het stadion: Luuk Koopmans | BASISOPSTELLING: Wellenreuther - Heerkens, Holmén, Peters , Nelom - Saddiki, Ndayishimiye, Llonch - Nunnely, Pavlidis, Köhlert RESERVEBANK: Strezos, Van den Berg, Nieuwkoop, Van den Bogert, McGarry, Quiñónez, Zuijderwijk, Vrousai, Kabangu, Gladon WISSELS: 54' Vrousai Köhlert 60' Nieuwkoop Saddiki 78' Quiñónez Nelom |

Afwezig: Malone (schorsing), Polley (Ghana O-23), Van Ewijk (blessure)

Opmerkelijk: Vanwege racisme bij een duel van FC Den Bosch werd de eerste minuut na de aftrap niet gevoetbald. Het doelpunt van John Goossens, een volley van ruime afstand die de kruising in vloog, werd door veel media verkozen tot 'Doelpunt van de week'. Dehninio Muringen en Aleksandar Bjelica maakten hun ADO-debuut.
| Eredivisie 15e speelronde | Heracles Almelo | 4 - 0 (2 - 0)           | ADO Den Haag | Selectie ADO Den Haag: (T: Alfons Groenendijk) | Selectie Heracles Almelo: (T: Frank Wormuth) |
| za. 30 november 2019 Aanvangstijd: 20:45 uur Plaats: Almelo Erve Asito Toeschouwers: 10.889 Scheidsrechter: Jeroen Manschot Assistenten: Bluemink, Van Kampen, Dröge VAR: Zijlstra, Bos Wedstrijdverslagen: ADO Den Haag, Omroep West, FCUpdate xG (TDL): 2,08 vs 0,75 | Dessers (Merkel) 22' Mauro Júnior (Breukers) 39' Dessers (Osman) 57' Hardeveld 62' Merkel (Dessers) 65' Pröpper 90' | 1 - 0 2 - 0 3 - 0 4 - 0 |              | BASISOPSTELLING: Koopmans - Malone, Beugelsdijk, Pinas, Meijers - Goossens, Immers, Haye - Summerville, Necid, Falkenburg RESERVEBANK: Zwinkels, Havekotte, Polley, Bjelica, Muringen, Bakker, Gorter, Ould-Chikh, Hooi, Kramer WISSELS: 58' Ould-Chikh Haye 69' Bakker Goossens 77' Bjelica Beugelsdijk | BASISOPSTELLING: Blaswich - Breukers, Pröpper , Knoester, Czyborra - Merkel, Osman, Kiomourtzoglou - Van der Water, Dessers, Mauro Júnior RESERVEBANK: Brouwer, Bucker, Rossmann, Van den Buijs, Hardeveld, Bijleveld, Jakubiak, Szöke, Dos Santos, Konings WISSELS: 32' Hardeveld Czyborra 72' Dos Santos Osman 86' Konings Van der Water |

Afwezig: Cibicki, Van Ewijk (blessure)

Opmerkelijk: Na dit duel besloot hoofdtrainer Alfons Groenendijk op te stappen. Zijn taken werden overgenomen door assistent-trainer Dirk Heesen.

### December
| Eredivisie 16e speelronde | ADO Den Haag          | 0 - 0 (0 - 0) | FC Twente             | Selectie ADO Den Haag: (Interim: Dirk Heesen) | Selectie FC Twente: (T: Gonzalo García García) |
| za. 7 december 2019 Aanvangstijd: 18:30 uur Plaats: Den Haag Cars Jeans Stadion Toeschouwers: 11.439 Scheidsrechter: Siemen Mulder Assistenten: Kleinjan, Osseweijer, Gansner VAR: Pérez, Polman Wedstrijdverslagen: ADO Den Haag, Omroep West, FCUpdate xG (TDL): 0,93 vs 0,52 | Malone 52' Kramer 90' |               | 28' Brama 52' Verdonk | BASISOPSTELLING: Koopmans - Van Ewijk, Beugelsdijk, Pinas, Meijers - Malone, Immers, Goossens - Summerville, Necid, Falkenburg RESERVEBANK: Zwinkels, Havekotte, Polley, Muringen, Bakker, Gorter, Van Kleef, Haye, Ould-Chikh, Hooi, Cibicki, Kramer WISSELS: 72' Kramer Necid 73' Bakker Goossens 84' Hooi Falkenburg MOTM in het stadion: Shaquille Pinas | BASISOPSTELLING: Drommel - Verhaegh, Busquets, Schenk, Verdonk - Roemeratoe, Brama , Selahi - Cantalapiedra, Vuckic, Nakamura RESERVEBANK: De Lange, Bijen, Latibeaudiere, Pleguezuelo, Espinosa, Aburjania, Zekhnini, Menig, Berggreen WISSELS: 67' Pleguezuelo Verhaegh 74' Berggreen Vuckic 81' Menig Nakamura |

Afwezig: Bjelica (uit selectie gezet)
| Oefenwedstrijd | ADO Den Haag                               | 3 - 2 (0 - 1)                 | Telstar (Keuken Kampioen Divisie)  | Selectie ADO Den Haag: (Interim: Dirk Heesen) | Selectie Telstar: (T: Andries Jonker)                                                                                     |
| di. 10 december 2019 Aanvangstijd: 14:00 uur Plaats: Den Haag Cars Jeans Stadion Toeschouwers: Nvt. (besloten) Scheidsrechter: Thijs Voncken Wedstrijdverslagen: Verslag ADO | Kramer (Haye, vt) 70' Hooi 76' Cibicki 85' | 0 - 1 1 - 1 2 - 1 3 - 1 3 - 2 | 42' Fernandes 90+2' Bronkhorst (c) | BASISOPSTELLING: Havekotte - Polley, Muringen, Bakker, Amofa - Van Kleef, Rieder, Haye - Hooi, Kramer, Cibicki WISSELS: 66' Duijvestijn Rieder 80' Rieder Amofa | BASISOPSTELLING: Swolfs - Lynen, Sno, El Yaakoubi, Bronkhorst, Springer - Dijkstra, Aarts, Van Doorm - Fernandes, Vlijter |
| |                                            |                               |                                    | | |

Afwezig: Bjelica (uit selectie gezet), Beugelsdijk, Van Ewijk, Falkenburg, Goossens, Gorter, Immers, Koopmans, Malone, Meijers, Necid, Ould-Chikh, Pinas, Summerville, Zwinkels (rust)

Opmerkelijk: Na deze wedstrijd ontstond een ruzie tussen speler Donny Gorter en assistent-trainer Edwin de Graaf. Dit betekende voor De Graaf dat hij op non-actief werd gezet en uiteindelijk ook niet meer terugkeerde in Den Haag. Als gevolg hiervan namen de twee hiernavolgende duels interim-trainer Dirk Heesen en beloften-trainer Virgilio Teixeira de honneurs waar.
| Eredivisie 17e speelronde | ADO Den Haag                                                       | 1 - 1 (1 - 1) | FC Groningen                                          | Selectie ADO Den Haag: (Interim: Dirk Heesen) | Selectie FC Groningen: (T: Danny Buijs) |
| za. 14 december 2019 Aanvangstijd: 18:30 uur Plaats: Den Haag Cars Jeans Stadion Toeschouwers: 11.049 Scheidsrechter: Joey Kooij Assistenten: De Nas, Ketting, Gerrets VAR: Martens, Van Vlokhoven Wedstrijdverslagen: ADO Den Haag, Omroep West, FCUpdate xG (TDL): 1,08 vs 2,00 | Malone 17' Necid (Beugelsdijk) 42' Beugelsdijk 52' Beugelsdijk 90' | 0 - 1 1 - 1   | 20' Gudmundsson 36' Memišević 42' Zeefuik 45' Zeefuik | BASISOPSTELLING: Koopmans - Van Ewijk, Beugelsdijk, Pinas, Meijers - Malone, Immers, Bakker, Goossens - Necid, Falkenburg RESERVEBANK: Zwinkels, Havekotte, Polley, Muringen, Gorter, Van Kleef, Haye, Summerville, Hooi, Van Mil WISSELS: 60' Hooi Van Ewijk 86' Haye Goossens MOTM in het stadion: Tomáš Necid | BASISOPSTELLING: Padt - Zeefuik, Te Wierik , Memišević, Warmerdam - Matusiwa, Hrustić, Gudmundsson, Lundqvist - Sierhuis, Asoro RESERVEBANK: Van Duin, Hoekstra, Itakura, Van Hintum, El Messaoudi, Schreck, Jakobsen, El Hankouri, Van Kaam, Benschop, Postema WISSELS: 67' El Hankouri Gudmundsson 90' Itakura Lundqvist |

Afwezig: Bjelica, Ould-Chikh (uit selectie gezet), Cibicki, Kramer (blessure)

Opmerkelijk: Tom Beugelsdijk brak al in de eerste minuut van deze wedstrijd zijn pols. Desondanks maakte hij, tot zijn rode kaart, de gehele wedstrijd vol. Duidelijk werd gemaakt dat zowel Aleksandar Bjelica als Bilal Ould-Chikh tot de winterstop niet meer in de selectie van ADO zouden bivakkeren. De spelers zouden niet tevreden zijn met hun plek op de bank.
| Eredivisie 18e speelronde | AFC Ajax | 6 - 1 (4 - 0)                             | ADO Den Haag                                                                        | Selectie ADO Den Haag: (Interim: Dirk Heesen) | Selectie AFC Ajax: (T: Erik ten Hag) |
| zo. 22 december 2019 Aanvangstijd: 12:15 uur Plaats: Amsterdam Johan Cruijff ArenA Toeschouwers: 53.976 Scheidsrechter: Dennis Higler Assistenten: Balder, Goossens, Bax VAR: Allard Lindhout, Van de Ven Wedstrijdverslagen: ADO Den Haag, Omroep West, FCUpdate xG (TDL): 4,15 vs 1,14 | Ziyech (Gravenberch) 15' Van de Beek (Ziyech) 23' Ekkelenkamp (Tagliafico) 37' Gravenberch 39' Tadić (Traoré) 48' Traoré 63' Marin 74' Hansen 85' Onana 90+1' | 1 - 0 2 - 0 3 - 0 4 - 0 5 - 0 6 - 0 6 - 1 | 43' Bakker 45+1' Haye 78' Pinas 80' Bakker 89' Summerville 90+2' Goossens (penalty) | BASISOPSTELLING: Koopmans - Van Ewijk, Pinas, Bakker, Meijers - Malone, Immers, Haye - Summerville, Necid, Goossens RESERVEBANK: Zwinkels, Havekotte, Polley, Roethof, Gorter, Van Kleef, Falkenburg, Hooi, Cibicki, Kramer WISSELS: 56' Falkenburg Van Ewijk 68' Van Kleef Necid | BASISOPSTELLING: Onana - Dest, Veltman, Martínez, Tagliafico - Van de Beek, Ekkelenkamp, Gravenberch - Ziyech, Traoré, Tadić RESERVEBANK: Varela, Scherpen, Mazraoui, Schuurs, Álvarez, Eiting, Marin, De Jong, Lang, Hansen, Huntelaar WISSELS: 46' Lang Ziyech 54' Marin Van de Beek 79' Hansen Ekkelenkamp |

Afwezig: Bjelica, Ould-Chikh (uit selectie gezet), Beugelsdijk (schorsing & blessure)

### Januari
| Oefenwedstrijd | ADO Den Haag                              | 2 - 0 (1 - 0) | VV Noordwijk (Tweede Divisie) | Selectie ADO Den Haag: (T: Alan Pardew) |
| ma. 6 januari 2020 Aanvangstijd: 11:00 uur Plaats: Alhaurín el Grande Toeschouwers: ? Scheidsrechter: ? Wedstrijdverslagen: Verslag ADO Verslag Omroep West | Kramer (Spence) 33' Falkenburg (Haye) 75' | 1 - 0 2 - 0   |                               | BASISOPSTELLING: Zwinkels - Spence, Muringen, Pinas, Meijers - Van Kleef, Gorter, Bakker - Hooi, Kramer, Ould-Chikh WISSELS: 23' Amofa Pinas 46' Van Ewijk Spence 46' Haye Gorter 52' Polley Meijers 52' Immers Kramer 67' Falkenburg Van Kleef 70' Steijn Ould-Chikh |
| |                                           |               |                               | |

Afwezig: Bjelica (niet in selectie), Van Ewijk, Goossens, Koopmans, Malone, Necid, Summerville (rust), Beugelsdijk (blessure)

Opmerkelijk: Ook dit seizoen vertrok ADO op trainingskamp naar Spanje. Rechtsback Jordan Spence was op proef.
| Oefenwedstrijd | ADO Den Haag                                 | 2 - 1 (0 - 1)     | TSG 1899 Hoffenheim (, Bundesliga) | Selectie ADO Den Haag: (T: Alan Pardew) | Selectie TSG 1899 Hoffenheim: (T: Alfred Schreuder) |
| do. 9 januari 2020 Aanvangstijd: 15:30 uur Plaats: Alhaurín el Grande Toeschouwers: ? Scheidsrechter: ? Wedstrijdverslagen: Verslag ADO Verslag Omroep West | Necid (penalty) 63' Summerville (Polley) 88' | 0 - 1 1 - 1 2 - 1 | 16' Locadia                        | BASISOPSTELLING: Koopmans - Van Ewijk, Stubbs, Pinas, Meijers - Malone, Immers, Bakker - Summerville, Necid, Goossens WISSELS: 46' Gorter Van Ewijk 59' Hooi Immers 64' Van Kleef Goossens 68' Muringen Stubbs 68' Ould-Chikh Necid 77' Polley Bakker 83' Amofa Gorter | BASISOPSTELLING: Drljača - Kaderabek, Akpoguma, Bicakcic, Stafylidis - Elmkies, Samassékou, Rupp - Adamyan, Locadia, Zuber WISSELS: 46' Vogt Akpoguma 52' Ribeiro Zuber 55' Kovačević Rupp 80' Bogarde Elmkies |
| |                                              |                   |                                    | | |

Afwezig: Bjelica (niet in selectie), Beugelsdijk (blessure)
| Eredivisie 19e speelronde | ADO Den Haag                                              | 2 - 0 (1 - 0) | RKC Waalwijk | Selectie ADO Den Haag: (T: Alan Pardew) | Selectie RKC Waalwijk: (T: Fred Grim) |
| zo. 19 januari 2020 Aanvangstijd: 16:45 uur Plaats: Den Haag Cars Jeans Stadion Toeschouwers: 12.433 Scheidsrechter: Joey Kooij Assistenten: Van Zuilen, Vandeursen, Cantineau VAR: Bijl, Janssen Wedstrijdverslagen: ADO Den Haag, Omroep West, FCUpdate xG (TDL): 0,70 vs 0,58 | Pinas (Goossens, vt) 32' Summerville 69' Meijers (vt) 80' | 1 - 0 2 - 0   | 78' Delcroix | BASISOPSTELLING: Koopmans - Malone, Stubbs, Pinas, De Bock - Immers , Thomas, Goossens - Summerville, Necid, Van Buren RESERVEBANK: Zwinkels, Van Ewijk, Meijers, Gorter, Haye, Falkenburg, Ould-Chikh, Hooi, Kramer WISSELS: 59' Meijers Van Buren 67' Haye Necid 87' Ould-Chikh Summerville MOTM in het stadion: Shaquille Pinas | BASISOPSTELLING: Vaessen - Sporkslede, Mulder, Delcroix, Bakari - Rienstra , Reijnders, Leemans - Sow, Bilate, Tahiri RESERVEBANK: Heemskerk, Grim, Gaari, Van Weert, Meulensteen, Nieuwpoort, Quasten, Vermeulen, Daneels, Vente WISSELS: 63' Vente Tahiri 83' Meulensteen Leemans |

Afwezig: Bjelica (niet in selectie), Bakker (schorsing), Beugelsdijk (blessure)

Opmerkelijk: De Engelse trainer Alan Pardew begon in Den Haag met een zege. Datzelfde gold voor ADO-debutanten Sam Stubbs, Laurens De Bock, George Thomas en Mick van Buren. De treffer van Aaron Meijers bleek het laatste doelpunt in een thuiswedstrijd van dit seizoen. Omdat in de zomer van 2020 de kunstgrasmat werd vervangen voor natuurgras, bleek deze goal ook de laatste Haagse kunstgras-treffer te zijn.
| Eredivisie 20e speelronde | FC Utrecht                                                                                    | 4 - 0 (1 - 0)           | ADO Den Haag                                   | Selectie ADO Den Haag: (T: Alan Pardew) | Selectie FC Utrecht: (T: John van den Brom) |
| vr. 24 januari 2020 Aanvangstijd: 20:00 uur Plaats: Utrecht De Galgenwaard Toeschouwers: 17.319 Scheidsrechter: Bas Nijhuis Assistenten: Brondijk, Lapar, Bijl VAR: Mulder, Dobre Wedstrijdverslagen: ADO Den Haag, Omroep West, FCUpdate xG (TDL): 1,48 vs 0,88 | Peterson (Emanuelson) 14' Klaiber (Gustafson) 53' Kerk (Bahebeck) 74' Klaiber (Gustafson) 84' | 1 - 0 2 - 0 3 - 0 4 - 0 | 60' Băluță 89' Pinas 90' Stubbs 90+4' Goossens | BASISOPSTELLING: Koopmans - Malone, Stubbs, Pinas, De Bock - Băluță, Bakker - Summerville, Thomas, Goossens - Immers RESERVEBANK: Zwinkels, Spence, Van Ewijk, Muringen, Meijers, Haye, Falkenburg, Ould-Chikh, Hooi, Van Buren, Necid, Kramer WISSELS: 46' Falkenburg Summerville 68' Van Buren Bakker 88' Meijers Thomas | BASISOPSTELLING: Zoet - Klaiber, Van der Maarel, Hoogma, Guwara - Van de Streek, Gustafson , Emanuelson - Kerk, Abass, Peterson RESERVEBANK: De Keijzer, Pabai, St. Jago, El Barjiji, Černý, Dalmau, Bahebeck, Makienok WISSELS: 68' Bahebeck Peterson 75' Černý Kerk 86' St. Jago Emanuelson |

Afwezig: Bjelica (niet in selectie), Beugelsdijk (blessure)

Opmerkelijk: Tudor Băluță maakte zijn ADO-debuut.

### Februari
| Eredivisie 21e speelronde | ADO Den Haag                       | 0 - 0 (0 - 0) | Vitesse                                     | Selectie ADO Den Haag: (T: Alan Pardew) | Selectie Vitesse: (T: Edward Sturing) |
| za. 1 februari 2020 Aanvangstijd: 18:30 uur Plaats: Den Haag Cars Jeans Stadion Toeschouwers: 12.387 Scheidsrechter: Joey Kooij Assistenten: Inia, Fikkert, Pérez VAR: Makkelie, Weterings Wedstrijdverslagen: ADO Den Haag, Omroep West, FCUpdate xG (TDL): 2,30 vs 0,73 | Goossens 34' Necid 58' De Bock 69' |               | 58' Doekhi 66' Foor 74' Tannane 83' Linssen | BASISOPSTELLING: Koopmans - Malone, Stubbs, Pinas, De Bock - Băluță, Goossens - Summerville, Immers, Meijers - Necid RESERVEBANK: Zwinkels, Spence, Bakker, Thomas, Falkenburg, Ould-Chikh, Hooi, Van Buren, Kramer WISSELS: 67' Kramer Necid 88' Van Buren Immers | BASISOPSTELLING: Pasveer - Lelieveld, Doekhi, Obispo, Clark - Bero, Bazoer, Foor - Tannane, Buitink, Linssen RESERVEBANK: Lamprou, Bayazit, Hájek, Aktas, Leeflang, Vroegh, Tronstad, Grot, Dicko WISSELS: 66' Dicko Buitink 75' Tronstad Foor 85' Grot Linssen |

Afwezig: Bjelica (niet in selectie), Beugelsdijk (blessure)

Opmerkelijk: Op de 115de verjaardag wist ADO zichzelf niet te belonen. Voor de tweede wedstrijd op rij werd een strafschop gemist.
| Oefenwedstrijd | Combinatieploeg (Jong) ADO Den Haag | 2 - 0 (1 - 0)     | Quick (Derde Divisie Zondag) | Selectie ADO Den Haag: (T: Alan Pardew) |
| di. 4 februari 2020 Aanvangstijd: 19:30 uur Plaats: Den Haag Cars Jeans Stadion Toeschouwers: n.v.t. (besloten) Scheidsrechter: Mark Langendoen Wedstrijdverslagen: Verslag ADO Verslag ADOFans[dode link] | Thomas (vrije trap) 85' Lont 89'    | 0 - 1 1 - 1 2 - 1 | 73' Kouwenhoven              | BASISOPSTELLING: Schoonderwaldt - Spence, Muringen, Zwartjens, Vliet - Steijn, Duffy, Bakker - Van Buren, Bogle, Thomas WISSELS: 46' Lont Steijn 77' Van Wetten Duffy 77' Botermans Bogle 83' Rieder Bakker |
| |                                     |                   |                              | |

Afwezig: Bjelica (niet in selectie), Beugelsdijk (blessure), rest van A-selectie (rust)

Opmerkelijk: Linksback Bradley Vliet was op stage bij Jong ADO Den Haag.
| Eredivisie 22e speelronde | Sparta Rotterdam                                                                             | 4 - 2 (3 - 1)                       | ADO Den Haag                                      | Selectie ADO Den Haag: (T: Alan Pardew) | Selectie Sparta Rotterdam: (T: Henk Fraser) |
| di. 11 februari 2020 Aanvangstijd: 20:45 uur Plaats: Rotterdam Spartastadion Het Kasteel Toeschouwers: 8.083 Scheidsrechter: Danny Makkelie Assistenten: Diks, Van Zuilen, Bijl VAR: Gerrets, Steegstra Wedstrijdverslagen: ADO Den Haag, Omroep West, FCUpdate xG (TDL): 1,70 vs 1,35 | Auassar (Rigo, c) 22' Joosten 28' Rigo 33' Vriends 41' Vriends (Rigo, c) 45+1' Harroui 90+4' | 0 - 1 1 - 1 2 - 1 3 - 1 3 - 2 4 - 2 | 17' Pinas (Goossens, vt) 67' Summerville (Immers) | BASISOPSTELLING: Koopmans - Malone, Stubbs, Pinas, De Bock - Băluță, Goossens - Summerville, Immers, Meijers - Necid RESERVEBANK: Zwinkels, Spence, Bakker, Duffy, Thomas, Falkenburg, Ould-Chikh, Hooi, Van Buren, Bogle, Kramer WISSELS: 62' Duffy Meijers 71' Bogle Necid 86' Ould-Chikh Băluță | BASISOPSTELLING: Harush - Fortes, Vriends, Mattheij, Faye - Harroui, Auassar , Smeets, Rigo - Ache, Joosten RESERVEBANK: Coremans, Fabrie, Karami, Abels, L. Duarte, D. Duarte, Piroe WISSELS: 55' Piroe Ache 79' Abels Rigo 82' D. Duarte Smeets |

Afwezig: Bjelica (niet in selectie), Beugelsdijk (blessure)

Opmerkelijk: Deze wedstrijd stond eigenlijk gepland op 8 februari (twee dagen eerder), maar werd verplaatst vanwege storm Ciara. Om deze reden werd de geplande vierde man Robin Hensgens vervangen door Edgar Bijl. ADO speelde deze wedstrijd met rouwbanden vanwege het overlijden van Freek van der Lee. Scheidsrechter Danny Makkelie verzuimde Bart Vriends een rode kaart te geven vanwege een slaande beweging. Extra zuur was dat diezelfde Vriends vlak voor rust de 3-1 maakte. In deze wedstrijd maakten Mark Duffy en Omar Bogle hun ADO-debuut.
| Eredivisie 23e speelronde | ADO Den Haag | 0 - 3 (0 - 1)     | PSV                                                  | Selectie ADO Den Haag: (T: Alan Pardew) | Selectie PSV: (T: Ernest Faber) |
| za. 15 februari 2020 Aanvangstijd: 19:45 uur Plaats: Den Haag Cars Jeans Stadion Toeschouwers: 13.370 Scheidsrechter: Pol van Boekel Assistenten: Boonman, Van Dongen, Oostrom VAR: Kooij, Inia Wedstrijdverslagen: ADO Den Haag, Omroep West, FCUpdate xG (TDL): 0,32 vs 3,99 | Meijers 66'  | 0 - 1 0 - 2 0 - 3 | 17' Lammers (penalty) 70' Thomas (Lammers) 83' Gakpo | BASISOPSTELLING: Koopmans - Spence, Stubbs, Pinas, De Bock - Malone, Bakker - Summerville, Goossens , Duffy - Bogle RESERVEBANK: Zwinkels, Schoonderwaldt, Meijers, Băluță, Immers, Thomas, Falkenburg, Ould-Chikh, Van Buren, Necid, Kramer WISSELS: 46' Meijers Summerville 67' Immers Duffy 81' Van Buren Spence | BASISOPSTELLING: Unnerstall - Dumfries , Schwaab, Viergever, Rodríguez - Rosario, Hendrix, Thomas - Ihattaren, Lammers, Gakpo RESERVEBANK: Ruiter, Van Osch, Teze, Baumgartl, Boscagli, Gutiérrez, Doan, Afellay, Madueke, Bruma, Mitroglou WISSELS: 81' Doan Thomas 81' Mitroglou Lammers 85' Gutiérrez Hendrix |

Afwezig: Bjelica (niet in selectie), Beugelsdijk, Hooi (blessure)

Opmerkelijk: Jordan Spence maakte zijn ADO-debuut. Shaquille Pinas speelde zijn 50ste officiële wedstrijd voor ADO.
| Eredivisie 24e speelronde | SC Heerenveen                                                            | 2 - 2 (1 - 2)           | ADO Den Haag                                                                           | Selectie ADO Den Haag: (T: Alan Pardew) | Selectie SC Heerenveen: (T: Johnny Jansen) |
| za. 22 februari 2020 Aanvangstijd: 19:45 uur Plaats: Heerenveen Abe Lenstra Stadion Toeschouwers: 16.640 Scheidsrechter: Martin van den Kerkhof Assistenten: Van de Ven, Siebert, Ruperti VAR: Teuben, Goossens Wedstrijdverslagen: ADO Den Haag, Omroep West, FCUpdate xG (TDL): 2,25 vs 0,76 | Veerman (Ejuke) 45+5' Van Rhijn 62' Veerman 66' Halilović (Espejord) 78' | 0 - 1 0 - 2 1 - 2 2 - 2 | 28' Bogle (Goossens, vt) 38' Kongolo (eigen doelpunt) 56' Duffy 69' Spence 74' Meijers | BASISOPSTELLING: Koopmans - Malone, Stubbs, Pinas, De Bock - Bakker, Goossens - Duffy, Falkenburg, Meijers - Bogle RESERVEBANK: Zwinkels, Spence, Beugelsdijk, Băluță, Thomas, Summerville, Ould-Chikh, Van Buren, Hooi, Necid, Kramer WISSELS: 12' Spence Malone 57' Summerville Duffy 75' Beugelsdijk De Bock | BASISOPSTELLING: Bednarek - Van Rhijn, Drešević, Botman, Floranus - Kongolo, Faik , Veerman - Van Bergen, Odgaard, Ejuke RESERVEBANK: Doornbusch, Høegh, Woudenberg, Đoàn, Akujobi, Bruijn, Halilović, Hajal, Van der Heide, Espejord, Smit WISSELS: 46' Hajal Kongolo 69' Halilović Faik 70' Espejord Odgaard |

Afwezig: Bjelica (niet in selectie), Immers (blessure)

Opmerkelijk: Dion Malone viel uit met een flinke hamstringblessure. Twee vrije trappen van John Goossens leverde ADO twee doelpunten en uiteindelijk ook een punt op.
| Eredivisie 25e speelronde | ADO Den Haag                    | 0 - 0 (0 - 0) | Heracles Almelo        | Selectie ADO Den Haag: (T: Alan Pardew) | Selectie Heracles Almelo: (T: Frank Wormuth) |
| za. 29 februari 2020 Aanvangstijd: 18:30 uur Plaats: Den Haag Cars Jeans Stadion Toeschouwers: 11.207 Scheidsrechter: Christiaan Bax Assistenten: Goossens, Vandeursen, Van der Laan VAR: Mulder, Bodde Wedstrijdverslagen: ADO Den Haag, Omroep West, FCUpdate xG (TDL): 0,84 vs 1,03 | Pinas 42' Duffy 89' Pinas 90+3' |               | 13' Osman 18' Rossmann | BASISOPSTELLING: Koopmans - Spence, Stubbs, Pinas, De Bock - Bakker, Goossens - Falkenburg, Immers, Meijers - Bogle RESERVEBANK: Zwinkels, Beugelsdijk, Băluță, Duffy, Thomas, Summerville, Van Buren, Hooi, Necid, Kramer WISSELS: 55' Summerville Falkenburg 65' Kramer Bogle 79' Duffy Goossens | BASISOPSTELLING: Blaswich - Schoofs, Rossmann , Knoester, Hardeveld - Merkel, Osman, Kiomourtzoglou - Burgzorg, Dessers, Mauro Júnior RESERVEBANK: Brouwer, Bucker, Van den Buijs, Quagliata, Bijleveld, Jakubiak, Szöke, Van der Water, Cijntje WISSELS: 46' Van den Buijs Rossmann 63' Van der Water Osman 90' Szöke Burgzorg |

Afwezig: Bjelica (niet in selectie), Malone, Ould-Chikh (blessure)

### Maart
| Eredivisie 26e speelronde | AZ                                                                                        | 4 - 0 (2 - 0)           | ADO Den Haag                     | Selectie ADO Den Haag: (T: Alan Pardew) | Selectie AZ: (T: Arne Slot) |
| za. 7 maart 2020 Aanvangstijd: 18:30 uur Plaats: Alkmaar Afas Stadion Toeschouwers: 16.117 Scheidsrechter: Higler Assistenten: Honig, Hoekstra, Blank VAR: Edgar Bijl, Waleveld Wedstrijdverslagen: ADO Den Haag, Omroep West, FCUpdate xG (TDL): 2,17 vs 0,28 | Clasie 2' Koopmeiners (penalty) 13' Wijndal (Idrissi) 19' Koopmeiners (vt) 84' Druijf 89' | 1 - 0 2 - 0 3 - 0 4 - 0 | 61' Meijers 78' Băluță 90' Necid | BASISOPSTELLING: Koopmans - Spence, Stubbs, Beugelsdijk, De Bock - Bakker, Băluță - Summerville, Thomas, Meijers - Bogle RESERVEBANK: Zwinkels, Muringen, Duffy, Van Kleef, Falkenburg, Van Buren, Ould-Chikh, Hooi, Necid, Kramer WISSELS: 69' Ould-Chikh Summerville 69' Necid Bogle 76' Duffy Meijers | BASISOPSTELLING: Bizot - Svensson, Leeuwin, Koopmeiners , Wijndal - Clasie, Midtsjø, De Wit - Stengs, Boadu, Idrissi RESERVEBANK: De Boer, Schendelaar, Sugawara, Kramer, Ouwejan, Evjen, Goudmijn, Gudmundsson, Aboukhlal, Druijf WISSELS: 67' Evjen Midtsjø 75' Druijf Boadu 86' Goudmijn Koopmeiners |

Afwezig: Bjelica (niet in selectie), Pinas (schorsing), Goossens, Immers, Malone (blessure)

Opmerkelijk: Als dank voor het beschikbaar stellen van het stadion (vanwege het instorten van het dak van het AFAS Stadion), mochten ADO-supporters dankzij AZ gratis afreizen naar Alkmaar. Vanwege de coronacrisis die Nederland bereikte werd dit Eredivisie-seizoen uiteindelijk beëindigd en was deze wedstrijd de laatste van 2019/20 voor ADO Den Haag. Na lang beraad door (onder andere) de KNVB werd uiteindelijk besloten dat ADO, ondanks dat het op de 17de plaats op de ranglijst stond na 26 wedstrijden, het volgende seizoen alsnog in de Eredivisie actief mocht blijven.

## Jong ADO Den Haag/Jeugd
Sinds dit seizoen speelt Jong ADO Den Haag in de Derde Divisie Zondag. Hiervoor kwam de beloftenploeg uit in een competitie van betaald voetbal-ploegen die eens in de twee weken tegen elkaar speelden. Nu speelt Jong ADO Den Haag (doorgaans) elke zondag tegen een van de ploegen op het vierde niveau van Nederland. Jong ADO Den Haag speelt normaal gesproken zijn thuiswedstrijden op jeugdcomplex 'De Aftrap'. In weekeinden waarin ADO niet hoeft te spelen, kan ook gebruik worden gemaakt van het Cars Jeans Stadion.

### Selectie Jong ADO Den Haag 2019/20
|                    | Naam                  | Bij ADO sinds | Contract tot |
| Doelmannen         | Doelmannen            | Doelmannen    | Doelmannen   |
| ------------------ | --------------------- | ------------- | ------------ |
| Vlag van Nederland | Luuk Brand            | Zomer 2019    | Amateurbasis |
| Vlag van Nederland | Youri Schoonderwaldt  | Zomer 2018    | Zomer 2022   |
| Vlag van Nederland | Wesley Storm          | Januari 2020  | Amateurbasis |
| Verdedigers        |                       |               |              |
| Vlag van Nederland | Nadir Achahbar        | Zomer 2018    | Amateurbasis |
| Vlag van Nederland | Jamal Amofa           | Zomer 2018    | Amateurbasis |
| Vlag van Nederland | Quinzairo Boasman     | Zomer 2019    | Amateurbasis |
| Vlag van Haïti     | Jean Fritz Boom       | Zomer 2012    | Amateurbasis |
| Vlag van Nederland | Hidde van den Ende    | Zomer 2018    | Amateurbasis |
| Vlag van Nederland | Milan van Ewijk (*)   | Zomer 2019    | Zomer 2022   |
| Vlag van China     | Zihao Feng            | Januari 2019  | Amateurbasis |
| Vlag van Nederland | Simon Loshi           | Zomer 2019    | Amateurbasis |
| Vlag van Nederland | Dehninio Muringen (*) | Zomer 2019    | Zomer 2021   |
| Vlag van Nederland | Shaquille Pinas (*)   | Zomer 2017    | Zomer 2021   |
| Vlag van Nederland | Robin Polley (*)      | Zomer 2018    | Zomer 2021   |
| Vlag van Engeland  | Sam Stubbs (*)        | Januari 2020  | Zomer 2020   |
| Vlag van Nederland | Robin Zwartjens       | Januari 2020  | Amateurbasis |

|                    | Naam                      | Bij ADO sinds | Contract tot  |
| Middenvelders      | Middenvelders             | Middenvelders | Middenvelders |
| ------------------ | ------------------------- | ------------- | ------------- |
| Vlag van Roemenië  | Tudor Băluță (*)          | Januari 2020  | Zomer 2020    |
| Vlag van Nederland | Lance Duijvestijn         | Zomer 2019    | Zomer 2020    |
| Vlag van Nederland | Mats van Kins (*)         | Zomer 2017    | Zomer 2020    |
| Vlag van Nederland | Lorenzo van Kleef (*)     | Zomer 2013    | Zomer 2021    |
| Vlag van Nederland | Benjamin Reemst           | Zomer 2018    | Amateurbasis  |
| Vlag van Nederland | Maarten Rieder (*)        | Zomer 2015    | Zomer 2021    |
| Vlag van Nederland | Sem Steijn (*)            | Zomer 2010    | Zomer 2020    |
| Vlag van Nederland | Niels van Wetten          | Zomer 2018    | Amateurbasis  |
| Aanvallers         |                           |               |               |
| Vlag van Nederland | Hugo Botermans            | Zomer 2015    | Zomer 2021    |
| Vlag van Nederland | Yahya Boussakou (*)       | Zomer 2016    | Zomer 2022    |
| Vlag van Nederland | Keyennu Lont              | Januari 2020  | Amateurbasis  |
| Vlag van Nederland | Killian van Mil           | Zomer 2018    | Amateurbasis  |
| Vlag van Nederland | Bilal Ould-Chikh (*)      | Zomer 2019    | Zomer 2021    |
| Vlag van Nederland | Segun Owobowale           | Zomer 2019    | Amateurbasis  |
| Vlag van Nederland | Cain Seedorf              | Zomer 2019    | Zomer 2021    |
| Vlag van Nederland | Crysencio Summerville (*) | Zomer 2019    | Zomer 2020    |
| Vlag van Nederland | Bram Wennekers            | Zomer 2018    | Amateurbasis  |

(*) Deze speler traint met de A-selectie, maar is ook speelgerechtigd voor Jong ADO Den Haag. Alle spelers mogen na een bepaald aantal wedstrijden in het eerste elftal niet meer uitkomen voor het beloftenteam. Bij spelers tot en met 20 jaar geldt deze regel na achttien gespeelde wedstrijden in het eerste elftal; bij veldspelers van 21 tot 23 jaar is dit al na zeven wedstrijden. Voor doelmannen geldt de regel van achttien wedstrijden, ongeacht hun leeftijd.
Transfers:

Nieuw: Quinzairo Boasman (geen club), Luuk Brand (Willem II), Lance Duijvestijn (NEC Nijmegen), Simon Loshi (Feyenoord), Segun Owobowale (geen club), Cain Seedorf (SC Heerenveen), Jean Fritz Boom, Hugo Botermans, Zihao Feng, Lorenzo van Kleef, Bram Wennekers (allen eigen gelederen). Ook nieuw: Milan van Ewijk, Bilal Ould-Chikh, Crysencio Summerville.
* In winterstop: Keyennu Lont (AZ), Sem Steijn (was verhuurd aan Al-Wahda FC), Wesley Storm (Cincinnati Dutch Lions FC), Robin Zwartjens (FC Utrecht). Ook nieuw: Tudor Băluță, Sam Stubbs.
Vertrokken: Chovanie Amatkarijo (TOP Oss), Kyle Ebecilio (SBV Excelsior), Timon Fikkert (HBS), Kick de Goede (RKVV DEM), Teun Heijberg (RKSV Halsteren), Sam van Huffel (Koninklijke HFC), Tyrone Owusu (RKVV Westlandia), Maarten Reyneveld (Rijnsburgse Boys), Johnny Reynolds (nnb.), Nino Roffelsen (Sparta Rotterdam), Sem Steijn (verhuurd aan Al-Wahda FC, was verhuurd aan VVV-Venlo).
* In winterstop: Milan van Ewijk (verhuurd aan SC Cambuur), Simon Loshi (KF Feronikeli), Robin Polley (verhuurd aan FC Dordrecht).

### Technische staf Jong ADO Den Haag
|                    | Naam                  | Functie                                  | Bij ADO sinds | Contract tot |
| ------------------ | --------------------- | ---------------------------------------- | ------------- | ------------ |
| Vlag van Nederland | Virgilio Teixeira     | Trainer Jong ADO Den Haag                | Zomer 2017    | Zomer 2020   |
| Vlag van Nederland | Henk de Zeeuw         | Assistent-trainer Jong ADO Den Haag      |               |              |
| Vlag van Nederland | Rick Hoogendorp       | Assistent-trainer Jong ADO Den Haag      |               |              |
| Vlag van Nederland | Dansco van den Burg   | Teammanager Jong ADO Den Haag            |               |              |
| Vlag van Nederland | Patrick Moes          | Materiaalverzorger Jong ADO Den Haag     |               |              |
| Vlag van Nederland | Léon van Beelen       | Fysiotherapeut jeugd                     | Zomer 2015    |              |
| Vlag van Nederland | Frans Danen           | Hoofd jeugdopleidingen                   | Zomer 2017    | Zomer 2021   |
| Vlag van Nederland | Albert van der Dussen | Performance & Operational Director Youth | April 2020    |              |

### Thuis/uit-verhouding Jong ADO Den Haag in het seizoen 2019/20
| Tegenstander   | ADO '20 | Blauw Geel '38 | RKVV DEM | VV Dongen | EVV Echt | VV Gemert | RKSV Groene Ster | USV Hercules | VV Hoogland | HSC '21 | FC Lienden | OFC   | SV OSS '20 | Quick | VV UNA | RKVV Westlandia | Punten totaal |
| -------------- | ------- | -------------- | -------- | --------- | -------- | --------- | ---------------- | ------------ | ----------- | ------- | ---------- | ----- | ---------- | ----- | ------ | --------------- | ------------- |
| Jong ADO thuis | 2 - 0   | 5 - 1          | 0 - 3    | 2 - 2     | 3 - 0    | 4 - 2     | 3 - 1            | 22/3         | 3/5         | 2 - 2   | 11/4       | 1 - 2 | 17/5       | 2 - 1 | 4 - 1  | 3 - 1           | 26            |
| Jong ADO uit   | 29/3    | 1 - 2          | 15/3     | 10/5      | 24/5     | 5/4       | 3 - 2            | 2 - 1        | 2 - 2       | 2 - 1   | 1 - 3      | 0 - 1 | 5 - 0      | 18/4  | 3 - 2  | 1 - 2           | 13            |
| Punten         | 3       | 6              | 0        | 1         | 3        | 3         | 3                | 0            | 1           | 1       | 3          | 3     | 0          | 3     | 3      | 6               | 39            |

### Uitslagen Jong ADO Den Haag
| Comp.     | Wedstrijd | Wedstrijd | Opstelling | Scoreverloop |
| --------- | --- | --- | --- | --- |
| Oefen     | Jong ADO Den Haag - Rijnsburgse Boys | Jong ADO Den Haag - Rijnsburgse Boys | Basis: Schoonderwaldt - Achahbar, Van den Ende, Boom, Boasman - Reemst, Duijvestijn, Van Wetten - Seedorf, Botermans, Van Mil | Goals: 1-0 Van Mil (15'), 1-1 Jongeneelen (39'), 1-2 Meefout (42'), 2-2 Botermans (84'), 3-2 Wennekers (87') |
| Oefen     | 3-2 | Za. 22 juni 2019, 17:00 uur | Basis: Schoonderwaldt - Achahbar, Van den Ende, Boom, Boasman - Reemst, Duijvestijn, Van Wetten - Seedorf, Botermans, Van Mil | Goals: 1-0 Van Mil (15'), 1-1 Jongeneelen (39'), 1-2 Meefout (42'), 2-2 Botermans (84'), 3-2 Wennekers (87') |
| Oefen     | De Aftrap (Den Haag), verslag | | Basis: Schoonderwaldt - Achahbar, Van den Ende, Boom, Boasman - Reemst, Duijvestijn, Van Wetten - Seedorf, Botermans, Van Mil | Goals: 1-0 Van Mil (15'), 1-1 Jongeneelen (39'), 1-2 Meefout (42'), 2-2 Botermans (84'), 3-2 Wennekers (87') |
| Oefen     | Kozakken Boys - Jong ADO Den Haag | Kozakken Boys - Jong ADO Den Haag | Basis: Schoonderwaldt - Polley, Rieder, Amofa, Achahbar - Duijvestijn, Van Kins, Van Wetten - Owobowale, Ladan, Boussakou | |
| Oefen     | 0-0 | Do. 25 juli 2019, 20:00 uur | Basis: Schoonderwaldt - Polley, Rieder, Amofa, Achahbar - Duijvestijn, Van Kins, Van Wetten - Owobowale, Ladan, Boussakou | |
| Oefen     | Sportpark de Zwaaier (Werkendam), verslag | | Basis: Schoonderwaldt - Polley, Rieder, Amofa, Achahbar - Duijvestijn, Van Kins, Van Wetten - Owobowale, Ladan, Boussakou | |
| Oefen     | Jong ADO Den Haag - Bayer 04 Leverkusen O-19 | Jong ADO Den Haag - Bayer 04 Leverkusen O-19 | Basis: Brand - Boasman, Feng, Amofa, Loshi - Reemst, Duijvestijn, Van Wetten - Seedorf, Botermans, Van Mil | Goals: 0-1 ?, 1-1 Reemst, 2-1 Rottier |
| Oefen     | 2-1 | Zo. 28 juli 2019, 19:30 uur | Basis: Brand - Boasman, Feng, Amofa, Loshi - Reemst, Duijvestijn, Van Wetten - Seedorf, Botermans, Van Mil | Goals: 0-1 ?, 1-1 Reemst, 2-1 Rottier |
| Oefen     | Sportpark de Waayenberg (Doorwerth), verslag | | Basis: Brand - Boasman, Feng, Amofa, Loshi - Reemst, Duijvestijn, Van Wetten - Seedorf, Botermans, Van Mil | Goals: 0-1 ?, 1-1 Reemst, 2-1 Rottier |
| Oefen     | SV TEC - Jong ADO Den Haag | SV TEC - Jong ADO Den Haag | Basis: Brand - Boasman, Van den Ende, Amofa, Achahbar - Reemst, Duijvestijn, Van Wetten - Van Mil, Rottier, Owobowale | Goals: 1-0 ?, 1-1 Rottier (Owobowale), 1-2 Reemst |
| Oefen     | 1-2 | Za. 3 augustus 2019, 14:30 uur | Basis: Brand - Boasman, Van den Ende, Amofa, Achahbar - Reemst, Duijvestijn, Van Wetten - Van Mil, Rottier, Owobowale | Goals: 1-0 ?, 1-1 Rottier (Owobowale), 1-2 Reemst |
| Oefen     | Sportpark De Lok (Tiel), verslag | | Basis: Brand - Boasman, Van den Ende, Amofa, Achahbar - Reemst, Duijvestijn, Van Wetten - Van Mil, Rottier, Owobowale | Goals: 1-0 ?, 1-1 Rottier (Owobowale), 1-2 Reemst |
| Oefen     | VV Katwijk - Jong ADO Den Haag | VV Katwijk - Jong ADO Den Haag | Basis: Brand - Boasman, Van den Ende, Amofa, Achahbar - Seedorf, Van Kins, Van Wetten; Van Mil, Wennekers, Owobowale | Goals: 1-0 Tesselaar, 2-0 Susan, 3-0 Robinson, 4-0 Tesselaar, 4-1 Duijvestijn, 5-1 Tesselaar, 6-1 Afaker |
| Oefen     | 6-1 | Za. 10 augustus 2019, 14:30 uur | Basis: Brand - Boasman, Van den Ende, Amofa, Achahbar - Seedorf, Van Kins, Van Wetten; Van Mil, Wennekers, Owobowale | Goals: 1-0 Tesselaar, 2-0 Susan, 3-0 Robinson, 4-0 Tesselaar, 4-1 Duijvestijn, 5-1 Tesselaar, 6-1 Afaker |
| Oefen     | Sportpark De Krom (Katwijk), verslag | | Basis: Brand - Boasman, Van den Ende, Amofa, Achahbar - Seedorf, Van Kins, Van Wetten; Van Mil, Wennekers, Owobowale | Goals: 1-0 Tesselaar, 2-0 Susan, 3-0 Robinson, 4-0 Tesselaar, 4-1 Duijvestijn, 5-1 Tesselaar, 6-1 Afaker |
| Oefen     | Quick Boys - Jong ADO Den Haag | Quick Boys - Jong ADO Den Haag | Zie 'Uitslagen ADO Den Haag' | Zie 'Uitslagen ADO Den Haag' |
| Oefen     | 1-2 | Di. 13 augustus 2019, 20:00 uur | Zie 'Uitslagen ADO Den Haag' | Zie 'Uitslagen ADO Den Haag' |
| Oefen     | Sportpark Nieuw Zuid (Katwijk aan Zee) | | Zie 'Uitslagen ADO Den Haag' | Zie 'Uitslagen ADO Den Haag' |
| Oefen     | RKAVV Leidschendam - Jong ADO Den Haag | RKAVV Leidschendam - Jong ADO Den Haag | onbekend | Goals: 1-0 Van Lochem (Amrani 7'), 2-0 Bergen (Amrani 20'), 2-1 Reemst (41'), 2-2 Van Mil (46'), 2-3 Boussakou (59'), 2-4 Duijvestijn (61'), 2-5 Van Mil (64'), 2-6 Owobowale (85'), 2-7 Wennekers (88')                                                                       |
| Oefen     | 2-7 | Za. 17 augustus 2019, 14:00 uur | onbekend | Goals: 1-0 Van Lochem (Amrani 7'), 2-0 Bergen (Amrani 20'), 2-1 Reemst (41'), 2-2 Van Mil (46'), 2-3 Boussakou (59'), 2-4 Duijvestijn (61'), 2-5 Van Mil (64'), 2-6 Owobowale (85'), 2-7 Wennekers (88')                                                                       |
| Oefen     | Sportpark Kastelenring (Leidschendam), verslag | | onbekend | Goals: 1-0 Van Lochem (Amrani 7'), 2-0 Bergen (Amrani 20'), 2-1 Reemst (41'), 2-2 Van Mil (46'), 2-3 Boussakou (59'), 2-4 Duijvestijn (61'), 2-5 Van Mil (64'), 2-6 Owobowale (85'), 2-7 Wennekers (88')                                                                       |
| Oefen     | Jong ADO Den Haag - Royal Antwerp FC O-21 | Jong ADO Den Haag - Royal Antwerp FC O-21 | Schoonderwaldt - Loshi (63' Amofa), Van den Ende, Amofa (46' Boom), Achahbar - Reemst, Duijvestijn, Van Wetten - Wennekers (60' Seedorf), Botermans (46' Van Mil), Owobowale                                                                                                   | Goals: 1-0 Amofa, 2-0 Botermans, 3-0 Botermans (Duivestijn 38'), 4-0 Van Mil, 5-0 Van Wetten, 5-1 Miyoshi, 6-1 Owobowale |
| Oefen     | 6-1 | Do. 22 augustus 2019, 14:00 uur | Schoonderwaldt - Loshi (63' Amofa), Van den Ende, Amofa (46' Boom), Achahbar - Reemst, Duijvestijn, Van Wetten - Wennekers (60' Seedorf), Botermans (46' Van Mil), Owobowale                                                                                                   | Goals: 1-0 Amofa, 2-0 Botermans, 3-0 Botermans (Duivestijn 38'), 4-0 Van Mil, 5-0 Van Wetten, 5-1 Miyoshi, 6-1 Owobowale |
| Oefen     | De Aftrap (Den Haag), verslag, S: René Wiedijk | | Schoonderwaldt - Loshi (63' Amofa), Van den Ende, Amofa (46' Boom), Achahbar - Reemst, Duijvestijn, Van Wetten - Wennekers (60' Seedorf), Botermans (46' Van Mil), Owobowale                                                                                                   | Goals: 1-0 Amofa, 2-0 Botermans, 3-0 Botermans (Duivestijn 38'), 4-0 Van Mil, 5-0 Van Wetten, 5-1 Miyoshi, 6-1 Owobowale |
| DD-1      | Vanwege het ongelijke aantal van 17 clubs in de Derde Divisie Zondag kwam Jong ADO Den Haag deze speelronde niet in actie. | Vanwege het ongelijke aantal van 17 clubs in de Derde Divisie Zondag kwam Jong ADO Den Haag deze speelronde niet in actie. | Vanwege het ongelijke aantal van 17 clubs in de Derde Divisie Zondag kwam Jong ADO Den Haag deze speelronde niet in actie. | Vanwege het ongelijke aantal van 17 clubs in de Derde Divisie Zondag kwam Jong ADO Den Haag deze speelronde niet in actie. |
| DD-2      | SV OSS '20 - Jong ADO Den Haag | SV OSS '20 - Jong ADO Den Haag | Schoonderwaldt - Boasman, Van den Ende, Amofa, Achahbar (81' Loshi) - Reemst, Duijvestijn, Van Wetten - Owobowale, Botermans (60' Wennekers), Van Mil (60' Seedorf) | Goals: 1-0 Van Lith (18'), 2-0 Peltzer (79'), 3-0 Pijnenburg (81'), 4-0 Peltzer (85'), 5-0 Van der Velden (89'). |
| DD-2      | 5-0 | Zo. 1 september 2019, 14:30 uur. Stand: 15e | Schoonderwaldt - Boasman, Van den Ende, Amofa, Achahbar (81' Loshi) - Reemst, Duijvestijn, Van Wetten - Owobowale, Botermans (60' Wennekers), Van Mil (60' Seedorf) | Goals: 1-0 Van Lith (18'), 2-0 Peltzer (79'), 3-0 Pijnenburg (81'), 4-0 Peltzer (85'), 5-0 Van der Velden (89'). |
| DD-2      | Oss, verslag, S: Roy Witlox | | Schoonderwaldt - Boasman, Van den Ende, Amofa, Achahbar (81' Loshi) - Reemst, Duijvestijn, Van Wetten - Owobowale, Botermans (60' Wennekers), Van Mil (60' Seedorf) | Goals: 1-0 Van Lith (18'), 2-0 Peltzer (79'), 3-0 Pijnenburg (81'), 4-0 Peltzer (85'), 5-0 Van der Velden (89'). |
| DD-3      | Jong ADO Den Haag - OFC | Jong ADO Den Haag - OFC | Schoonderwaldt - Boasman, Muringen, Amofa, Achahbar - Rieder, Van Kins, Van Wetten - Boussakou (65' ?), Duijvestijn, Van Mil | Goals: 1-0 Duijvestijn (Van Mil 22'), 1-1 Butter (25'), 1-2 Biberoglu (pen. 79'). Kaart: Van Wetten ( 41') |
| DD-3      | 1-2 | Zo. 8 september 2019, 14:30 uur. Stand: 16e | Schoonderwaldt - Boasman, Muringen, Amofa, Achahbar - Rieder, Van Kins, Van Wetten - Boussakou (65' ?), Duijvestijn, Van Mil | Goals: 1-0 Duijvestijn (Van Mil 22'), 1-1 Butter (25'), 1-2 Biberoglu (pen. 79'). Kaart: Van Wetten ( 41') |
| DD-3      | Den Haag, verslag, S: Nick Smit | | Schoonderwaldt - Boasman, Muringen, Amofa, Achahbar - Rieder, Van Kins, Van Wetten - Boussakou (65' ?), Duijvestijn, Van Mil | Goals: 1-0 Duijvestijn (Van Mil 22'), 1-1 Butter (25'), 1-2 Biberoglu (pen. 79'). Kaart: Van Wetten ( 41') |
| DD-4      | Jong ADO Den Haag - ADO '20 | Jong ADO Den Haag - ADO '20 | Basis: Brand - Polley, Van Wetten , Amofa, Loshi - Rieder, Duijvestijn, Reemst - Owobowale, Van Mil, Wennekers | Goals: 1-0 Van Mil, 2-0 Botermans (Van Mil) |
| DD-4      | 2-0 | Zo. 15 september 2019, 14:30 uur. Stand: 12e | Basis: Brand - Polley, Van Wetten , Amofa, Loshi - Rieder, Duijvestijn, Reemst - Owobowale, Van Mil, Wennekers | Goals: 1-0 Van Mil, 2-0 Botermans (Van Mil) |
| DD-4      | Den Haag, verslag. T: 175. | | Basis: Brand - Polley, Van Wetten , Amofa, Loshi - Rieder, Duijvestijn, Reemst - Owobowale, Van Mil, Wennekers | Goals: 1-0 Van Mil, 2-0 Botermans (Van Mil) |
| Oefen     | Jong Vitesse - Jong ADO Den Haag | Jong Vitesse - Jong ADO Den Haag | Basis: Koopmans(*) - Boasman, Boom, Bjelica(*), Achahbar - Rieder, Haye(*), Van Wetten - Seedorf, Botermans, Wennekers | Goals: 0-1 Van Wetten (pen.), 1-1 ? |
| Oefen     | 1-1 | Di. 17 september 2019, 12:00 uur. | Basis: Koopmans(*) - Boasman, Boom, Bjelica(*), Achahbar - Rieder, Haye(*), Van Wetten - Seedorf, Botermans, Wennekers | Goals: 0-1 Van Wetten (pen.), 1-1 ? |
| Oefen     | Sportcomplex Papendal, verslag | | Basis: Koopmans(*) - Boasman, Boom, Bjelica(*), Achahbar - Rieder, Haye(*), Van Wetten - Seedorf, Botermans, Wennekers | Goals: 0-1 Van Wetten (pen.), 1-1 ? |
| DD-5      | HSC '21 - Jong ADO Den Haag | HSC '21 - Jong ADO Den Haag | Basis: Brand - Rieder, Van Wetten , Amofa, Loshi - Van Kleef, Duijvestijn, Reemst - Boussakou, Van Mil, Wennekers Bank: Wentgens, Boasman, Boom, Achahbar, Van Kins, Seedorf, Botermans                                                                                        | Goals: 0-1 Boussakou (Van Wetten), 1-1 Van der Weide (pen.), 2-1 Uguz |
| DD-5      | 2-1 | Zo. 22 september 2019, 14:30 uur. Stand: 14e | Basis: Brand - Rieder, Van Wetten , Amofa, Loshi - Van Kleef, Duijvestijn, Reemst - Boussakou, Van Mil, Wennekers Bank: Wentgens, Boasman, Boom, Achahbar, Van Kins, Seedorf, Botermans                                                                                        | Goals: 0-1 Boussakou (Van Wetten), 1-1 Van der Weide (pen.), 2-1 Uguz |
| DD-5      | Haaksbergen, verslag | | Basis: Brand - Rieder, Van Wetten , Amofa, Loshi - Van Kleef, Duijvestijn, Reemst - Boussakou, Van Mil, Wennekers Bank: Wentgens, Boasman, Boom, Achahbar, Van Kins, Seedorf, Botermans                                                                                        | Goals: 0-1 Boussakou (Van Wetten), 1-1 Van der Weide (pen.), 2-1 Uguz |
| DD-6      | Jong ADO Den Haag - Blauw Geel '38 | Jong ADO Den Haag - Blauw Geel '38 | Schoonderwaldt - Boasman, Boom, Amofa , Achahbar (85' Loshi) - Rieder, Van Kins, Reemst - Seedorf (77' Duijvestijn), Botermans (63' Van Mil), Boussakou | Goals: 1-0 Botermans (8'), 2-0 Van Kins (12'), 3-0 Botermans (51'), 3-1 Güler, 4-1 Boasman (Van Mil 73'), 5-1 Duijvestijn (pen. 80') Kaart: Boom ( 63') |
| DD-6      | 5-1 | Zo. 29 september 2019, 14:30 uur. Stand: 11e | Schoonderwaldt - Boasman, Boom, Amofa , Achahbar (85' Loshi) - Rieder, Van Kins, Reemst - Seedorf (77' Duijvestijn), Botermans (63' Van Mil), Boussakou | Goals: 1-0 Botermans (8'), 2-0 Van Kins (12'), 3-0 Botermans (51'), 3-1 Güler, 4-1 Boasman (Van Mil 73'), 5-1 Duijvestijn (pen. 80') Kaart: Boom ( 63') |
| DD-6      | Den Haag, verslag | | Schoonderwaldt - Boasman, Boom, Amofa , Achahbar (85' Loshi) - Rieder, Van Kins, Reemst - Seedorf (77' Duijvestijn), Botermans (63' Van Mil), Boussakou | Goals: 1-0 Botermans (8'), 2-0 Van Kins (12'), 3-0 Botermans (51'), 3-1 Güler, 4-1 Boasman (Van Mil 73'), 5-1 Duijvestijn (pen. 80') Kaart: Boom ( 63') |
| DD-7      | VV UNA - Jong ADO Den Haag | VV UNA - Jong ADO Den Haag | Basis: Brand - Boasman, Muringen, Amofa , Achahbar - Rieder, Van Kins, Van Kleef - Seedorf, Botermans, Boussakou Ingevallen: Reemst, Van Mil | Goals: 0-1 Boussakou (Van Kleef 21'), 0-2 Botermans (Rieder 45'), 1-2 Van Boekel (66'), 2-2 Van de Gevel (82'), 3-2 Van de Gevel (87') |
| DD-7      | 3-2 | Zo. 6 oktober 2019, 14:30 uur. Stand: 12e | Basis: Brand - Boasman, Muringen, Amofa , Achahbar - Rieder, Van Kins, Van Kleef - Seedorf, Botermans, Boussakou Ingevallen: Reemst, Van Mil | Goals: 0-1 Boussakou (Van Kleef 21'), 0-2 Botermans (Rieder 45'), 1-2 Van Boekel (66'), 2-2 Van de Gevel (82'), 3-2 Van de Gevel (87') |
| DD-7      | Veldhoven, verslag | | Basis: Brand - Boasman, Muringen, Amofa , Achahbar - Rieder, Van Kins, Van Kleef - Seedorf, Botermans, Boussakou Ingevallen: Reemst, Van Mil | Goals: 0-1 Boussakou (Van Kleef 21'), 0-2 Botermans (Rieder 45'), 1-2 Van Boekel (66'), 2-2 Van de Gevel (82'), 3-2 Van de Gevel (87') |
| DD-8      | Jong ADO Den Haag - Quick | Jong ADO Den Haag - Quick | Schoonderwaldt - Loshi (88' Boasman), Muringen, Amofa, Achahbar - Rieder, Van Wetten , Reemst - Duijvestijn (71' Van Mil), Botermans, Boussakou (81' Seedorf) | Goals: 1-0 Van Wetten (vrije trap 37'), 1-1 Bouyaouzan (85'), 2-1 Van Mil (Muringen 90+1') |
| DD-8      | 2-1 | Za. 12 oktober 2019, 19:00 uur. Stand: 9e | Schoonderwaldt - Loshi (88' Boasman), Muringen, Amofa, Achahbar - Rieder, Van Wetten , Reemst - Duijvestijn (71' Van Mil), Botermans, Boussakou (81' Seedorf) | Goals: 1-0 Van Wetten (vrije trap 37'), 1-1 Bouyaouzan (85'), 2-1 Van Mil (Muringen 90+1') |
| DD-8      | Den Haag (Cars Jeans Stadion), verslag | | Schoonderwaldt - Loshi (88' Boasman), Muringen, Amofa, Achahbar - Rieder, Van Wetten , Reemst - Duijvestijn (71' Van Mil), Botermans, Boussakou (81' Seedorf) | Goals: 1-0 Van Wetten (vrije trap 37'), 1-1 Bouyaouzan (85'), 2-1 Van Mil (Muringen 90+1') |
| DD-9      | USV Hercules - Jong ADO Den Haag | USV Hercules - Jong ADO Den Haag | Basis: Schoonderwaldt - Loshi, Reemst, Amofa, Achahbar - Rieder, Van Wetten , Van Kleef - Seedorf, Botermans, Duijvestijn | Goals: 1-0 Noslin (22'), 1-1 Van Wetten (vrije trap 36'), 2-1 Fonville (39') |
| DD-9      | 2-1 | Zo. 27 oktober 2019, 19:00 uur. Stand: 13e | Basis: Schoonderwaldt - Loshi, Reemst, Amofa, Achahbar - Rieder, Van Wetten , Van Kleef - Seedorf, Botermans, Duijvestijn | Goals: 1-0 Noslin (22'), 1-1 Van Wetten (vrije trap 36'), 2-1 Fonville (39') |
| DD-9      | Utrecht, verslag | | Basis: Schoonderwaldt - Loshi, Reemst, Amofa, Achahbar - Rieder, Van Wetten , Van Kleef - Seedorf, Botermans, Duijvestijn | Goals: 1-0 Noslin (22'), 1-1 Van Wetten (vrije trap 36'), 2-1 Fonville (39') |
| DD-10     | Jong ADO Den Haag - VV Gemert | Jong ADO Den Haag - VV Gemert | Schoonderwaldt - Rieder, Boom, Van den Ende, Achahbar (60' Amofa) - Van Wetten (87' Loshi), Van Kins, Reemst - Rottier (72' Boussakou), Botermans, Duijvestijn | Goals: 1-0 Duijvestijn (16'), 2-0 Duijvestijn (29'), 3-0 Duijvestijn (46'), 3-1 Kemper (73'), 3-2 Van den Broek (81'), 4-2 Duijvestijn (88') |
| DD-10     | 4-2 | Zo. 3 november 2019, 14:30 uur. Stand: 10e | Schoonderwaldt - Rieder, Boom, Van den Ende, Achahbar (60' Amofa) - Van Wetten (87' Loshi), Van Kins, Reemst - Rottier (72' Boussakou), Botermans, Duijvestijn | Goals: 1-0 Duijvestijn (16'), 2-0 Duijvestijn (29'), 3-0 Duijvestijn (46'), 3-1 Kemper (73'), 3-2 Van den Broek (81'), 4-2 Duijvestijn (88') |
| DD-10     | Den Haag, verslag | | Schoonderwaldt - Rieder, Boom, Van den Ende, Achahbar (60' Amofa) - Van Wetten (87' Loshi), Van Kins, Reemst - Rottier (72' Boussakou), Botermans, Duijvestijn | Goals: 1-0 Duijvestijn (16'), 2-0 Duijvestijn (29'), 3-0 Duijvestijn (46'), 3-1 Kemper (73'), 3-2 Van den Broek (81'), 4-2 Duijvestijn (88') |
| DD-11     | Het duel tegen FC Lienden werd na 72 minuten bij een 1-1 tussenstand gestaakt wegens een blessure bij de assistent-scheidsrechter. Van Rijn maakte de 1-0, Duijvesteijn de 1-1. Ook werd een rode kaart gegeven aan Statie (FC Lienden). Het duel werd 21 januari 2020 hervat. | Het duel tegen FC Lienden werd na 72 minuten bij een 1-1 tussenstand gestaakt wegens een blessure bij de assistent-scheidsrechter. Van Rijn maakte de 1-0, Duijvesteijn de 1-1. Ook werd een rode kaart gegeven aan Statie (FC Lienden). Het duel werd 21 januari 2020 hervat. | Het duel tegen FC Lienden werd na 72 minuten bij een 1-1 tussenstand gestaakt wegens een blessure bij de assistent-scheidsrechter. Van Rijn maakte de 1-0, Duijvesteijn de 1-1. Ook werd een rode kaart gegeven aan Statie (FC Lienden). Het duel werd 21 januari 2020 hervat. | Het duel tegen FC Lienden werd na 72 minuten bij een 1-1 tussenstand gestaakt wegens een blessure bij de assistent-scheidsrechter. Van Rijn maakte de 1-0, Duijvesteijn de 1-1. Ook werd een rode kaart gegeven aan Statie (FC Lienden). Het duel werd 21 januari 2020 hervat. |
| SWC       | Jong ADO Den Haag - RKVV Westlandia | Jong ADO Den Haag - RKVV Westlandia | Basis: Havekotte(*) - Boasman, Boom, Roethof, Amofa - Van Wetten , Van Kins, Reemst - Seedorf, Botermans, Rottier | Goals: 1-0 Seedorf (Reemst 25'), 2-0 Botermans (Seedorf 50'), 3-0 Seedorf (Rottier), 4-0 Botermans (Reemst) |
| SWC       | 4-0 | Di. 12 november 2019, 20:00 uur. | Basis: Havekotte(*) - Boasman, Boom, Roethof, Amofa - Van Wetten , Van Kins, Reemst - Seedorf, Botermans, Rottier | Goals: 1-0 Seedorf (Reemst 25'), 2-0 Botermans (Seedorf 50'), 3-0 Seedorf (Rottier), 4-0 Botermans (Reemst) |
| SWC       | Den Haag, Sir Winston Cup, verslag | | Basis: Havekotte(*) - Boasman, Boom, Roethof, Amofa - Van Wetten , Van Kins, Reemst - Seedorf, Botermans, Rottier | Goals: 1-0 Seedorf (Reemst 25'), 2-0 Botermans (Seedorf 50'), 3-0 Seedorf (Rottier), 4-0 Botermans (Reemst) |
| DD-12     | RKSV Groene Ster - Jong ADO Den Haag | RKSV Groene Ster - Jong ADO Den Haag | Basis: Schoonderwaldt - Rieder, Boom, Amofa, Achahbar - Van Wetten , Duijvestijn, Reemst - Seedorf, Botermans, Boussakou | Goals: 0-1 Duijvestijn (37'), 1-1 De Wit (38'), 2-1 Unal (pen. 63'), 2-2 Van Wetten (vrije trap 75'), 3-2 Vluggen (pen. 86') |
| DD-12     | 3-2 | Zo. 17 november 2019, 14:30 uur. Stand: 12e | Basis: Schoonderwaldt - Rieder, Boom, Amofa, Achahbar - Van Wetten , Duijvestijn, Reemst - Seedorf, Botermans, Boussakou | Goals: 0-1 Duijvestijn (37'), 1-1 De Wit (38'), 2-1 Unal (pen. 63'), 2-2 Van Wetten (vrije trap 75'), 3-2 Vluggen (pen. 86') |
| DD-12     | Heerlerheide, verslag | | Basis: Schoonderwaldt - Rieder, Boom, Amofa, Achahbar - Van Wetten , Duijvestijn, Reemst - Seedorf, Botermans, Boussakou | Goals: 0-1 Duijvestijn (37'), 1-1 De Wit (38'), 2-1 Unal (pen. 63'), 2-2 Van Wetten (vrije trap 75'), 3-2 Vluggen (pen. 86') |
| DD-13     | Jong ADO Den Haag - VV Dongen | Jong ADO Den Haag - VV Dongen | Schoonderwaldt - Boasman (72' Owobowale), Boom, Amofa (43' Van Kins), Achahbar - Van Wetten , Duijvestijn, Rieder - Seedorf, Botermans, Boussakou (82' Rottier) | Goals: 1-0 Botermans (pen. 22'), 1-1 De Man (44'), 2-1 Botermans (Rieder 75'), 2-2 Sprangers (90+3') |
| DD-13     | 2-2 | Zo. 24 november 2019, 14:30 uur. Stand: 13e | Schoonderwaldt - Boasman (72' Owobowale), Boom, Amofa (43' Van Kins), Achahbar - Van Wetten , Duijvestijn, Rieder - Seedorf, Botermans, Boussakou (82' Rottier) | Goals: 1-0 Botermans (pen. 22'), 1-1 De Man (44'), 2-1 Botermans (Rieder 75'), 2-2 Sprangers (90+3') |
| DD-13     | Den Haag, verslag, S: Michael Eijgelsheim | | Schoonderwaldt - Boasman (72' Owobowale), Boom, Amofa (43' Van Kins), Achahbar - Van Wetten , Duijvestijn, Rieder - Seedorf, Botermans, Boussakou (82' Rottier) | Goals: 1-0 Botermans (pen. 22'), 1-1 De Man (44'), 2-1 Botermans (Rieder 75'), 2-2 Sprangers (90+3') |
| DD-14     | VV Hoogland - Jong ADO Den Haag | VV Hoogland - Jong ADO Den Haag | Basis: Schoonderwaldt - Polley, Muringen, Boom, Rieder - Van Wetten , Duijvestijn, Van Kleef - Seedorf, Botermans, Boussakou | Goals: 1-0 Heus (22'), 1-1 Boussakou (pen. 29'), 2-1 Baum (Rieder 70'), 2-2 Seedorf (Van Mil 72') |
| DD-14     | 2-2 | Zo. 1 december 2019, 14:00 uur. Stand: 13e | Basis: Schoonderwaldt - Polley, Muringen, Boom, Rieder - Van Wetten , Duijvestijn, Van Kleef - Seedorf, Botermans, Boussakou | Goals: 1-0 Heus (22'), 1-1 Boussakou (pen. 29'), 2-1 Baum (Rieder 70'), 2-2 Seedorf (Van Mil 72') |
| DD-14     | Hoogland, verslag | | Basis: Schoonderwaldt - Polley, Muringen, Boom, Rieder - Van Wetten , Duijvestijn, Van Kleef - Seedorf, Botermans, Boussakou | Goals: 1-0 Heus (22'), 1-1 Boussakou (pen. 29'), 2-1 Baum (Rieder 70'), 2-2 Seedorf (Van Mil 72') |
| DD-15     | Jong ADO Den Haag - RKVV DEM | Jong ADO Den Haag - RKVV DEM | Basis: Brand - Rieder, Boom, Amofa, Achahbar - Reemst, Duijvestijn, Van Wetten - Seedorf, Botermans, Owobowale | Goals: 0-1 Wolters (15'), 0-2 Boom (eigen goal 34'), 0-3 Mounji (90') |
| DD-15     | 0-3 | Zo. 8 december 2019, 14:30 uur. Stand: 14e | Basis: Brand - Rieder, Boom, Amofa, Achahbar - Reemst, Duijvestijn, Van Wetten - Seedorf, Botermans, Owobowale | Goals: 0-1 Wolters (15'), 0-2 Boom (eigen goal 34'), 0-3 Mounji (90') |
| DD-15     | Den Haag, verslag, S: Jules Nelissen | | Basis: Brand - Rieder, Boom, Amofa, Achahbar - Reemst, Duijvestijn, Van Wetten - Seedorf, Botermans, Owobowale | Goals: 0-1 Wolters (15'), 0-2 Boom (eigen goal 34'), 0-3 Mounji (90') |
| DD-16     | RKVV Westlandia - Jong ADO Den Haag | RKVV Westlandia - Jong ADO Den Haag | Basis: Schoonderwaldt - Rieder, Muringen, Van den Ende, Achahbar - Van Kleef, Van Wetten - Polley, Duijvestijn, Seedorf - Botermans Ingevallen: Van Mil | Goals: 0-1 Polley (Duivesteijn 41'), 0-2 Van Mil (69'), 1-2 Bransen (90') |
| DD-16     | 1-2 | Zo. 15 december 2019, 14:00 uur. Stand: 12e | Basis: Schoonderwaldt - Rieder, Muringen, Van den Ende, Achahbar - Van Kleef, Van Wetten - Polley, Duijvestijn, Seedorf - Botermans Ingevallen: Van Mil | Goals: 0-1 Polley (Duivesteijn 41'), 0-2 Van Mil (69'), 1-2 Bransen (90') |
| DD-16     | Naaldwijk, verslag | | Basis: Schoonderwaldt - Rieder, Muringen, Van den Ende, Achahbar - Van Kleef, Van Wetten - Polley, Duijvestijn, Seedorf - Botermans Ingevallen: Van Mil | Goals: 0-1 Polley (Duivesteijn 41'), 0-2 Van Mil (69'), 1-2 Bransen (90') |
| DD-17     | Jong ADO Den Haag - EVV Echt | Jong ADO Den Haag - EVV Echt | Schoonderwaldt - Rieder, Boom, Zwartjens, Boasman - Reemst (72' Botermans), Van Kins, Van Wetten - Seedorf, Duijvestijn, Owobowale (72' Van Mil). | Goals: 1-0 Botermans (Van Mil 76'), 2-0 Botermans (78'), 3-0 Duijvestijn (Van Mil 89') |
| DD-17     | 3-0 | Za. 11 januari 2020, 17:00 uur. Stand: 9e | Schoonderwaldt - Rieder, Boom, Zwartjens, Boasman - Reemst (72' Botermans), Van Kins, Van Wetten - Seedorf, Duijvestijn, Owobowale (72' Van Mil). | Goals: 1-0 Botermans (Van Mil 76'), 2-0 Botermans (78'), 3-0 Duijvestijn (Van Mil 89') |
| DD-17     | Den Haag, verslag, S: Remco Schul | | Schoonderwaldt - Rieder, Boom, Zwartjens, Boasman - Reemst (72' Botermans), Van Kins, Van Wetten - Seedorf, Duijvestijn, Owobowale (72' Van Mil). | Goals: 1-0 Botermans (Van Mil 76'), 2-0 Botermans (78'), 3-0 Duijvestijn (Van Mil 89') |
| Oefen     | Jong VfL Wolfsburg - Jong ADO Den Haag | Jong VfL Wolfsburg - Jong ADO Den Haag | Basis: Brand - Rieder, Boom, Van den Ende, Achahbar - Reemst, Steijn, Van Wetten - Owobowale, Botermans, Seedorf | onbekend |
| Oefen     | 4-0 | Za. 18 januari 2020, 13:00 uur. | Basis: Brand - Rieder, Boom, Van den Ende, Achahbar - Reemst, Steijn, Van Wetten - Owobowale, Botermans, Seedorf | onbekend |
| Oefen     | Wolfsburg, verslag | | Basis: Brand - Rieder, Boom, Van den Ende, Achahbar - Reemst, Steijn, Van Wetten - Owobowale, Botermans, Seedorf | onbekend |
| DD-18     | Vanwege het ongelijke aantal van 17 clubs in de Derde Divisie Zondag kwam Jong ADO Den Haag deze speelronde niet in actie. | Vanwege het ongelijke aantal van 17 clubs in de Derde Divisie Zondag kwam Jong ADO Den Haag deze speelronde niet in actie. | Vanwege het ongelijke aantal van 17 clubs in de Derde Divisie Zondag kwam Jong ADO Den Haag deze speelronde niet in actie. | Vanwege het ongelijke aantal van 17 clubs in de Derde Divisie Zondag kwam Jong ADO Den Haag deze speelronde niet in actie. |
| DD-11 (*) | FC Lienden - Jong ADO Den Haag | FC Lienden - Jong ADO Den Haag | Basis: Schoonderwaldt - Rieder, Boom, Van den Ende, Achahbar - Reemst, Van Kins, Van Wetten - Boussakou, Botermans, Duijvestijn Bank: Wentges, Roethof, Boasman, Seedorf, Owobowale, Rottier                                                                                   | Goals 1e deel: 1-0 Van Rijn (13'), 1-1 Duijvestijn (55') Kaart 1e deel: Statie ( 72') Goals 2e deel: 1-2 Achahbar (74'), 1-3 Botermans (88') |
| DD-11 (*) | 1-3 | Di. 21 januari 2020, 21:15 uur. Stand: 8e | Basis: Schoonderwaldt - Rieder, Boom, Van den Ende, Achahbar - Reemst, Van Kins, Van Wetten - Boussakou, Botermans, Duijvestijn Bank: Wentges, Roethof, Boasman, Seedorf, Owobowale, Rottier                                                                                   | Goals 1e deel: 1-0 Van Rijn (13'), 1-1 Duijvestijn (55') Kaart 1e deel: Statie ( 72') Goals 2e deel: 1-2 Achahbar (74'), 1-3 Botermans (88') |
| DD-11 (*) | Lienden, verslag | | Basis: Schoonderwaldt - Rieder, Boom, Van den Ende, Achahbar - Reemst, Van Kins, Van Wetten - Boussakou, Botermans, Duijvestijn Bank: Wentges, Roethof, Boasman, Seedorf, Owobowale, Rottier                                                                                   | Goals 1e deel: 1-0 Van Rijn (13'), 1-1 Duijvestijn (55') Kaart 1e deel: Statie ( 72') Goals 2e deel: 1-2 Achahbar (74'), 1-3 Botermans (88') |
| DD-19     | Jong ADO Den Haag - VV UNA | Jong ADO Den Haag - VV UNA | Basis: Schoonderwaldt - Rieder, Muringen, Van den Ende, Amofa - Van Kleef, Van Kins, Van Wetten - Seedorf, Botermans, Duijvestijn | Goals: 1-0 Seedorf (Duijvestijn 3'), 2-0 Van Kleef (Van Kins 8'), 3-0 Seedorf (Amofa 27'), 4-0 Botermans (48'), 4-1 Senders (90') Kaart: Muringen () |
| DD-19     | 3-0 | Zo. 26 januari 2020, 14:30 uur. Stand: 6e | Basis: Schoonderwaldt - Rieder, Muringen, Van den Ende, Amofa - Van Kleef, Van Kins, Van Wetten - Seedorf, Botermans, Duijvestijn | Goals: 1-0 Seedorf (Duijvestijn 3'), 2-0 Van Kleef (Van Kins 8'), 3-0 Seedorf (Amofa 27'), 4-0 Botermans (48'), 4-1 Senders (90') Kaart: Muringen () |
| DD-19     | Den Haag, verslag | | Basis: Schoonderwaldt - Rieder, Muringen, Van den Ende, Amofa - Van Kleef, Van Kins, Van Wetten - Seedorf, Botermans, Duijvestijn | Goals: 1-0 Seedorf (Duijvestijn 3'), 2-0 Van Kleef (Van Kins 8'), 3-0 Seedorf (Amofa 27'), 4-0 Botermans (48'), 4-1 Senders (90') Kaart: Muringen () |
| DD-20     | Jong ADO Den Haag - HSC '21 | Jong ADO Den Haag - HSC '21 | Basis: Brand - Rieder, Van den Ende, Zwartjens, Amofa (63' ) - Van Kleef, Steijn, Van Wetten - Seedorf, Botermans, Duijvestijn Bank: Storm, Boom (63' ), Boasman, Reemst, Van Kins, Lont                                                                                       | Goals: 1-0 Steijn (Botermans 11'), 1-1 Van Dijk (23'), 1-2 Van der Weide (44'), 2-2 Duijvestijn (Steijn 45') |
| DD-20     | 2-2 | Zo. 2 februari 2020, 14:30 uur. Stand: 6e | Basis: Brand - Rieder, Van den Ende, Zwartjens, Amofa (63' ) - Van Kleef, Steijn, Van Wetten - Seedorf, Botermans, Duijvestijn Bank: Storm, Boom (63' ), Boasman, Reemst, Van Kins, Lont                                                                                       | Goals: 1-0 Steijn (Botermans 11'), 1-1 Van Dijk (23'), 1-2 Van der Weide (44'), 2-2 Duijvestijn (Steijn 45') |
| DD-20     | Den Haag, verslag, S: Victor Ris | | Basis: Brand - Rieder, Van den Ende, Zwartjens, Amofa (63' ) - Van Kleef, Steijn, Van Wetten - Seedorf, Botermans, Duijvestijn Bank: Storm, Boom (63' ), Boasman, Reemst, Van Kins, Lont                                                                                       | Goals: 1-0 Steijn (Botermans 11'), 1-1 Van Dijk (23'), 1-2 Van der Weide (44'), 2-2 Duijvestijn (Steijn 45') |
| Oefen     | Jong ADO Den Haag - Quick | Jong ADO Den Haag - Quick | Zie 'Uitslagen ADO Den Haag' | Zie 'Uitslagen ADO Den Haag' |
| Oefen     | 2-1 | Di. 4 februari 2020, 19:30 uur | Zie 'Uitslagen ADO Den Haag' | Zie 'Uitslagen ADO Den Haag' |
| Oefen     | Den Haag, verslag, S: Mark Langendoen | | Zie 'Uitslagen ADO Den Haag' | Zie 'Uitslagen ADO Den Haag' |
| Oefen     | Excelsior Maassluis - Jong ADO Den Haag | Excelsior Maassluis - Jong ADO Den Haag | Storm - Rieder (Feng), Van den Ende (Roethof), Zwartjens, Van Wetten - Reemst (Vliet), Steijn, Van Kleef - Lont, Botermans (Seedorf), Duijvestijn (Rottier) | Goals: 1-0 Sylla, 1-1 Duijvestijn, 2-1 Kurt, 2-2 Duijvestijn, 3-2 Moreno, 4-2 Fowler, 4-3 (eigen goal) |
| Oefen     | 4-3 | Di. 11 februari 2020, 20:00 uur | Storm - Rieder (Feng), Van den Ende (Roethof), Zwartjens, Van Wetten - Reemst (Vliet), Steijn, Van Kleef - Lont, Botermans (Seedorf), Duijvestijn (Rottier) | Goals: 1-0 Sylla, 1-1 Duijvestijn, 2-1 Kurt, 2-2 Duijvestijn, 3-2 Moreno, 4-2 Fowler, 4-3 (eigen goal) |
| Oefen     | Maassluis, verslag | | Storm - Rieder (Feng), Van den Ende (Roethof), Zwartjens, Van Wetten - Reemst (Vliet), Steijn, Van Kleef - Lont, Botermans (Seedorf), Duijvestijn (Rottier) | Goals: 1-0 Sylla, 1-1 Duijvestijn, 2-1 Kurt, 2-2 Duijvestijn, 3-2 Moreno, 4-2 Fowler, 4-3 (eigen goal) |
| DD-21     | Vanwege storm Ciara ging het duel met OFC Oostzaan op 9 februari niet door. Het duel werd twee weken later ingehaald. | Vanwege storm Ciara ging het duel met OFC Oostzaan op 9 februari niet door. Het duel werd twee weken later ingehaald. | Vanwege storm Ciara ging het duel met OFC Oostzaan op 9 februari niet door. Het duel werd twee weken later ingehaald. | Vanwege storm Ciara ging het duel met OFC Oostzaan op 9 februari niet door. Het duel werd twee weken later ingehaald. |
| DD-22     | Jong ADO Den Haag - RKSV Groene Ster | Jong ADO Den Haag - RKSV Groene Ster | Storm - Zwartjens, Rieder, Van den Ende - Seedorf (89' Van Kins), Van Kleef, Steijn, Van Wetten , Duijvestijn - Lont (69' Rottier), Botermans (75' Reemst) | Goals: 1-0 Steijn (Duijvestijn 23'), 1-1 Janssen (Zwartjes 66'), 2-1 Steijn (83'), 3-1 Duijvestijn (90+3') |
| DD-22     | 3-1 | Zo. 16 februari 2020, 14:30 uur. Stand: 4e | Storm - Zwartjens, Rieder, Van den Ende - Seedorf (89' Van Kins), Van Kleef, Steijn, Van Wetten , Duijvestijn - Lont (69' Rottier), Botermans (75' Reemst) | Goals: 1-0 Steijn (Duijvestijn 23'), 1-1 Janssen (Zwartjes 66'), 2-1 Steijn (83'), 3-1 Duijvestijn (90+3') |
| DD-22     | Den Haag, verslag, S: Gijs Stevens | | Storm - Zwartjens, Rieder, Van den Ende - Seedorf (89' Van Kins), Van Kleef, Steijn, Van Wetten , Duijvestijn - Lont (69' Rottier), Botermans (75' Reemst) | Goals: 1-0 Steijn (Duijvestijn 23'), 1-1 Janssen (Zwartjes 66'), 2-1 Steijn (83'), 3-1 Duijvestijn (90+3') |
| Oefen     | SVV Scheveningen - Jong ADO Den Haag | SVV Scheveningen - Jong ADO Den Haag | Basis: Brand - Boasman, Feng, Van den Ende, Vliet - Reemst, Van Kins, Van Wetten - Van Mil, Lont, Owobowale Ingevallen: Steijn, Van Kleef, Botermans, Zwartjens, Seedorf | |
| Oefen     | 0-0 | Do. 20 februari 2020, 20:00 uur | Basis: Brand - Boasman, Feng, Van den Ende, Vliet - Reemst, Van Kins, Van Wetten - Van Mil, Lont, Owobowale Ingevallen: Steijn, Van Kleef, Botermans, Zwartjens, Seedorf | |
| Oefen     | Scheveningen, verslag | | Basis: Brand - Boasman, Feng, Van den Ende, Vliet - Reemst, Van Kins, Van Wetten - Van Mil, Lont, Owobowale Ingevallen: Steijn, Van Kleef, Botermans, Zwartjens, Seedorf | |
| DD-21 (*) | OFC - Jong ADO Den Haag | OFC - Jong ADO Den Haag | Basis: Schoonderwaldt - Rieder, Zwartjens, Van den Ende, Owobowale - Van Kleef, Steijn, Van Wetten - Seedorf, Botermans, Duijvestijn | Goals: 0-1 Botermans (30') |
| DD-21 (*) | 0-1 | Zo. 23 februari 2020, 14:30 uur. Stand: 3e | Basis: Schoonderwaldt - Rieder, Zwartjens, Van den Ende, Owobowale - Van Kleef, Steijn, Van Wetten - Seedorf, Botermans, Duijvestijn | Goals: 0-1 Botermans (30') |
| DD-21 (*) | Oostzaan, verslag | | Basis: Schoonderwaldt - Rieder, Zwartjens, Van den Ende, Owobowale - Van Kleef, Steijn, Van Wetten - Seedorf, Botermans, Duijvestijn | Goals: 0-1 Botermans (30') |
| Oefen     | Jong FC Volendam - Jong ADO Den Haag | Jong FC Volendam - Jong ADO Den Haag | Brand - Boasman, Feng, Achahbar (46' Boom), Vliet - Thomas(*), Van Buren(*), Reemst (46' Van Kins) - Hooi(*), Lont (70' Rottier), Ould-Chikh (80' Boussakou) | Goals: 0-1 Thomas (Ould-Chikh 31'), 1-1 Tol (34'), 2-1 Duin (Betti 38'), 3-1 Van Gasteren (65') |
| Oefen     | 3-1 | Di. 25 februari 2020, 13:00 uur | Brand - Boasman, Feng, Achahbar (46' Boom), Vliet - Thomas(*), Van Buren(*), Reemst (46' Van Kins) - Hooi(*), Lont (70' Rottier), Ould-Chikh (80' Boussakou) | Goals: 0-1 Thomas (Ould-Chikh 31'), 1-1 Tol (34'), 2-1 Duin (Betti 38'), 3-1 Van Gasteren (65') |
| Oefen     | Volendam (Kras Stadion), verslag | | Brand - Boasman, Feng, Achahbar (46' Boom), Vliet - Thomas(*), Van Buren(*), Reemst (46' Van Kins) - Hooi(*), Lont (70' Rottier), Ould-Chikh (80' Boussakou) | Goals: 0-1 Thomas (Ould-Chikh 31'), 1-1 Tol (34'), 2-1 Duin (Betti 38'), 3-1 Van Gasteren (65') |
| DD-23     | Blauw Geel '38 - Jong ADO Den Haag | Blauw Geel '38 - Jong ADO Den Haag | Storm - Rieder, Zwartjens, Van den Ende, Van Wetten - Van Kleef, Steijn (90' Muringen), Duijvestijn - Seedorf (46' Reemst), Botermans, Lont (46' Boussakou) | Goals: 1-0 Wouters (4'), 1-1 eigen goal (49'), 1-2 Boussakou (Rieder 89') |
| DD-23     | 1-2 | Zo. 1 maart 2020, 14:30 uur. Stand: 3e | Storm - Rieder, Zwartjens, Van den Ende, Van Wetten - Van Kleef, Steijn (90' Muringen), Duijvestijn - Seedorf (46' Reemst), Botermans, Lont (46' Boussakou) | Goals: 1-0 Wouters (4'), 1-1 eigen goal (49'), 1-2 Boussakou (Rieder 89') |
| DD-23     | Veghel, verslag, S: Nick Tunnissen | | Storm - Rieder, Zwartjens, Van den Ende, Van Wetten - Van Kleef, Steijn (90' Muringen), Duijvestijn - Seedorf (46' Reemst), Botermans, Lont (46' Boussakou) | Goals: 1-0 Wouters (4'), 1-1 eigen goal (49'), 1-2 Boussakou (Rieder 89') |
| DD-24     | Jong ADO Den Haag - RKVV Westlandia | Jong ADO Den Haag - RKVV Westlandia | Basis: Schoonderwaldt - Rieder, Zwartjens, Van den Ende, Amofa (46' ) - Van Kleef, Steijn, Van Wetten - Seedorf (46' ), Botermans (69' ), Duijvestijn Bank: Storm, Roethof, Reemst (46' ), Van Kins, Boussakou (69' ), Lont (46' ), Rottier                                    | Goals: 1-0 Steijn (Amofa 37'), 1-1 Van Beek (45'), 2-1 Van Wetten (vrije trap 50'), 3-1 Rieder (89') |
| DD-24     | 3-1 | Zo. 8 maart 2020, 14:30 uur. Stand: 2e | Basis: Schoonderwaldt - Rieder, Zwartjens, Van den Ende, Amofa (46' ) - Van Kleef, Steijn, Van Wetten - Seedorf (46' ), Botermans (69' ), Duijvestijn Bank: Storm, Roethof, Reemst (46' ), Van Kins, Boussakou (69' ), Lont (46' ), Rottier                                    | Goals: 1-0 Steijn (Amofa 37'), 1-1 Van Beek (45'), 2-1 Van Wetten (vrije trap 50'), 3-1 Rieder (89') |
| DD-24     | Den Haag, verslag, S: Lars van Leeuwen | | Basis: Schoonderwaldt - Rieder, Zwartjens, Van den Ende, Amofa (46' ) - Van Kleef, Steijn, Van Wetten - Seedorf (46' ), Botermans (69' ), Duijvestijn Bank: Storm, Roethof, Reemst (46' ), Van Kins, Boussakou (69' ), Lont (46' ), Rottier                                    | Goals: 1-0 Steijn (Amofa 37'), 1-1 Van Beek (45'), 2-1 Van Wetten (vrije trap 50'), 3-1 Rieder (89') |
| SWC       | Jong ADO Den Haag - TAC '90 | Jong ADO Den Haag - TAC '90 | Basis: Brand - De Vreede, Muringen, Zwartjens, Roethof - Van Kins, Essabri, Reemst - Boussakou, Lont, Seedorf | Goals: 1-0 eigen doelpunt (1'), 1-1 ? (47'), 2-1 Lont (52'), 3-1 Boussakou (57'), 3-2 ? (72') |
| SWC       | 3-2 | Di. 10 maart 2020, 20:00 uur. | Basis: Brand - De Vreede, Muringen, Zwartjens, Roethof - Van Kins, Essabri, Reemst - Boussakou, Lont, Seedorf | Goals: 1-0 eigen doelpunt (1'), 1-1 ? (47'), 2-1 Lont (52'), 3-1 Boussakou (57'), 3-2 ? (72') |
| SWC       | Den Haag, Achtste finale Sir Winston Cup, verslag, S: Mike de Bruin | | Basis: Brand - De Vreede, Muringen, Zwartjens, Roethof - Van Kins, Essabri, Reemst - Boussakou, Lont, Seedorf | Goals: 1-0 eigen doelpunt (1'), 1-1 ? (47'), 2-1 Lont (52'), 3-1 Boussakou (57'), 3-2 ? (72') |

### Jeugdtrainers ADO
|   | Team  | Naam                | Bijzonderheden    |
| - | ----- | ------------------- | ----------------- |
| A | JO-19 | Rob Penders         | Nieuw dit seizoen |
| B | JO-17 | Rick Hoogendorp     |                   |
| B | JO-16 | Marvin van der Valk |                   |
| C | JO-15 | Giovanni Franken    | Nieuw dit seizoen |
| C | JO-14 | Martijn den Haan    |                   |
| D | JO-13 | Joep Breimer        |                   |
| D | JO-12 | Gino Ninaber        | Nieuw dit seizoen |
| E | JO-11 | Christiaan van Dam  |                   |
| E | JO-10 | Mark Jacobs         |                   |
| F | JO-9  | Roy de Geus         |                   |

## Voetnoten
ADO Den Haag ·
Ajax ·
AZ ·
FC Emmen ·
Feyenoord ·
Fortuna Sittard ·
FC Groningen ·
sc Heerenveen ·
Heracles Almelo ·
PEC Zwolle · 
PSV ·
RKC Waalwijk ·
Sparta Rotterdam ·
FC Twente ·
FC Utrecht ·
Vitesse ·
VVV-Venlo ·
Willem II